# مونستر
مونستر (بالألمانية: Münster مونستر) هي مدينة تقع في ولاية شمال الراين - وستفاليا في غرب ألمانيا. مونستر هي عاصمة محافظة مونستر والمسماة على اسمها. كانت من سنة 1815 حتى عام 1946 عاصمة الولاية البروسية السابقة «وستفاليا». تقع في قلب «بلاد مونستر» عند منتصف الطريق بين مدينتي دورتموند وأسنابروك على ضفاف النهر المسمى «آ» (بالألمانية: Aa). حصلت سنة 1915 على صفة «مدينة كبرى». يبلغ عدد سكانها حوالي 296,599 نسمة، وفقا لإحصاء أجريَ بتاريخ 31 كانون الأول سنة 2012. من هؤلاء 49000 طالب جامعي ممن اختاروا المدينة كمكان سكن رئيس لهم جاعلين مونستر من أكبر المدن الجامعية الألمانية. يلفت النظر في المدينة الالتزام الواسع ببناء الجدران الخارجية للبيوت والمباني بالأحجار المحرّقة بدل طلائها بالدهان.
تشتهر مونستر بأنها مدينة الدراجات الهوائية، فضلاً عن قلب المدينة التاريخي. كما حازت المدينة سنة 2004 على جائزة "LivCom" لأفضل مدينة من حيث نوعية المعيشة في العالم في إطار فئتها.

## جغرافيا
بانوراما – في اليسار خضار حديقة القصر، في الوسط أبراج كنائس البلدة القديمة ككنيسة «القديس لامبيرتي» وكاتدرائية «القديس بولس»، وفي اليمين مبنى التأمينات الزراعية لبلاد مونستر.

### الموقع الجغرافي
تقع مدينة مونستر في ما يسمى «الخليج الوستفالي»، على ضفتي نهر «آ» الصغير، وعلى بعد 15 كيلومترا من مصبه في نهر الإمس. تُشكل التجمعات السكنية المتفرقة والمزارع الوحيدة سمة المشهد المحيط بالمدينة في بلاد مونستر. يمتد شريط من ترسبات رملية من العصر الجليدي (بالألمانية: Wolston) تحت المدينة باتجاه شمالي/جنوبي. تتواجد أعلى نقطة بمدينة مونستر في جبل مولن برتفاع 97 مترا عن سطح البحر، بينما تقع أدنى نقطة في نهر الإمس على ارتفاع 44 مترا ف.س.ب. ويبلغ ارتفاع وسط المدينة 60 مترا ف.س.ب. مقاسا أمام مبنى البلدية في الشارع التجاري التاريخي «سوق برينسيبال».
تبعد مونستر عن مدينة إنسخيده الهولندية 65 كيلومترا. كما تبعد في ألمانيا عن المدن الكبرى أوسنابروك، 44 كلم إلى الشمال الشرقي وعن مدينة هام، 34 كلم إلى الجنوب وعن دورتموند، 61 كلم أيضا إلى الجنوب وعن بيليفيلد، 62 كلم شرقاً.

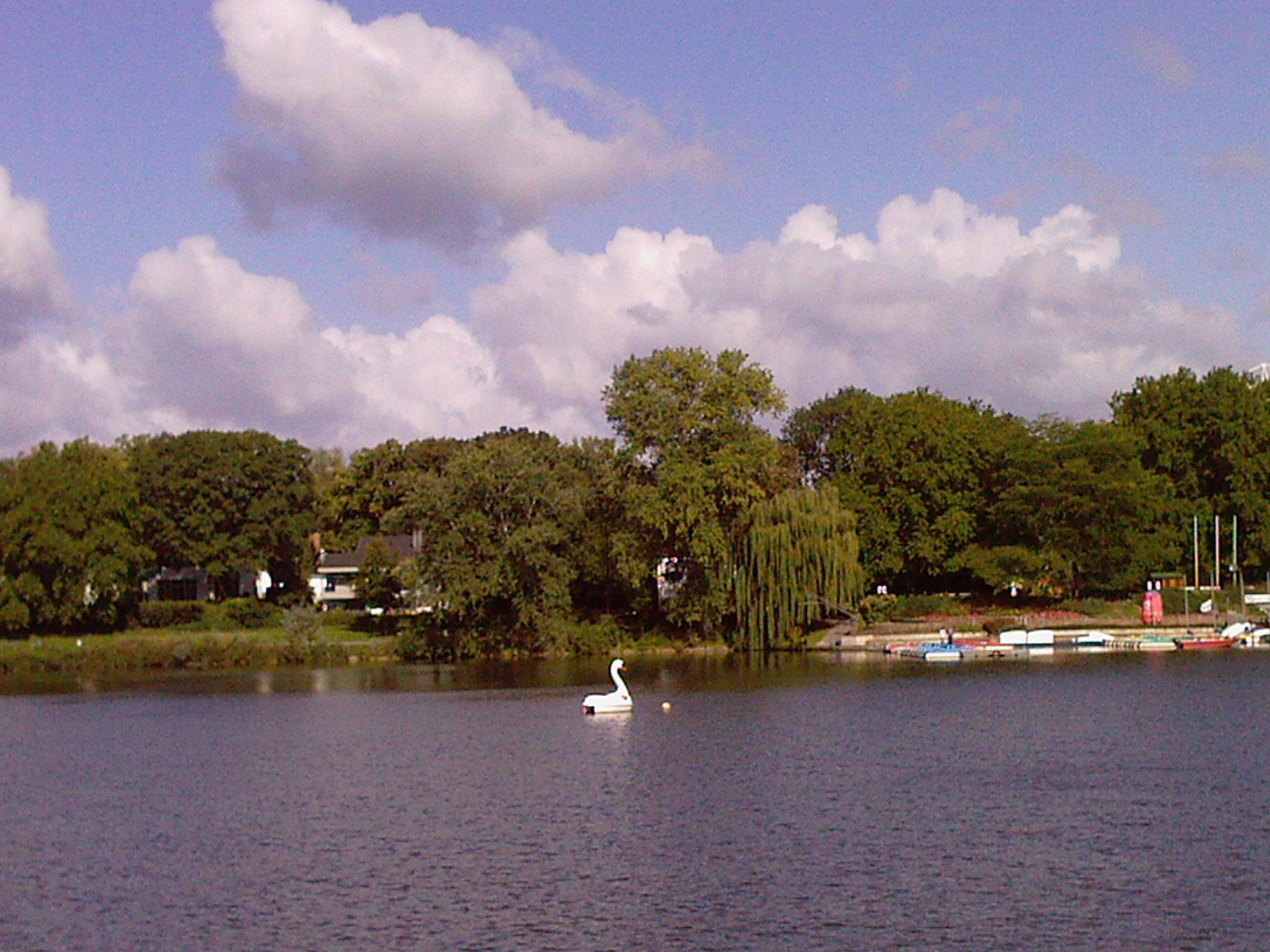
بحيرة "آ".

مدينة مونستر هي واحدة من مناطق التكثيف الحضري الألمانية الإثنين والأربعين، وتُعتبر من أكبر المدن مساحة في ألمانيا. ومن ضمن هذه المساحة العديد من البلدات قليلة عدد السكان والخراجات التي ألحقت بالمدينة سنة 1975. تُستخدم نصف مساحة المدينة في الزراعة مما يفسر تدني الكثافة السكانية فيها والتي تبلغ 900 نسمة/كلم². لكن الكثافة السكانية في مركز المدينة وقلبها التاريخي ترتفع إلى 15,000 نسمة/كلم². وإجمالا تصل الكثافة السكانية في المناطق المأهولة إلى 2890 نسمة/كلم².
تصل المساحة الإجمالية للمدينة وضواحيها إلى 302.92 كلم²، تتوزع على 58.04 كلم² من المساحات المبنية و1.18 كلم² من المساحات الصناعية والتجارية غير المبنية و25.86 كلم² للمواصلات و155.53 كلم² للزراعة والمساحات الخضراء و8.94 كلم² مساحات مائية و47.09 كلم² من المساحات المشجرة إضافة إلى 6.28 كلم² من المساحات مختلفة الاستخدام.
يمتد محيط المدينة على طول 107 كيلومترات، ويبلغ الامتداد الشمالي/الجنوبي 24.4 كلم بينما يبلغ الامتداد الغربي/الشرقي 20.6 كلم.

### المناخ
يقارب معدل كمية مياه الأمطار وبدرجة أقل، الثلوج، التي تهطل بمعدل 744 مم سنوياً، معدل الكمية المقدرة لألمانيا. يبلغ معدل الحرارة 9.2 درجة مئوية وعدد ساعات ظهور الشمس 1500 ساعة في السنة. تحتل مونستر مكانا في الخمس الأسفل من المناطق الألمانية بما يتعلق بعدد ساعات ظهور الشمس. الشتاء في المدينة أدفء نسبيا من باقي مناطق ألمانيا، مما يجعل تساقط الثلوج ظاهرة نادرة، في حين أن حالة الصيف تشبه المعدل الألماني.
| البيانات المناخية لـمونستر   | البيانات المناخية لـمونستر | البيانات المناخية لـمونستر | البيانات المناخية لـمونستر | البيانات المناخية لـمونستر | البيانات المناخية لـمونستر | البيانات المناخية لـمونستر | البيانات المناخية لـمونستر | البيانات المناخية لـمونستر | البيانات المناخية لـمونستر | البيانات المناخية لـمونستر | البيانات المناخية لـمونستر | البيانات المناخية لـمونستر | البيانات المناخية لـمونستر |
| الشهر                        | يناير                      | فبراير                     | مارس                       | أبريل                      | مايو                       | يونيو                      | يوليو                      | أغسطس                      | سبتمبر                     | أكتوبر                     | نوفمبر                     | ديسمبر                     | المعدل السنوي              |
| ---------------------------- | -------------------------- | -------------------------- | -------------------------- | -------------------------- | -------------------------- | -------------------------- | -------------------------- | -------------------------- | -------------------------- | -------------------------- | -------------------------- | -------------------------- | -------------------------- |
| متوسط درجة الحرارة الكبرى °ف | 37                         | 39                         | 46                         | 55                         | 64                         | 70                         | 72                         | 72                         | 66                         | 57                         | 46                         | 39                         | 55                         |
| متوسط درجة الحرارة الصغرى °ف | 28                         | 28                         | 32                         | 37                         | 45                         | 50                         | 54                         | 54                         | 48                         | 43                         | 36                         | 30                         | 40                         |
| الهطول إنش                   | 2.6                        | 1.9                        | 2.4                        | 2.0                        | 2.5                        | 2.9                        | 2.6                        | 2.6                        | 2.5                        | 2.1                        | 2.8                        | 3.0                        | 29.9                       |
| متوسط درجة الحرارة الكبرى °م | 3                          | 4                          | 8                          | 13                         | 18                         | 21                         | 22                         | 22                         | 19                         | 14                         | 8                          | 4                          | 13                         |
| متوسط درجة الحرارة الصغرى °م | −2                         | −2                         | 0                          | 3                          | 7                          | 10                         | 12                         | 12                         | 9                          | 6                          | 2                          | −1                         | 5                          |
| الهطول مم                    | 65                         | 48                         | 60                         | 50                         | 64                         | 74                         | 67                         | 66                         | 63                         | 54                         | 71                         | 77                         | 759                        |
| المصدر:                      |                            |                            |                            |                            |                            |                            |                            |                            |                            |                            |                            |                            |                            |

### الجوار
تجاور مدينة مونستر المدن والبلديات التالية (حسب اتجاه عقارب الساعة، بداية في الشمال الغربي):
ألتنبرغه وغريفن (قضاء شتاينفورت)، تيلخته وإيفرسفينكل وزندنهورست ودرينشتاينفورت (قضاء وارندورف)، إضافة إلى أشيبرغ وزندن وهافيكسبك (قضاء كوزفلد).

### تقسيمات إدارية
- الوسط:
  - البلدة القديمة
- الشمال:
  - كورده.
  - كِندَرهاوس.
  - شْبْراكِل، مع زَندْرُب.
- الشرق:
  - ديكبورغ.
  - غِلمَر، مع غِترُب.

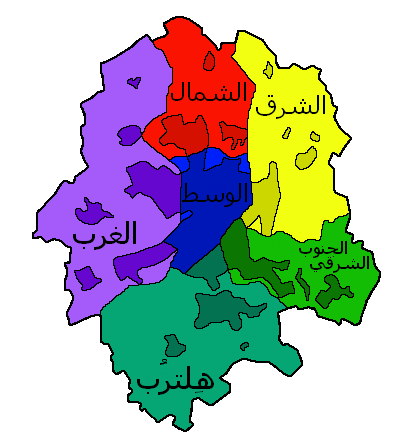
أحياء مونستر الرئيسة؛ الوسط ، الشمال: ، الشرق: ، الغرب: ، الجنوب الشرقي: ، وهِلترُب:.

  - هَندورف، مع كازِفينكِل، كرويتسبَخ، لار، دورباوم، وفيرت إلى يسار إمس وفِرسِه.
  - ماوريتس-شرق، مع شارع موند، تسمى بشكل عام «سانكت ماوريتس».
- الغرب:
  - ألبَختِن.
  - غيفِنبِك.
  - ميكلِنبِك.
  - نينبيرغِه، مع هيغِر، شونِبِك وأولِنبرُك.
  - روكسِل، مع روكسل القديمة وأوبرؤرت.
  - مرتفع زِنترُب.
- الجنوب الشرقي:
  - أنغِلمودِّه، مع هوفكَمب.
  - غْرِمِندورف، مع لُدِّنهايدِه.
  - فُلبِك.
- هِلترُب:
  - أمِلْسْبويرِن، مع زُدهُف، لوفيلِنغلوه وفيلبرينِّنغ.
  - بِرج فيدِل.
  - هِلترُب.

### ديموغرافيا
يقطن مونستر حوالي 300 ألف نسمة منهم 10 آلاف اختاروا المدينة كمكان سكن ثان لهم. وفي محاولة لتقليص هذا العدد فرضت إدارة المدينة بدءاً من 1 أيار/مايو 2011 ضريبة خاصة بالسكن الثاني، الأمر الذي أدى لزيادة عدد سكان المدينة بنسبة هي الأكبر بين المدن الألمانية. 9 بالمئة من السكان لديهم جنسية أجنبية. نسبة العاطلين عن العمل بلغت في تشرين الثاني من عام 2008 5.9 بالمئة من عدد السكان. يشتغل أكثر من 80% من أصل 132 ألف موظف، مع ضمانات اجتماعية إجبارية، في مجال الخدمات، 17% في المجال الصناعي، و1% في الزراعة. بلغ معدل عمر السكان المقيمين في مونستر 40.2 عاما سنة 2006. ويصل مأمول الحياة للرجال إلى 76.3 سنة وللنساء 83.1 سنة. وتُعتبر هذه التقديرات من الأعلى ضمن جميع المدن الألمانية.

## تاريخ

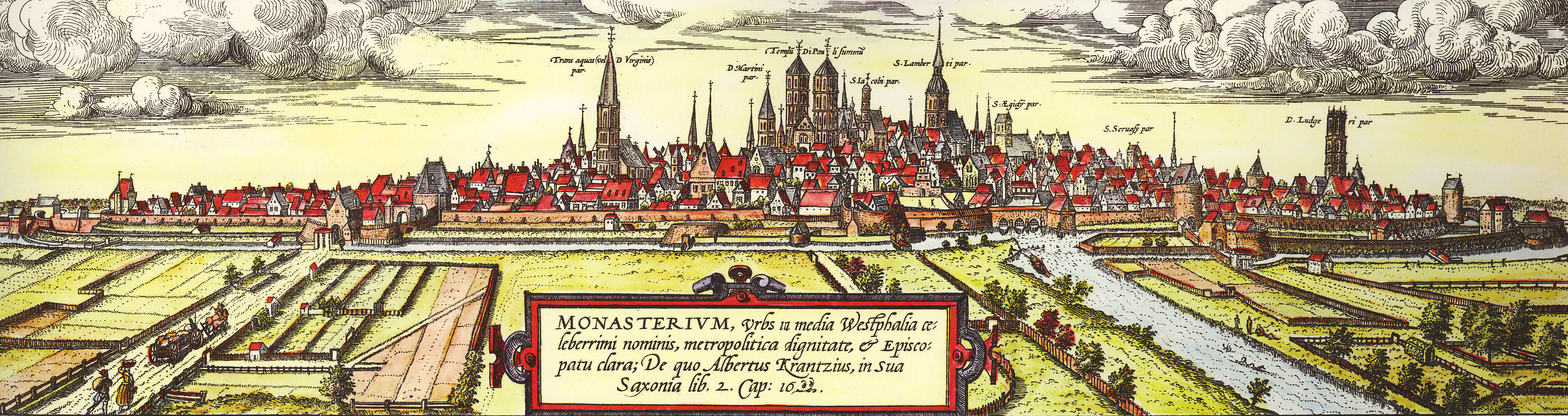
نظرة عامة من الجهة الجنوبية الغربية على مونستر، من أعمال "رميغيوس هوغنبرغ" من سنة 1570 تأسيسا على رسم أقدم «لهيرمان توم رينغ». إلى اليسار كنيسة «عبر الماء» مع القبة الأصلية الزائلة اليوم، في الوسط كاتدرائية القديس بولس، وإلى يمينها كنيسة «لامبرت» وفي أقصى اليمين كنيسة «لودغر». في المقدمة أمام الكاتدرائية الجزء الجديد من أعمال التحصين في موقع دخول نهر الآ إلى المدينة.

### تاريخ المدينة
قامت منذ القرن السادس الميلادي في موقع كاتدرائية مونستر المستوطنة السكسونية «ميميغرنافورد». وفي سنة 793 أنشأ المبشر الفريزي «لودغر» قرب مخاضة على نهر الآ ديراً (باللاتينية: Monasterium) أعطى للمدينة التي ستنشأ هنا اسمها. أسس البابا «ليو الثالث» سنة 799 خلال لقائه مع الإمبراطور شارلمان أبرشية مونستر، وأبرشيات أسنابروك، مندن، وبادربورن. في سنة 805 قُلد «لودغر» مهام أسقف مونستر وبوشرت أعمال بناء الكاتدرائية.

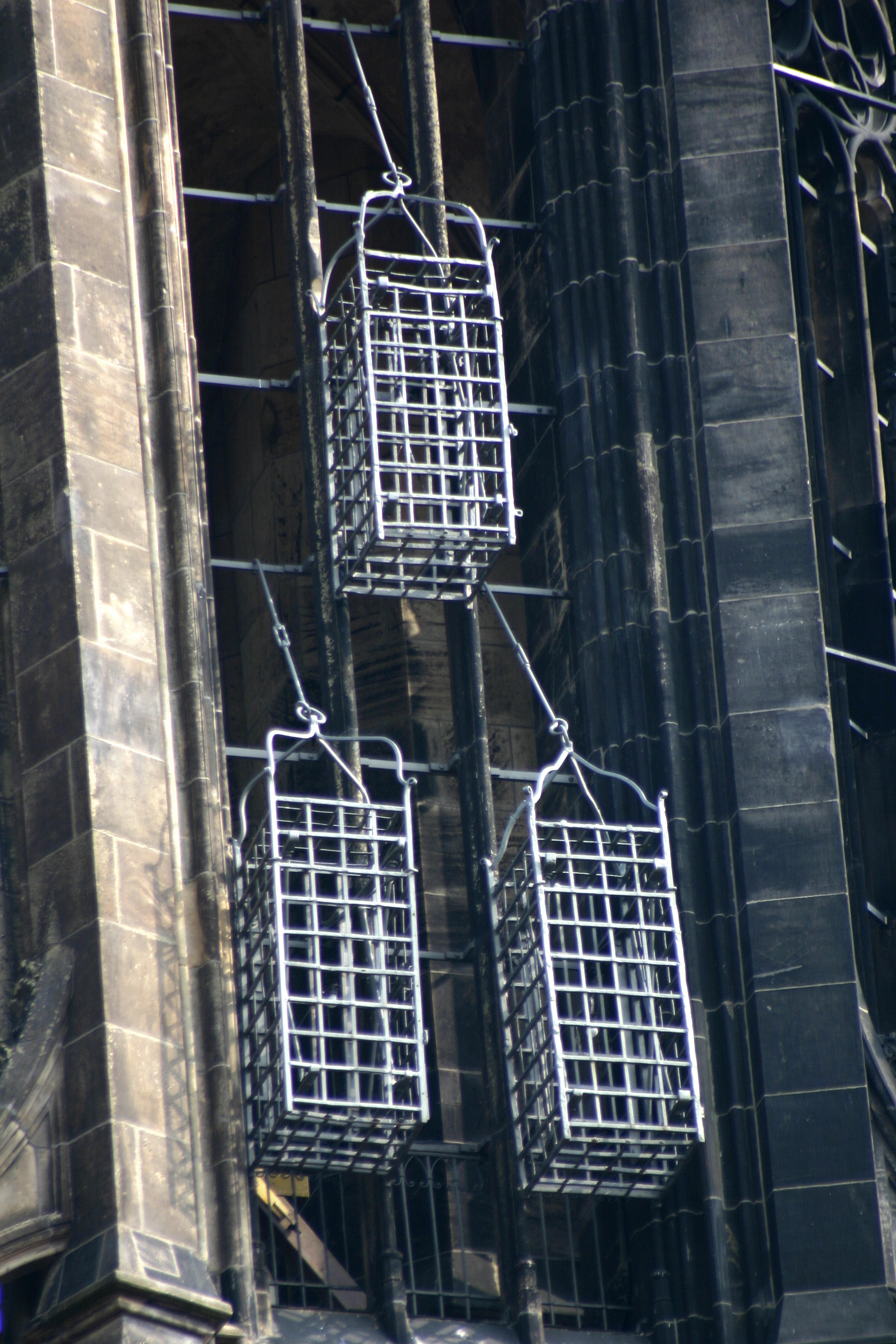
السلات المعلقة على كنيسة لامبيرت.

مُنحت مونستر سنة 1170 حقوق المدينة نظراً لتزايد عدد السكان. ثم أصبحت أكبر مدينة في وستفاليا لاحقاً ونالت بين سنة 1358 و1454 موقعا هاما في وستفاليا كعضو في رابطة الهانزة ثم كمركز متقدم للرابطة بداية من عام 1494.

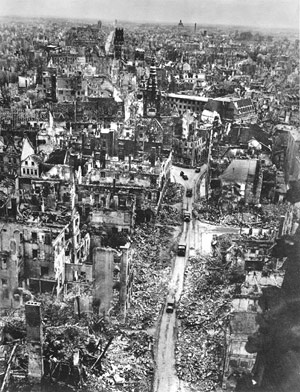
نظرة من كنيسة لامبرت على سوق البرنسيبال المدمر عام 1945.

شهدت المدينة فترة مأساوية أبان سيطرة حركة دينية متشددة عليها دُعيت بحركة تجديدية العماد، وكان من رموزها «جان بوكلسون»، المعروف أيضا بيوحنا الليداوي، الذي نصب نفسه ملكا حاكما على المدينة التي أطلق عليها اسم ممكلة صهيون وقام بإعادة معمودية سكانها بيديه وأطلق على المدينة اسم «أورشليم الجديدة» سنة 1534، ولكن مملكته الصغيرة تلك لم تستمر طويلا. فبعد أن حوصرت لمدة سنة كاملة سقطت أمام جيش الأسقف الأمير «فرانز فون فالديك» في 24 حزيران 1535، وقام أتباع الأسقف بتعذيب بوكلسون ورفاقه من المعمدين الجدد بصورة وحشية ثم إعدامهم وتعليق جثثهم في سلال معدنية كبيرة على كنيسة القديس لامبيرت. وما تزال السلال معلقة منذ سنة 1535 حتى اليوم.
عقد فيها وفي أسنابروك المجاورة سنة 1648 مؤتمر السلام التاريخي الذي أنهى الحرب المذهبية المعروفة بحرب الثلاثين عاماً بين البروتستانت والكاثوليك في 24 تشرين الأول وكرس العلمانية في النظام السياسي الأوروبي عبر ما سمي بصلح وستفاليا، وحرب الثمانين عاما بين إسبانيا والثوار الهولنديين.
بعد أن توفي آخر أسقف أمير في سنة 1801 قامت القوات البروسية في العام التالي باحتلال المدينة. ثم مُنحت الخطوة البروسية صيغة شرعية في سنة 1803 عبر القرار الرئيس لمجلس مبعوثي الإمبراطورية الرومانية المقدسة للأمة الألمانية، قبل أن تغزو قوات نابليون بونابرت المدينة وتحتلها سنة 1806. استمر الاحتلال الفرنسي لمونستر لغاية سنة 1813 عندما تمكنت قوات بروسية وروسية مشتركة من تحريرها. ضُمت رسميا للمملكة البروسية عبر قرارات مؤتمر فينا لسنة 1815 وأصبحت عاصمة للولاية البروسية الفتية «وستفاليا».
ارتفع عدد سكان مونستر في النصف الثاني من القرن التاسع عشر جراء الازدهار الاقتصادي وعمليات دمج بعض البلدات الصغيرة المجاورة، وتخطى المئة ألف نسمة سنة 1915 فأصبحت تعتبر رسميا مدينة كبرى.
تعرضت المدينة لخراب شامل خلال الحرب العالمية الثانية وباتت من أكثر المدن الألمانية تعرضاً للدمار، فقد دمرت 91% من مباني البلدة القديمة في الوسط و63% من مجمل مباني المدينة كلها جراء إستراتيجية «قصف المعنويات» البريطانية. أعيد بناء قلب المدينة التاريخي في خمسينيات القرن العشرين، بعكس معظم المدن الألمانية الأخرى، وبإلحاح من مواطني مونستر بشكل يشابه الوضع السائد ما قبل الحرب.
في 18 حزيران 1990 التقى وزيرا الخارجية الألماني والسوفياتي، هانز ديتريش غينشر وإدوارد شيفردنادزه في مبنى البلدية التاريخي، للتحضير لمحادثات «اثنين زائد أربعة»، لتمهيد الطريق أمام عملية إعادة توحيد ألمانيا.

### إدراجات
كانت مونستر سنة 1816 بمساحة 1.89 كلم² و7983 نسمة لكل كلم² أكثر المدن كثافة سكانية في وستفاليا. لكنها شهدت في مسيرتها من مدينة عصور وسطى إلى مدينة حديثة كبرى العديد من إدراج بلدات وقرى وخراجات إليها.

## ديانات وعقائد

### إحصائية
في سنة 2005 بلغت نسبة المنتسبين للكنيسة الرومانية الكاثوليكية 55%، وكانت نسبة الإنجيليين 20.5%، و3% آخرون كانوا ينتمون لكنيسة إنجيلية حرة. 3% من سكان مونستر مسلمون، و0.3% من اليهود.

### مسيحية

#### كاثوليكية

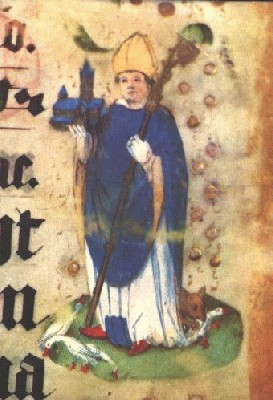
القديس لودغر، مؤسس مونستر وأبرشيتها.

قُلد الفريزي «لودغر» مهام الأسقف في 30 آذار 805 بعد أن كان أسس الدير كمركز لنشر المسيحية بين السكسونيين والفريزيين. امتدت الأبرشية من نهر ليبه وعلى طول نهر الإمس إلى بلاد فريزيا بعد أن كانت تابعة لإقليم كولونيا الكنسي منذ عام 798. رُفعت مكانة الأبرشية بعد زوال إمارة سكسونيا سنة 1120 إلى مقام إمارة أبرشية ضمن الإمبراطورية الرومانية المقدسة. الحقت الإمارة الابرشية، التي كانت مكونة من إمارة عليا وأخرى دنيا، بفعل القرارات الإمبراطورية سنة 1803 ببروسيا البروتستانتية، بعد أن كانت أكبر إمارة أبرشية في الإمبراطورية. لكن تجذر الكاثوليكية فيها حال دون انتشار الإصلاحات البروتستانتية رغم التوسع الذي شهدته في الشمال الألماني. جرت في مونستر بداية من سنة 1524 أعمال عنف ضد الأديرة وألقيت وعظ تدعو للإصلاحات، إلا أن هذه الإصلاحات فشلت بفعل مقاومة كهنوت الكاتدرائية وجماعات الرهبان وقُضي على الحركة البروتستانتية بشكل شبه تام على يد الرهبان اليسوعيين بداية من سنة 1589 ضمن ما سمي بعملية إعادة الكثلكة. ونال الفشل أيضا محاولات إصلاحية صغيرة في القرن السابع عشر. ولكن بقيت المدينة تحتضن عددا من البروتستانت الذين كانوا يشكلون نقابات خاصة بهم، إلى أن طردوا جميعا بأمر من مجلس المدينة في سنة 1628. هكذا بقيت مونستر مركزا روحيا مهما للكاثولكية، الأمر الذي يبان على مظهر المدينة التي تحوي عددا كبيرا من الكنائس الكاثوليكية بالنسبة لمدينة بحجمها. أعيد رسم الأبرشية بحدودها الحالية سنة 1821. أسست سنة 1825 «ديونة مدينة مونستر» التي تتشكل اليوم من ديونات هيلتروب، لامبرت، ليبفراون، وموريس، وتضم كل رعيات المدينة تقريبا، عدا رعية كاتدرائية القديس بولس ورعية القديس بطرس اللتان لا تتبعان أي من الديونات الأربع.

#### بروتستانتية
«سُمح» للبروتستانتيين بالسكن في مونستر بدءاً من القرن التاسع عشر. ويعكس حالهم كأقلية في المدينة، القول القديم المأثور بأنهم «إنجيليون، ولا يقودون الدراجات، وغرباء»، بسرد المحرمات المونسترية الثلاث. استطاع البروتستانتيون تأسيس أول رعية كنسية في سنة 1803، وقدر عدد اتباعها سنة 1817 بحوالي 534 فقط. أصبحت المدينة سنة 1816 مركزا للإدارة الكنسية (كنسيستوريوم) لعموم ولاية وستفاليا ضمن الكنيسة الإنجيلية في بروسيا. ارتفعت نسبة البروتستانتيين بمرور القرن التاسع عشر والقرن العشرين اثر انتقال العديد من الموظفين الحكوميين البروسيين إليها والذين كان أغلبهم إنجيليون. ثم ارتفعت النسبة بقوة في العقود التالية وخاصة بعد الحرب العالمية الثانية وتدفق اللاجئين الإنجيليين المطرودين من المناطق الألمانية الشرقية كبروسيا الشرقية، بمرنيا الخلفية، وشليزيا السفلى. وبفعل المهاجرين المتأخرى ن من عدة دول أوروبية شرقية وبالأخص الاتحاد السوفياتي وبولونيا والمجر. وأسست المزيد من الرعيات. نُظمت الرعيات الست والعشرون التابعة لمدينة مونستر في إطار دائرة كنائس مونستر وبعض الرعيات المجاورة. إلا أن مركز «الإدارة الكنسية لولاية وستفاليا» (منذ الأول من كانون الأول 1956: كنيسة وستفاليا الإنجيلية) انتقل سنة 1956 إلى بيلفلد حيث افتتحت الإدارة الجديدة في 26 نيسان 1956.

#### كنائس أخرى
تتواجد في مونستر إلى جانب الكنيستين الكبرتين، العديد من الكنائس الحرة منها: رعية إنجيلية حرة، الكنيسة المعمدانية، الكنيسة الانجيلية «الميثودية»، الكنيسة الكاثوليكية القديمة، رعيتيان لكنيسة القديسين الجديدة، أصدقاء يسوع، الكنيسة الانجيلية العالمية، وغيرهم من الرعيات الصغيرة.

### يهودية

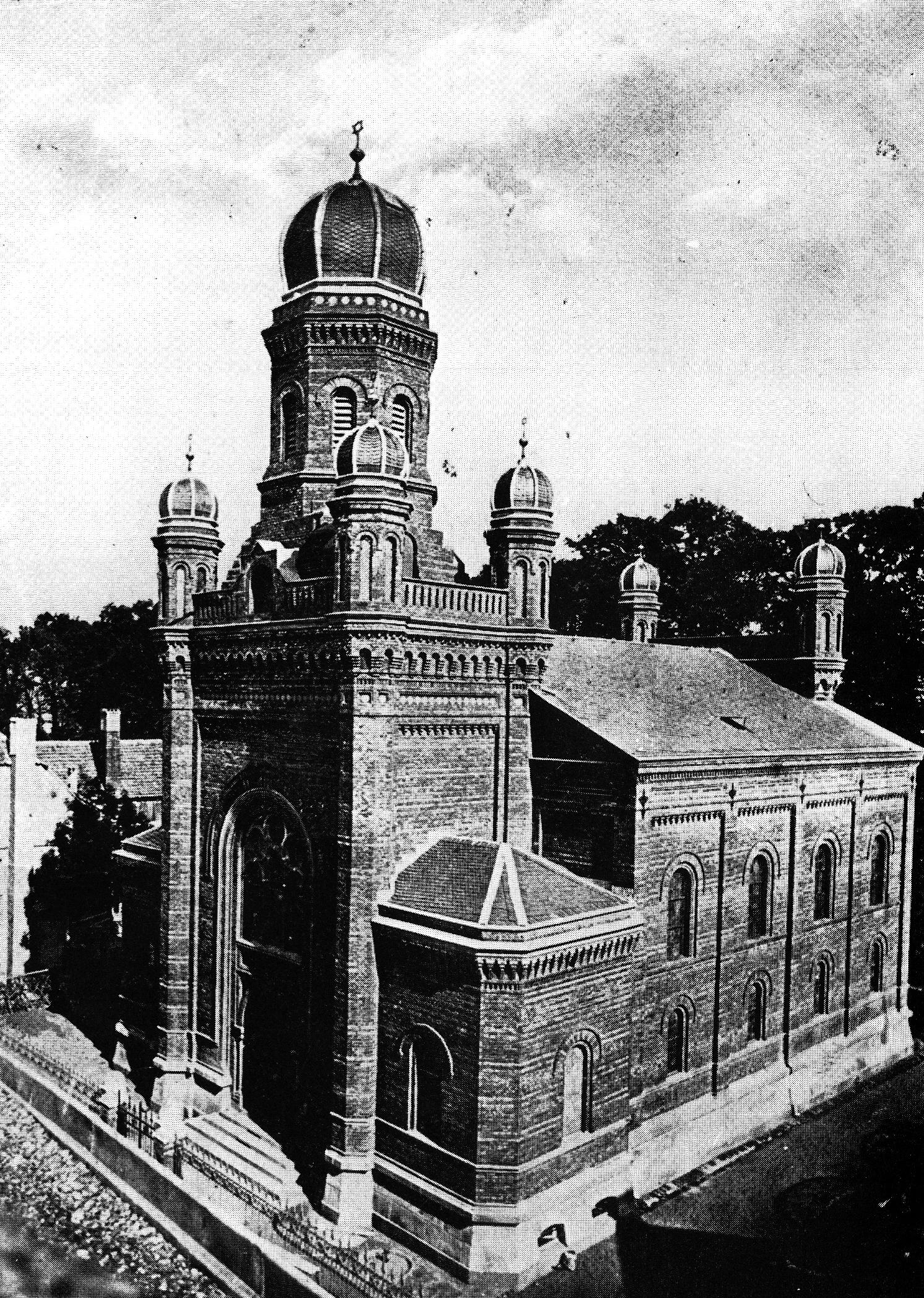
كنيس مونستر القديم، دُمر عام 1938.

عاشت حسب كتب وقائع مدينة مونستر، منذ القرن الثاني عشر، جماعة يهودية في المدينة. ما يجعلها من أقدم الجماعات اليهودية في شمال غربي ألمانيا. كان مركز الحي اليهودي قائماً في المكان الذي يشغله اليوم بهو مبنى البلدية، في حين خصصت لليهود مقبرة في موقع ثانوية باولينوم الحالي. وتُعتبر شواهد بعض القبور المكتشفة سنة 1887 أثناء أعمال ترميم برج كنيسة لامبرت، والتي استخدمت هناك في بناء أحد الحيطان، من أقدم آثار الثقافة اليهودية في مونستر. وتحمل أقدم أجزاء بقيت منها التاريخ العبري 25 تموز 5084 الموافق 18 تموز 1324 حسب التقويم الميلادي الغريغورياني.
وقع يهود مونستر ضحية مذابح مدبرة، متزامنة مع انتشار الموت الأسود في أوروبا حوالي سنة 1350. ودمرت المقبرة التابعة لهم، وهذا ما يُفسر تواجد شواهد القبور في حيطان كنيسة لامبرت.
أعاد الأسقف الأمير «فرانس فون فالدك» اليهود إلى مونستر بعد انتصاره على مجددي العماد في سنة 1535. لكنهم طردوا منها سنة 1553 بعد أن استعادت الحقوق الحضرية وسمحت بإنشاء النقابات التي رأت في اليهود منافسين تقليديين لها. وكان اليهود قد فقدوا بوفاة الأسقف الجهة الحامية لهم في مونستر. بعد ذلك لم يعد هنالك تواجد يهودي دائم في مونستر لغاية القرن التاسع عشر. عدا السماح بتواجد مؤقت محدود.
ترجع المؤشرات بداية عودة اليهودية لمونستر إلى بداية القرن التاسع عشر. وفي سنة 1811 أنشأت مقبرة يهودية جديدة في المدينة. في سنة 1828 أسس الإصلاحي اليهودي «ألكسندر هايندورف» عبر جمعية ماركس هايندورف الخيرية مدرسة ابتدائية يهودية. وفي سنة 1830 أنشئ أول كنيس منذ العصور الوسطى، لكنه ضاق بالرعية التي أصبح عددها سنة 1870 يقارب الأربعمائة عضو. افتتح الكنيس الجديد الضخم في 27 و28 آب 1880. وأراد اليهود عبره «بناء معبد يلائم مكانة العاصمة الوستفالية ويكون صرحا يزينها». كما أراد اليهود لفت الاهتمام إليهم من طرف الدوائر المدنية والمواطنين. إلا أن رئيس البلدية ورئيس حكومة الولاية لم يحضروا الافتتاح، ولم تخصص الصحافة المحلية له سوى خبر صغير من أربع أسطر.
جرت في مونستر كما في سائر أنحاء ألمانيا أعمال عنف ومذابح منظمة ضد اليهود في ليل البلور إبان الحكم النازي، وطُرد وقُتل العديد من أبناء الطائفة، مما أدى لتقلص نسبة اليهود من سكان المدينة بشكل كبير. في فجر العاشر من تشرين الثاني 1938 أحرق الكنيس ودُمر تماما، لكن أعيد بناءه في سنة 1961، وافتتح في الثاني عشر من آذار من تلك السنة. نقل 299 شخصا من أصل 708 من الطائفة اليهودية كانوا يقطنون مونستر سنة 1933 إلى معسكرات الاعتقال، ونجى منهم 24 فقط. 280 تمكنوا من مغادرة المدينة والهجرة إلى الخارج، وأقدم سبعة على الانتحار في حين تمكن أربعة من الإفلات من النازيين، مختبئين في مونستر. وبعد أن توفي 77 شخصا وفاة طبيعية في تلك الفترة، بقي 42 يهوديا مجهولي المصير.
تشهد الطائفة اليهودية منذ نهاية الحرب العالمية الثانية تزايدا في عدد أعضائها، وخاصة بعد تدفق المهاجرين اليهود من الاتحاد السوفياتي السابق. يبلغ عدد اليهود حاليا في مونستر 800 شخص تقريبا.

### إسلام

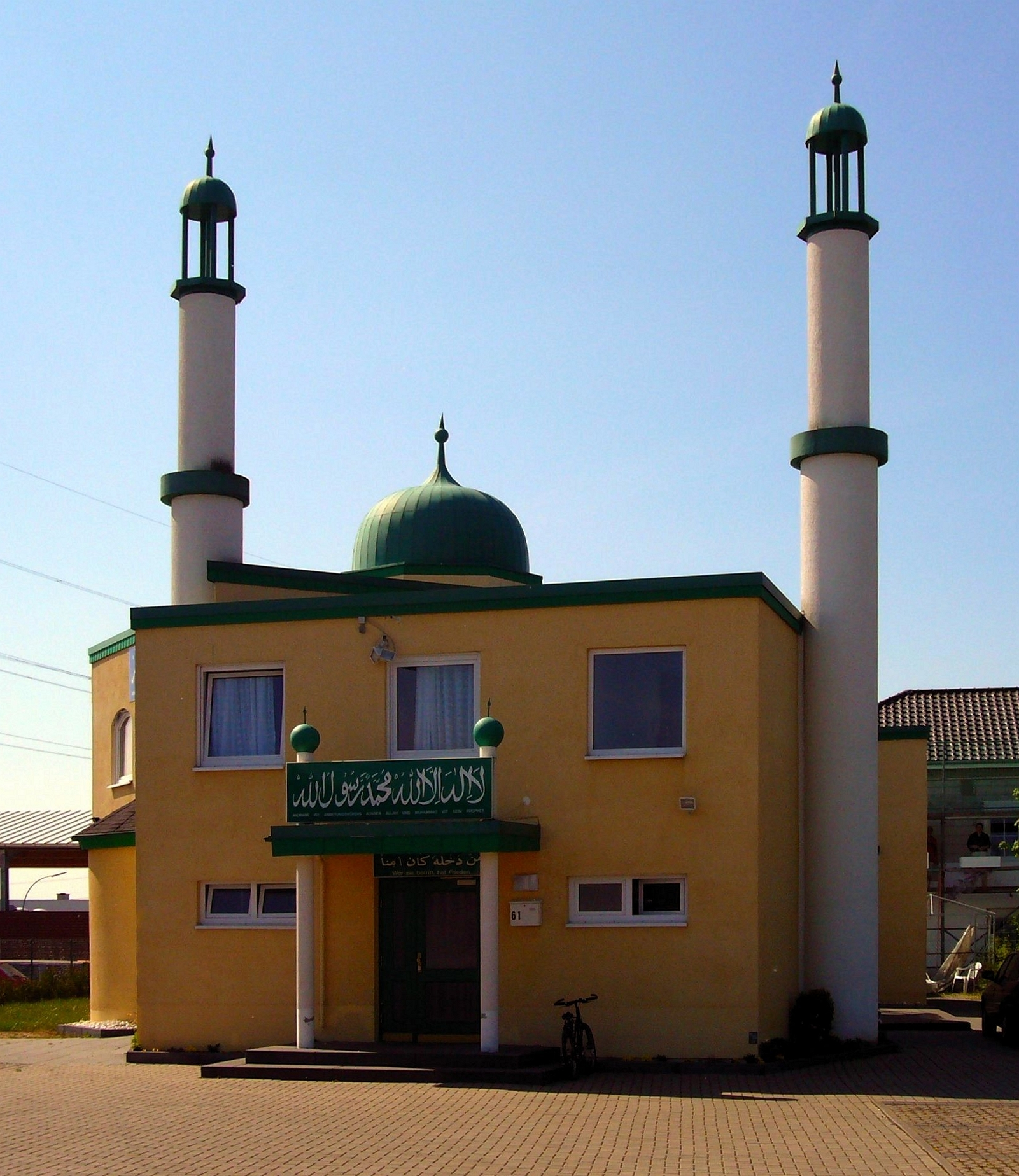
مسجد "بيت المؤمن" في ضاحية هيلتروب، أول مسجد في مونستر.

تتكون الجالية المسلمة في مونستر بمعظمها من مهاجرين وأبناءهم يشكلون جماعات صغيرة متفرقة تنتمي غالبا للمدارس السنية. ولا يعكس التواجد الإسلامي نفسه على صورة المدينة بشكل واضح نظرا لانخفاض نسبة الأجانب في مونستر مقارنة مع باقي المناطق الحضرية الألمانية. ولا يوجد مسجد كبير في وسط المدينة التاريخية، بل تتوزع عدة مصليات في الأحياء القريبة من الوسط كما يوجد مسجد بمبنى مستقل في هيلتروب.
فقد افتتح في آب من سنة 2003 في ضاحية هيلتروب «بيت المؤمن» كأول وأكبر مسجد في مونستر بحفل حضرته شخصيات عدة من السياسة الكنيسة إضافة إلى مواطنين من المدينة. يقع المسجد الذي بني بمبادرة من فرقة الأحمدية التي لا يعتبرها بعض المسلمون مذهبا إسلاميا، في المنطقة الصناعية من هيلتروب، وساهمت الجالية الإسلامية في المدينة بتبرعات لإنشائه.
انتهى في تشرين الثاني سنة 2009 العمل بتوسعة مصلى تابع للجمعية التركية الإسلامية في ساحة بريمن بجوار محطة القطارات المركزية وتحول إلى مسجد متكامل. وأصبح أقرب مسجد إلى قلب المدينة وأول مسجد في ألمانيا مؤهل لاستقبال الأشخاص ذوي الاحتياجات الخاصة عبر مصعد ينقل المصلين من المدخل إلى قاعة الصلاة. وسيحصل المسجد على قبة ومأذنة رمزية ستغطي المصعد. قدرت تكاليف التوسعة بحوالي 450 ألف يورو غطيت عن طريق تبرعات الأشخاص والقروض.
تتنظم الجالية العربية المسلمة في المدينة في إطار جمعية إسلامية تأسست في بداية ستينات القرن العشرين على أيدي طلبة مسلمين قدموا من عدة بلاد إسلامية للدراسة في جمهورية ألمانيا الاتحادية حينها، فقام هؤلاء الطلبة بداية بتأسيس جمعية طالبية إسلامية في جامعة مونستر وحصلوا على إذن إدارة الجامعة باستخدام غرفة صغيرة كمصلى لهم.
ومع ازدياد عدد المسلمين في مونستر أسست جمعية مونستر الإسلامية كجمعية تهتم بشؤون الجالية الإسلامية في مونستر وضواحيها. وفي سنة 2001 قامت الجمعية بشراء مكان ثابت ليصبح مقراً للجمعية ومسجدا أطلق عليه اسم «مسجد الرحمن».
كذلك هنالك في مونستر جالية شيعية من لبنان وإيران، إضافة إلى أعضاء من فرق صوفية عدة، كالطريقة البرهانية التي يتألف جميع أعضاؤها تقريبا من ألمان مسلمين.

### أديان أخرى ولادينيون
تبقى نسبة المؤمنين بأديان أخرى منخفضة في مونستر. مع تواجد لطائفة البهائيين والبوذيين والهندوس.
ارتفعت نسبة اللادينيين في مونستر بعد أن كانت في الماضي متدنية جدا، وذلك نتيجة ظاهرة الخروج من الكنيسة منذ عام 1990 وقدوم أعداد من المهاجرين من مناطق جمهورية ألمانيا الديمقراطية السابقة.

## سياسة

### مؤسسات المدينة الإدارية

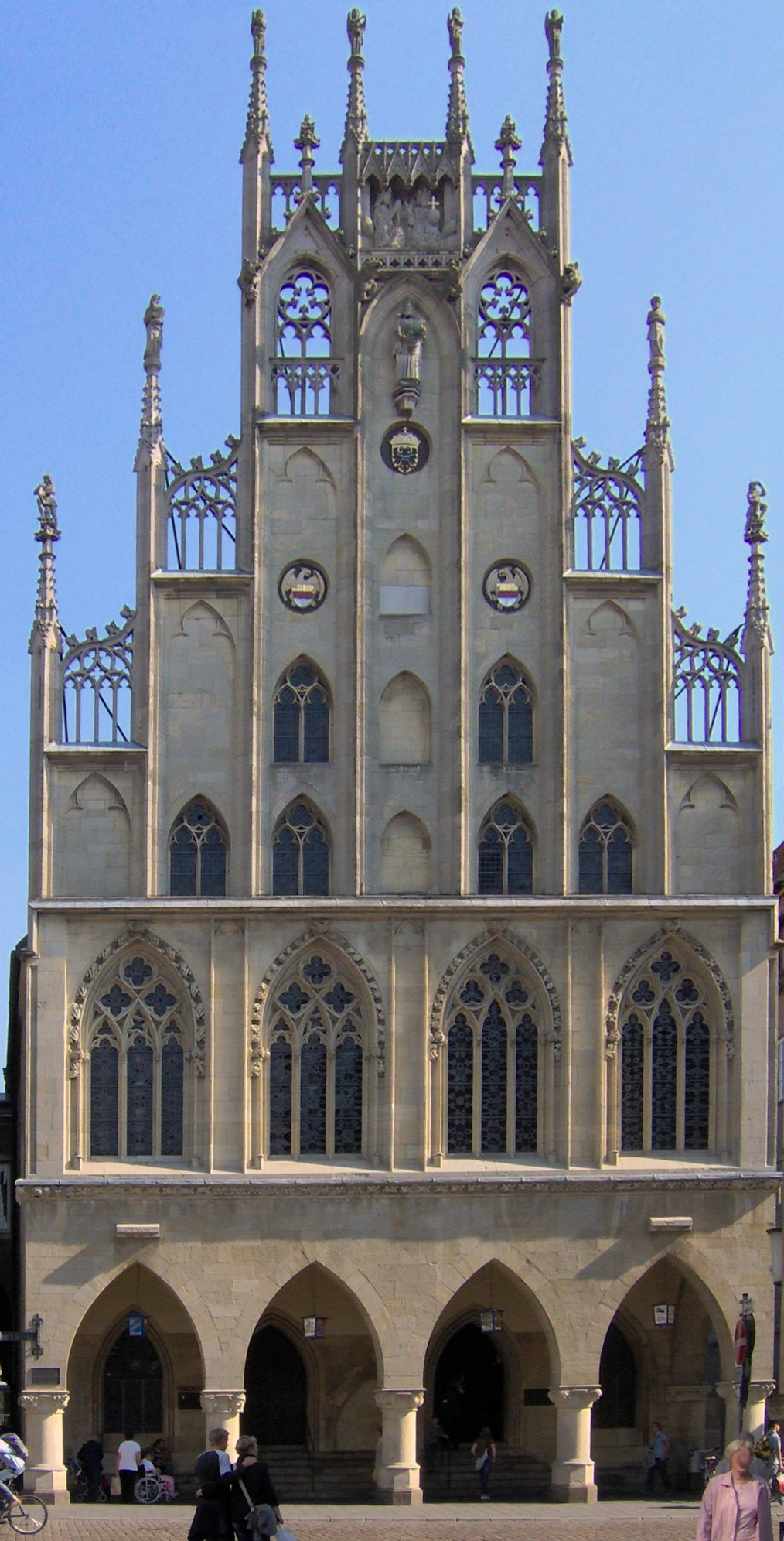
دار البلدية التاريخي.

تُحكم مدينة مونستر من قبل «مجلس المدينة» إضافة إلى العمدة الذي يترأس في نفس الوقت مجلس المدينة. يتكون المجلس منذ الانتخابات المحلية لسنة 2009 من 80 عضوا. يُتابع المجلس شؤون المدينة ويرعاها، ما عدا الشؤون التي ينص القانون البلدي على تنظيمها بشكل مختلف. ينتخب أعضاء المجلس في بداية دورتهم رئيس البلدية كنائب للعمدة ولإدارة الجلسات وتمثيل مونستر في المناسبات المختلفة.
العمدة هو ممثل المدينة ورئيس الإدارة. هو رئيس مجلس المدينة ويملك حق التصويت، من دون أن يكون عضوا في المجلس. إضافة إلى ذلك، فهو يملك حق التصويت في اللجنة الرئيسة ولجنة المالية. يدعو العمدة لعقد جلسات المجلس ويضع جدول الأعمال. بإمكانة في حالات قصوى نقض قرارات المجلس، إن كانت تعارض برأيه مصالح المدينة. إلا أن القرار الأخير يبقى بيد المجلس، لا بيد العمدة. يتمتع العمدة بصلاحيات أخرى وتفرض عليه واجبات وفروض كإدارة المؤسسات المدنية وتهيئة قرارات الهيئات السياسية وفحص مدى قانونيتها ومن ثم تنفيذها، وكذلك أخذ قرارات مستعجلة بالتعاون مع المجلس إن استدعى الأمر ذلك.
تتخذ القرارات المتعلقة بأحياء مونستر ضمن ممثليات الأحياء، مثل رعاية وتجهيز المدارس، والملاعب الرياضية، والحدائق العامة والتشجير. يرأس ممثليات الأحياء «رئيس الحي»، المنتخب في بداية الدورة من أعضاء الممثليات.
ينتخب سكان مونستر كل خمس سنوات المؤسسات الثلاثة السابقة، في إطار الانتخابات المحلية. يتم انتخاب العمدة مباشرة. جرى الانتخاب الأخير في 30 آب 2009 حصل بموجبه مرشح الاتحاد المسيحي الديمقراطي على على 49.5% من الأصوات، في حين حصل منافسه من الحزب الديمقراطي الاجتماعي على 45.4.
يتوزع أعضاء مجلس مدينة مونستر حسب الانتماء الحزبي على الشكل التالي:
|      | الاتحاد الديمقراطي المسيحي | SPD | الخضر | FDP | UWG-MS | PDS | ödp | حزب القراصنة | مجموع |
| 2009 | 31                         | 20  | 16    | 7   | 1      | 3   | 1   | 1            | 74    |

من أبرز أعضاء المجلس الحالي، «كارولا موليمان-أبيلهف» (FDP)، أرملة رئيس الجمعية العربية الألمانية الراحل «يورغين موليمان».

### نواب مونستر
يمثل مونستر في مجلس النواب الألماني السادس عشر (البوندستاغ) نفس نائبا المجلس الخامس عشر. وقد فازا عن طريق اللوائح المحلية. وهم إضافة «لكريستوف شتراسر» من الحزب الديمقراطي الاجتماعي، الذي فاز ولاية مباشرة عن الدائرة الانتخابية 130 في كل من عامي 2002 و2005، و«روبرخت بولنتس» من الاتحاد الديمقراطي المسيحي، «فينفريد نختفاي» من تحالف 90/الخضر، و«دانيال بار» المنتمي إلى الحزب الديمقراطي الحر.
شهدت المنافسة بين النائبين شتراسر وبولنتس نتائج متقاربة دوما. ففي سنة 2002 كان الفارق بينهما فقط 0.9% في حين كان الفارق سنة 2005 مجرد 0.32.
تمُثل مونستر بأربعة نواب اتحاديين، حالة استثنائية بين الدوائر الانتخابية. فقط دائرتين أخرى ين تمكنتا من إيصال أربعة نواب فقط عام 2002.
انتخب في مونستر «تيريز كاستنر» و«توماس شتيرنبرغ» من الاتحاد المسيحي الديمقراطي انتخابا مباشرا لعضوية مجلس ولاية شمال الراين - وستفاليا الرابع عشر في 22 أيار 2006. ووصلت «سفنيا شولتسه» من الحزب الديمقراطي الاجتماعي إلى المجلس عن طريق لائحة الولاية وكذلك «روديغر زاغل» من حزب اليسار (كان سابقا في حزب الخضر، ومن 15 حزيران حتى 23 تشرين الأول 2007 مستقل). في 14 أيار 2007 انضمت «أنا بوس» من الحزب الاجتماعي كذلك إلى مجلس الولاية.

### شعار المدينة

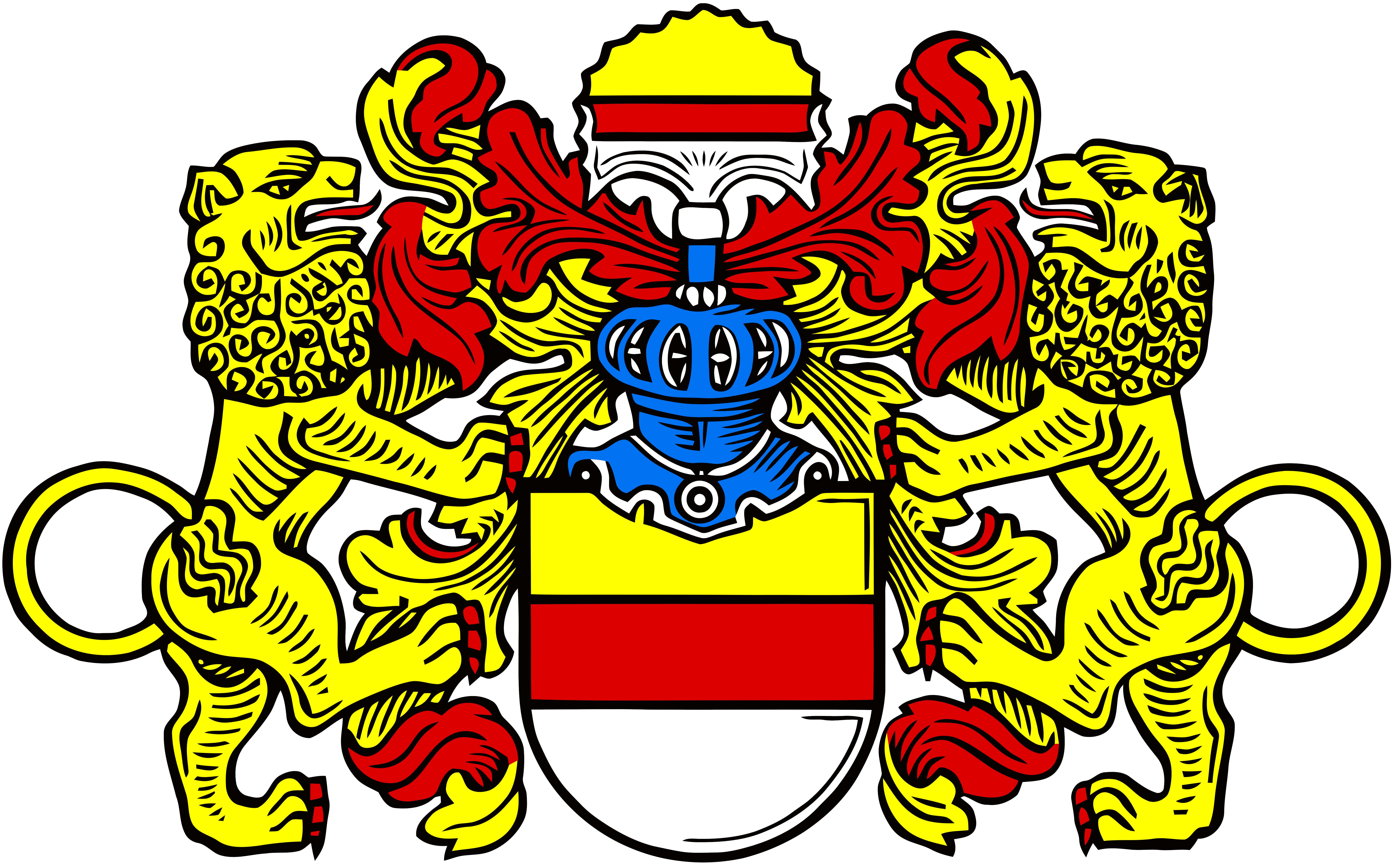
الشعار الكبير (المزخرف) لمدينة مونستر.

من الممكن إثبات أول خاتم للمدينة حوالي سنة 1231. وفي العصور الوسطى، أظهر خاتم المدينة الكبير مدينة مع جدران وأبراج بأسلوب منمق. دُمر قالب الختم في عام 1534 من قبل مجددي المعمدانية. وبعد هزيمتهم والاستيلاء على المدينة من قبل الأمير الأسقف وُضع خاتم جديد مشابه للقديم بصورة كبيرة، ولكن مع إضافة شعار النبالة الخاص بالأمير الإسقف. أثبت هذا الشعار باللون الذهبي فالأحمر فالذهبي نحو 1300 كشعار لإقطاعية مونستر. وبالإضافة إلى هذا الخاتم الكبير وُجد خاتم صغير الحجم، معروف أيضا باسم «سكريتوس» رسم فيه القديس بولس مع سيف وهالة قدسية. أعيد تصنيع الخاتم الصغير من جديد بعد تدمير المعمدون الجدد له أيضا وبقي في الاستخدام لغاية حل الإمارة الأسقفية في سنة 1802.
يحمل شعار مونستر درعاً مقسماً إلى ثلاثة أجزاء، جزء ذهبي ثم أحمر ففضي. وهو تحريف لشعار الأسقفية الذهبي والأحمر والذهبي)، الذي من الممكن إثباته منذ سنة 1300. ولكن روايات أخرى تقول بأن الشعار هو نتيجة دمج شعار الأسقفية بشعار الهانزة الأحمر والفضي. يعود أقدم مثال للشعار لسنة 1368 في حين نقلت معلومات مؤكدة عن رسم ملون للشعار من القرن الخامس عشر.
يحمل الدرع في النسخة المزخرفة، التي تزين رأس رسائل العمدة وغيرها، أسدان يقفان على أرجلهم الخلفية، ومتجهان برأسيهما نحو الدرع. لسانا الأسدين ومخالبهما ملونة باللون الأحمر. فوق الدرع خوذة زرقاء، تعلوها زينة مروحية تكرر ألوان المدينة ومكونة من 17 سناً. يؤطر الدرع والخوذة بأغطية ذهبية وحمراء. تقرر هذا الشكل سنة 1928.

### شراكات مع مدن أخرى
| توأمات:              | توأمات:                          |
| -------------------- | -------------------------------- |
| علم المملكة المتحدة  | يورك في بريطانيا، 1958           |
| علم فرنسا            | أورليون في فرنسا، 1960           |
| علم النرويج          | كريستيانزاند في النرويج، 1967    |
| علم تونس             | المنستير في تونس، 1969           |
| علم إسرائيل          | ريشون لتسيون في إسرائيل، 1981    |
| علم الولايات المتحدة | فريسنو في الولايات المتحدة، 1986 |
| علم روسيا            | ريازان في روسيا، 1989            |
| علم ألمانيا          | مولهاوزن في تورينغيا، 1990       |
| علم بولونيا          | لوبلين في بولونيا، 1991          |
| صداقات:              |                                  |
| علم بولونيا          | برانيفو في بولونيا، 1954         |
| علم فرنسا            | بوغينسي في فرنسا، 1974           |

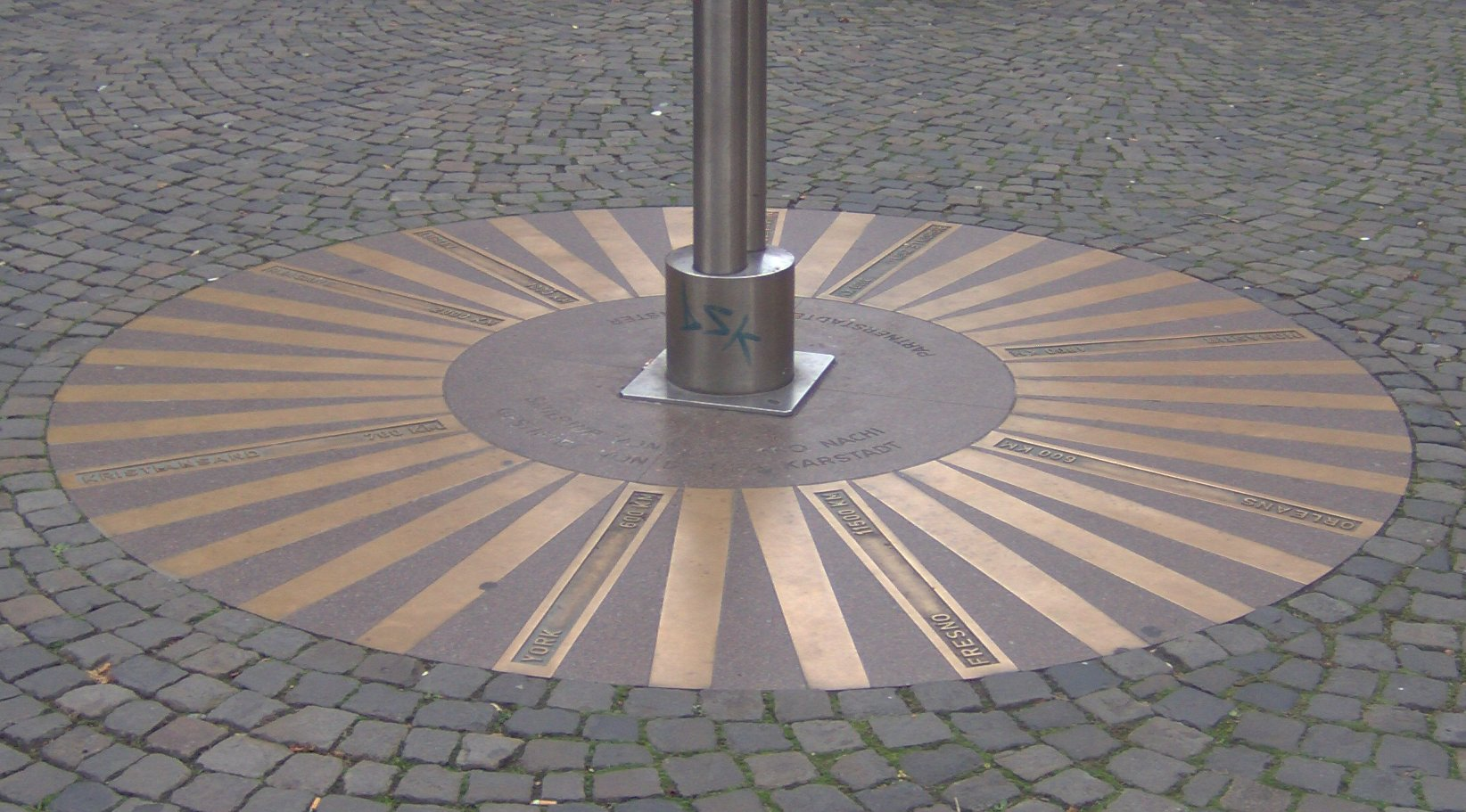
أسطوانة نحتية هي جزء من عمل فني تشير إلى اتجاه والمسافة إلى المدن المتوأمة مع مدينة مونستر / في شارع الملح.

دخلت مدينة مونستر منذ انتهاء الحرب العالمية الثانية في شراكات مع تسع مدن. وكبادرة أولى للتصالح، أعلنت مونستر ويورك في سنة 1958 صداقتهما. تشترك المدينتان تاريخيا من خلال القديس لودغر، الذي وضع حجر الأساس لمونستر عبر تأسيس دير، وكان قد تلقى تعليمه في مدرسة الكاتدرائية في يورك من قبل. العنصر المركزي في الشراكة هو تبادل الزيارات الطلابية، إضافة إلى تنامي التواصل منذ سنة 1961 عبر اتصالات بين الجمعيات والرابطات والجماعات المختلفة وبعض عائلات المدينتين. ويمثل اتفاق التعاون بين جامعتي يورك ومونستر أحد أبرز وجوه التواصل بين المدينتين منذ سنة 1996.
في سنة 1960 جاءت التوأمة الثانية لمونستر، هذه المرة مع مدينة أورليون الفرنسية. تقاسم قلبا المدينتين التاريخيين نفس المصير، فدمرا تماما في الحرب العالمية الثانية، وأعيد بناؤهما بصورة طبق الأصل من جديد. كما شكلت حوادث مهمة علامات فاصلة في التاريخ انطلاقاً من كلا المدينتين. كان حصار جان دارك لأورليون في سنة 1429 نقطة تحول لصالح فرنسا في حرب المئة عام ضد إنكلترا، في حين شكل صلح وستفاليا سنة 1648 إشارة البداية لنهاية حرب الثلاثين عاما. يمثل العنصر المركزي للتوأمة، كما مع يورك، التبادل الطلابي، الذي يتوسع عبر روابط بين الجمعيات والأندية الرياضية. إضافة إلى تبادل نشط بين مونستر وأورليون في مجال التدريب الفني، والمنح الدراسية.
تُعتبر توأمة مونستر وكريستيانزاند في سنة 1967 أول توأمة بين مدينة ألمانية وأخرى نرويجية. جاءت البادرة من كريستيانزاند، حين التقى ممثلون عن المدينتين خلال احتفاليات جان دارك في مدينة أورليون، التي دعيت إليها كل المدن المتآخية مع أورليون. لا تملك مونستر وكريستيانزاند تشابها في التاريخ ولا في حجم المدينتين، لكنهما تمتلكان منذ نهاية سبعينات القرن العشرين أعداداً من التماثيل والأعمال الفنية المعاصرة المنتشرة على مساحة المدينتين. تعكس التوأمة لقاءات متعددة بين الطلاب والجمعيات وصداقات شخصية.
تتشابه مدينة مونستر بشكل أكبر مع مدينة المنستير التونسية. إذ أسست المدينتين في ذات الوقت تقريبا من القرن الثامن. وفي كلا الحالتين كان بناء دير هو سبب إنشاء المدينة، الأمر الذي ما زال يظهر في اسمي المدينتين. فمونستر والمنستير هما تحريف للكلمة اللاتينية "monasterium" بمعنى دير. دخلت المدينتين إلى توأمة هدفها الرئيس هو التعاون من أجل التنمية ومن ضمنها التنمية الاقتصادية. وحصلت مونستر سنة 1970 على جائزة «راية أوروبا» من مجلس أوروبا، لنشاطها الإنمائي المكثف، ليس فقط مع مدينة المنستير، بل مع مدن أخرى لها شراكة معها. وهكذا تتركز التوأمة على مجالات الطب والاقتصاد والثقافة وخاصة الموسيقى.
أقامت مونستر أول توأمة مع مدينة إسرائيلية هي ريشون لتسيون عام 1981، بعد أن بدأت أول الروابط على الصعيد الرياضي سنة 1971. ومع الاختلاف الكبير بين المدينتين من حيث التاريخ، حيث يبلغ عمر المدينة الإسرائيلية مجرد 100 سنة، لكن المدينتين تمثلان مركزين إداريين. ومع ذلك فقد نمى اهتمام متبادل في مجالات الصداقة والمساعدة والدعم.
في سنة 1986 وقعت مونستر اتفاق توأمة مع مدينة فريسنو في الولايات المتحدة الأمريكية. يرجع تاريخ أولى الاتصالات بين المدينتين إلى بداية الثمانينات وتركزت على تبادل الطلاب. ثم توسعت الروابط مع المدينة، التي تبلغ من العمر 100 سنة وتعتبر من أسرع المدن نموا في الولايات المتحدة، لتشمل مجالات الرياضة والموسيقى والتعليم العالي.
بعد نهاية الحرب الباردة نمت فكرة التوأمة مع مدينة في الشرق. وكأول مدينة في الكتلة السوفياتية السابقة، دخلت مدينة ريازان الروسية في عام 1989 في شراكة مع مونستر. حافظت المدينتان بالفعل منذ أوائل ثمانينات القرن العشرين على علاقة ودية. تقف المساعدات الإنسانية على وجه الخصوص في الصدارة. ولكن أمكن أيضا إقامة روابط في مجالات الفنون الطب وإدارة المدن، والمصارف المحلية.
في سنة 1990 اتفقت مونستر ومولهاوزن في تورينغيا على أول توأمة لمدينتين ألمانيتين من جزأي ألمانيا سابقا. ورغم الاختلاف في الحجم تتشارك المدينتين في عدة أمور منها الحفاظ على صورة البلدة القديمة التاريخية مع عدد كبير من الكنائس. وكانت كلا المدينتين عضوا في رابطة الهانزة. كما تتشاركان بالريادة في النشاط في مجال حماية البيئة مقارنة مع المدن الأخرى. نمت علاقات كثيرة بين مونستر ومولهاوزن بسبب قرب المسافة، وخاصة في مجال الفنون، الثقافة الرياضة.
دخلت مونستر آخر توأمة حتى الآن مع مدينة لوبلين البولونية وذلك سنة 1991. لكن العلاقات بين المدينتين بدأت في أوائل سبعينات القرن العشرين عبر جامعتي مونستر ولوبلين. ومنذ ذلك الحين توسعت العلاقات بين المدينتين، المختلفتين بوضوح، إلى مجالات أخرى كتبادل الطلاب والعلاقات بين الرعيات الكنسية والفنانين والرياضيين والإعلاميين.
لم تبق علاقات مونستر بالمدن الأخرى مجرد علاقات ثنائية، بل تحول بعضها إلى علاقات ثلاثية. فقد تطور مثلثا شراكات هما أورليان-كريستيانزاند-مونستر ولوبلين-ريشون لتسيون-مونستر. حصلت مونستر في 29 أيلول 2007 على الجائزة الأوروبية لمؤسسة الشراكة الأوروبية والتعاون الدولي محققة أعلى النقط بين المدن، وذلك لنشاطها في مجال الشراكة بين المدن.
أقامت مدن ألمانية بعد كارثة التسونامي في آسيا في نهاية سنة 2004 علاقات مع مدن توازيها من حيث الحجم ومنكوبة من جراء الكارثة، لتركيز المساعدات. اختارت مونستر والمناطق المحيطة بها جزيرة نياس الإندونيسية. جُمع مبلغ 689500 يورو لغاية انتهاء الحملة في سنة 2008، استخدمت لشراء قوارب جديدة لصيادي جزيرة نياس، لدعم الاكتفاء الذاتي للجزيرة بالغذاء.

### عمداء مونستر منذ عام 1824
| - 1824–1842: يوزف فون مونسترمان - 1842–1848: يوهان هرمان هوفر - 1848–1851: – [أ] - 1851–1855: يوهان هاينرخ فون ألفرس [ب] - 1856–1879: كسبار أفنبرغ - 1879–1886: تيودور شفر-بويخرست - 1887–1897: كارل وندهورست - 1898–1916: د. ماتياس ماكسيميليان فرانسيسكوس يونغبلدت - 1916–1920: د. فرانس ديكمان، حزب المركز - 1920–1932: د. د. جورج شبيرليش - 1932–1933: د. كارل تسوهرن - 1933–1945: ألبرت أنتون هيلدبراند | - 1945: د. فريتس-كارل بريس - 1945–1946: د. كارل تسوهرن، الاتحاد المسيحي الديمقراطي - 1946: د. فيلهلم زيهف، حزب المركز - 1946–1948: فرانتس ريديغر، الاتحاد المسيحي الديمقراطي - 1948–1951: غرهارد بوير، الاتحاد المسيحي الديمقراطي - 1951–1952: د. فيلهلم زيهف، حزب المركز - 1952–1964: د. بوسو بويس، الاتحاد المسيحي الديمقراطي - 1964–1972: د. ألبرخت بكل، الاتحاد المسيحي الديمقراطي - 1972–1984: د. فيرنر بيرشالا، الاتحاد المسيحي الديمقراطي - 1984–1994: د. يورغ تونهوفن، الاتحاد المسيحي الديمقراطي - 1994–1999: ماريون تونس، الحزب الديمقراطي الاجتماعي - 2009-1999: د. برتهلد تيلمان، الاتحاد المسيحي الديمقراطي - 2009- : ماركوس ليفي، الاتحاد المسيحي الديمقراطي |

- أ - بقيت مونستر 28 شهرا بدون عمدة حين قرر مندوبو المدينة تعليق الانتخابات لمنصب العمدة إثر الخلافات التي نشأت في مؤتمر فرانكفورت القومي في أيار سنة 1848 حول أسلوب تنصيب العمداء.
- ب - أنتخب فون ألفرس في 23 تشرين الأول كرئيس للبلدية، ثم منحه الملك البروسي فيلهلم الرابع لقب العمدة.

### مدراء المدينة الساميون (1946 - 1997)
وُجد في مونستر من سنة 1946 لغاية سنة 1997 وفي إطار القيادة السياسية المزدوجة، إلى جانب منصب العمدة، منصب مدير المدينة السامي كمسؤول عن شؤون إدارة المدينة. الأشخاص التالون تقلدوا هذا المنصب.
| - 1946–1952: كارل تسوهرن، الاتحاد المسيحي الديمقراطي - 1952–1973: هاينريخ أوسترمان، الاتحاد المسيحي الديمقراطي | - 1973–1989: د. هرمان فشتروب، الاتحاد المسيحي الديمقراطي - 1989–1997: د. تيلمان بوندر، الاتحاد المسيحي الديمقراطي |

## اقتصاد وبنى تحتية

### اقتصاد
لا تمثل الشركات الاقتصادية أكبر المشغلين في مونستر، بل كانت على الدوام مؤسسات التعليم والإدارة في المدينة، كالجامعة ورابطة وستفاليا - ليبه وإدارة المحافظة. لهذا تلقب مونستر مرارا بمكتب وستفاليا. إضافة لهذا تعتبر مونستر من كبريات المدن التجارية مقارنة مع مثيلاتها في الحجم. كذلك لا زالت الزراعة تلعب دورا هاما في الحياة الاقتصادية للمدينة، خاصة في الضواحي التي أدرجت فيها.
تفتقر مونستر للشركات الصناعية الكبيرة، وتتواجد بدل ذلك العديد من المصانع المتوسطة الحجم والصغيرة. من الشركات المشهورة في المدينة «شركة بي آ إس إف للطلاء المساهمة» التي تنتج الطلاءات ضمن مجموعة «بي آ إس إف وتقع مصانعها في ضاحية هيلتروب الجنوبية وتشغل ما يقارب من 2000 مستخدم، ثم مصانع ومكاتب شركة بريلوكس للطلاءات والألوان» وشركة وستفاليا المساهمة التي تدير محطات وقود وتعتبر من رواد الترويج للغاز المسيل في ألمانيا. كذلك يجدر ذكر شركة هنغست التي تصنع أنظمة المصافي للسيارات، وشركة أرماسل ذات المكانة العالمية في صناعة الرغاوي وأدوات العازلات التقنية.

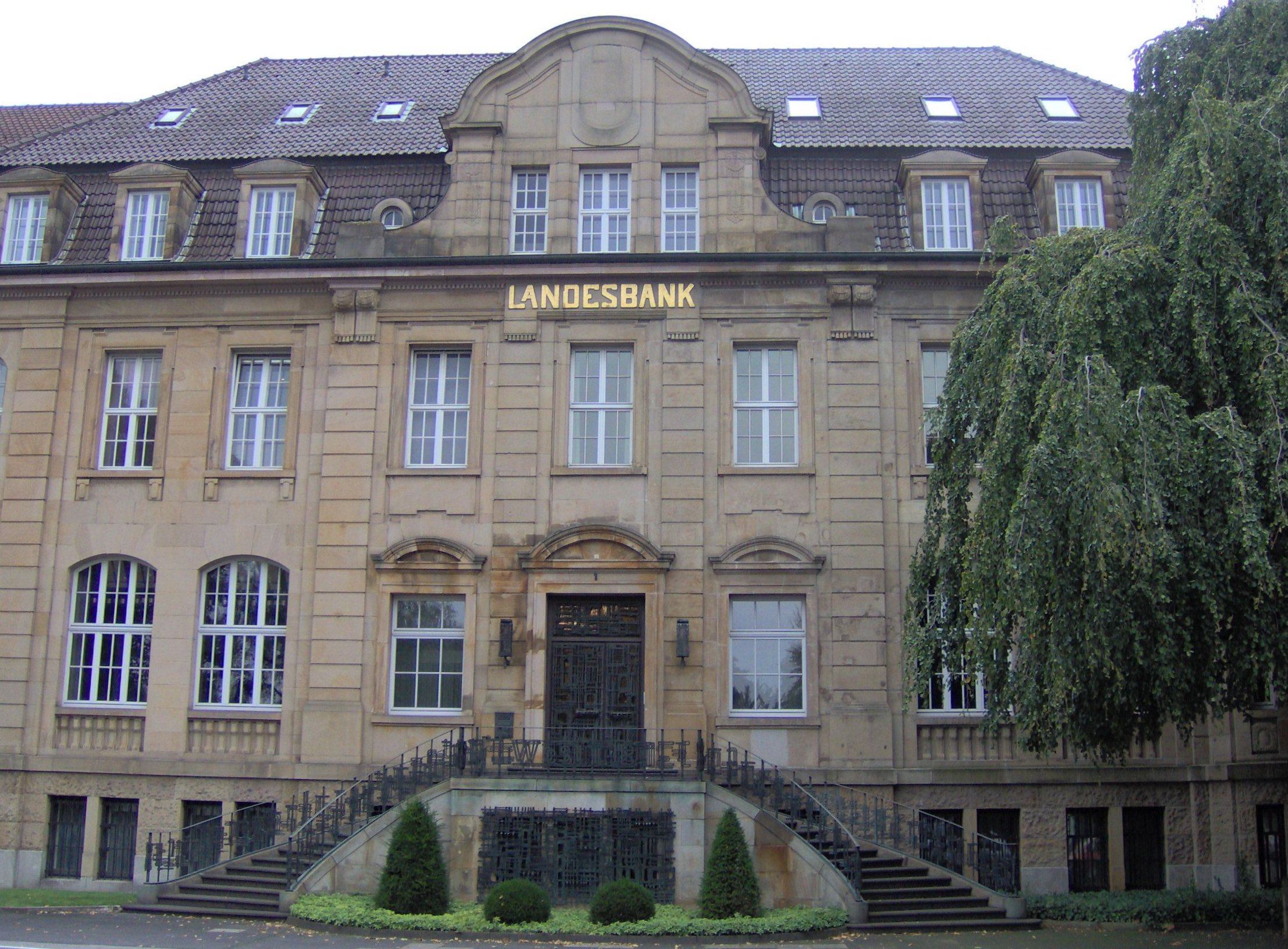
مقر مصرف "NRW.BANK" في مونستر.

يحتل قطاع الخدمات المالية حيزا أهم أكثر من قطاع الصناعة، في اقتصاد مونستر. فالمدينة مركز لمؤسسة «بروفينتسيال للتأمين» (شمال-غرب)، ولجمعية التأمينات الزراعية، ولمصرف «شباركاسه لشرق بلاد مونستر»، ولمصرف غرب ألمانيا الأقليمي للبناء، ولمصرف «PSD وستفاليا - ليبه»، ولمصرف شباردا مونستر، وللمصرف الألماني الغربي للعقارات، ولمصرف «في إل» ولمصرف «شمال الراين - وستفاليا إن إر في بنك». بالإضافة إلى ذلك فإن في مونستر، إلى جانب دوسلدورف، مركزا للمصرف «الألماني الغربي الإقليمي وست إل بي» تقرر اغلاقه بسبب الأزمة الاقتصادية العالمية لعام 2008.
مونستر هي المقر الرئيس لشركات أخرى عاملة في قطاع الخدمات، كشركة اللوتو الألمانية الغربية المحدودة، وثاني أكبر مكتبة تسوق كتبها عبر الإنترنت وهي "Buch.de"، وكذلك مقر شركة سينبلكس للسينما إلى أن انتقلت إلى مدينة فوبرتال في تشرين الثاني من عام 2008. كما تتواجد في مونستر مراكز حاسوبية لمصارف ومؤسسات عدة منها المصارف الشعبية ومصارف رايف آيزنبان التعاونية لشمال ألمانيا، شركة غاد، وفرع المعلوماتية المالية لمصارف شباركاسه. يقع مقر «رابطة وستفاليا - ليبه لمصارف شباركاسه وجيرو» في حي كندرهاوس وبالقرب منه كلية شباركاسه لوستفاليا - ليبه. تحتوي مونستر 28 مركزاً للخدمات الهاتفية وتشكل بذلك أكبر موقع للتسويق والإحصاءات الهاتفية في شمال الراين - وستفاليا. كما أن مونستر هي المقر الرئيس لشركة «ذا فون هاوس» للاتصالات مع 1000 مستخدم.

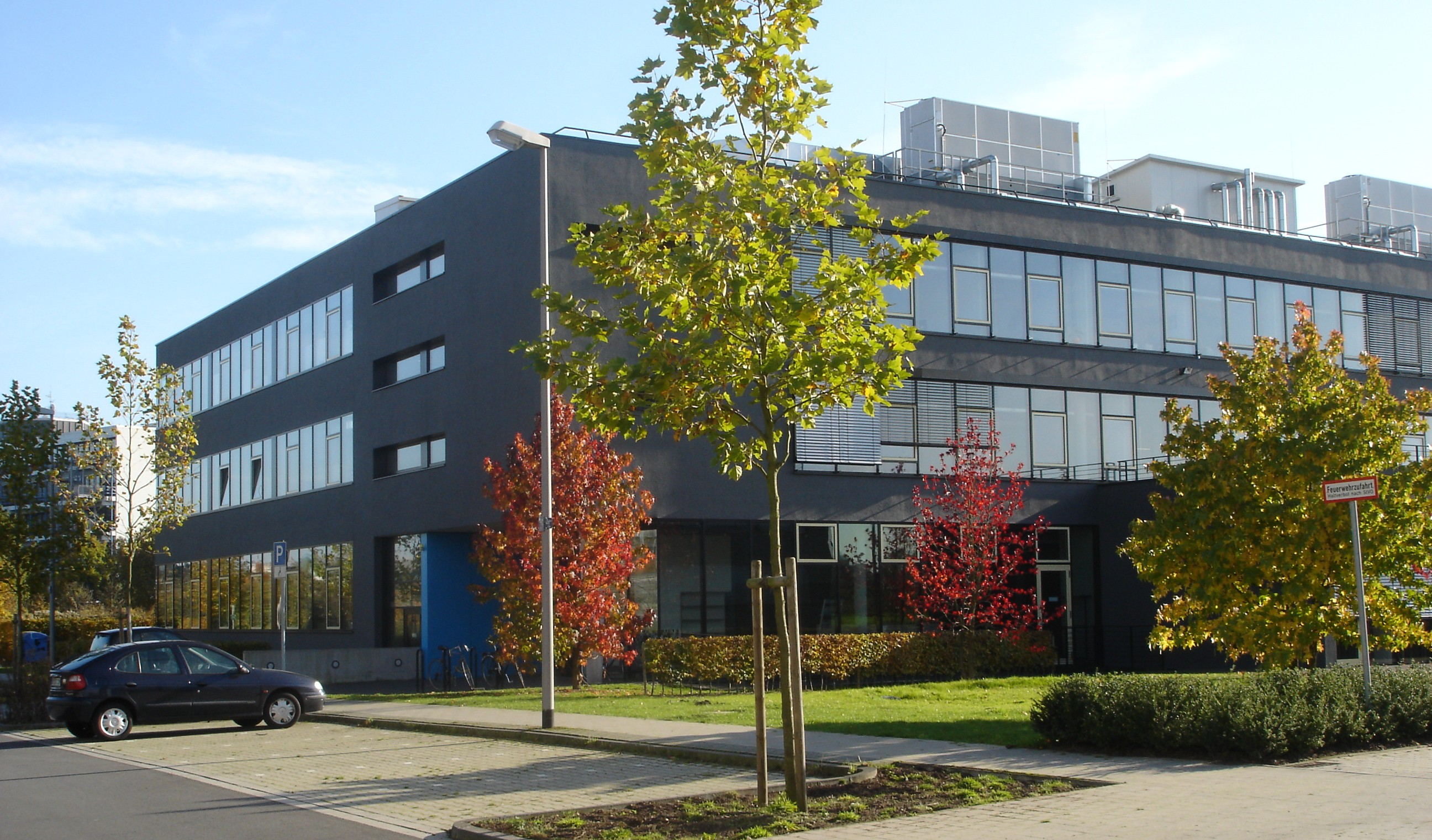
"CeNTech" في المجمع التقني.

تحتل مونستر مركزا ريادياً في التقنية الحيوية وتقنية المنمنمات. وترجع أسباب ذلك، ضمن أمور أخرى، إلى التعاون الوثيق مع الجامعة والإمكانات المتاحة للشركات لفتح فروع لها في المدينة. فهناك إلى جانب المجمع التقني بمساحته المتاحة البالغة 10000م²، مركزٌ آخر متخصص بتقنية المنمنمات ويسمى اختصاراً "CeNTech" ويقع إلى الشمال من الحرم الجامعي للتقنية الحيوية التابع لجامعة فيلهلم الوستفالية على مساحة 2400م² توضع بتصرف الشركات والمؤسسات حديثة العهد لتكون بمثابة قاعدة انطلاق لها. من شركات التقنية الحيوية المنمنمات في مونستر، شركة «جنرال إلكتريك هيلثكير تكنولوجيز» في مجال الطب الإشعاعي لتوموغرافيا الانبعاث البوزيتروني، وشركة سيليان المساهمة المنبثقة عن كلية علم الحيوان بجامعة مونستر والتي تنشط في مجال الأحياء الدقيقة «سيليوفورا». ومؤسسة كوفانس، وهي من أكبر المؤسسات العاملة في تخطيط وتنفيذ الفحوص السريرية، والمثيرة للجدل بسبب التجارب التي تمارسها على الحيوانات. قامت العديد من المؤسسات الجامعية وداعميها إضافة إلى الشركات المتخصصة بهذا المجال ومراكز الأبحات بتركيز نشاطها في اطار جمعية مونستر للتحليل الحيوي، بغية تعريف الرأي العام بهذا المجال غير المعروف لدى الأغلبية. ويعد المشروع الأجدد في شمال غرب مونستر والذي يمتد على مساحة 66000م² بالقرب من حرم ليوناردو الجامعي حافزاً آخر لاستقطاب شركات التكنولوجيا العالية في مجالات العلوم الحيوية، التقنية المنمنمة المعلوماتية الاتصالات، للقدوم إلى مونستر.
بلغ الناتج المحلي الإجمالي لمونستر آخر سنة 2002 10.395 مليار يورو، ما يُشكل زيادة بنسبة 20% مقارنة بسنة 1996. وموزعة على السكان يبلغ الناتج الفردي حوالي 38200 يورو في المعدل. وهذا يجعل من مونستر واحد من أقوى المواقع الاقتصادية في شمال الراين - وستفاليا، الأمر الذي ينعكس في العدد القليل نسبيا للعاطلين عن العمل (8%-9%)، مقارنة بغيرها من المدن.

### التعليم والأبحاث

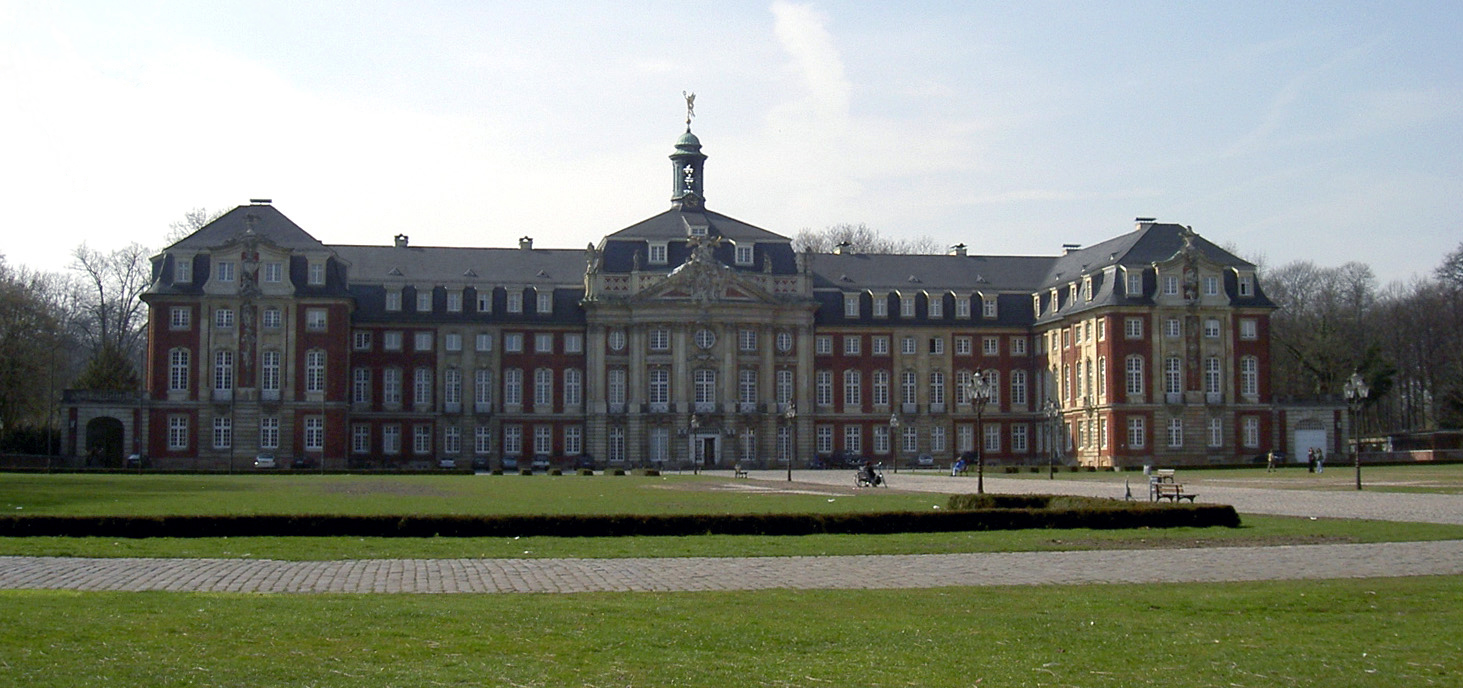
قصر الإمارة الأبرشية، مقر ورمز جامعة فيلهلم الوستفالية.

تُصنّف مونستر ضمن المدن الجامعية. يدرس في معاهد المدينة حوالي 50 ألف شخص يضاف إليهم 30 ألف تلميذ. وبهذا يكون ربع السكان ممن يطلبون العلم.
يتوزع الثلاثة والثلاثون ألف تلميذ تقريبا في المدينة على 92 مدرسة: تتواجد على مساحة المدينة 47 مدرسة ابتدائية يقصدها 9675 تلميذ تقريبا. ويتوزع باقي التلاميذ بحيث يزور المدارس المتوسطة الأساسية (بالألمانية: Hauptschule) الثمان 2558 تلميذ، ويزور المدارس الأحد عشرة المتخصصة بذوي الحاجات 2023 تلميذ، ويتوزع على المدارس المتوسطة (بالألمانية: Realschule) التسع 4490 تلميذ، في حين يزور المدارس الثانوية (بالألمانية: Gymnasium) الأربع عشرة 12412 تلميذ. وتوجد «مدرسة السلام» الشاملة التي تحوي 1507 تلميذ، ومدرسة فالدورف الخاصة مع 458 تلميذ، بحسب بيانات السنة الدراسية 2007-2008. تعتبر مدرسة «باولينوم الثانوية» أقدم مدرسة في المدينة، حيث تأسست سنة 797.
تُعتبر جامعة فيلهلم الوستفالية (بالألمانية: Westfälische Wilhelms-Universität) بطلابها الذين بلغ عددهم في شتاء السنة الدراسية 2006-2007، حوالي 40500 موزعين على 130 قسم دراسي في اطار 15 مجال من أكبر جامعات ألمانيا وأكبر رب عمل في المدينة بما يقارب من 13000 مستخدم منهم مستخدمو مستشفى الجامعة. تأسست الجامعة سنة 1780، وأصبحت منذ سنة 1815 جامعة حكومية بروسية. لكنها شهدت تخفيضا في مكانتها مع إنشاء جامعة بون، وتحولت إلى أكاديمية ملكية بكليتين لعلم اللاهوت الفلسفة، إلى أن أعيدت ترقيتها إلى جامعة في عام 1902. حملت منذ سنة 1907 اسمها الحالي، العائد للقيصر «فيلهلم الثاني». شهدت الجامعة توسعات في السنوات 1908 و1914 و1925. ألحقت كلية الموسيقى بجامعة فيلهلم الوستفالية في مونستر في الأول من نيسان 2004. تتميز الجامعة عن غيرها من الجامعات بكونها جامعة موقع هو مدينة مونستر وليست جامعة مقتصرة على حرم جامعي محدد، بل تتوزع منشآتها على مساحة المدينة بأكثر من 280 مقر، مما يجعل مشهد الطلاب المتنقلين على الدراجات بين المنشآت من المشاهد المعهودة فيها.

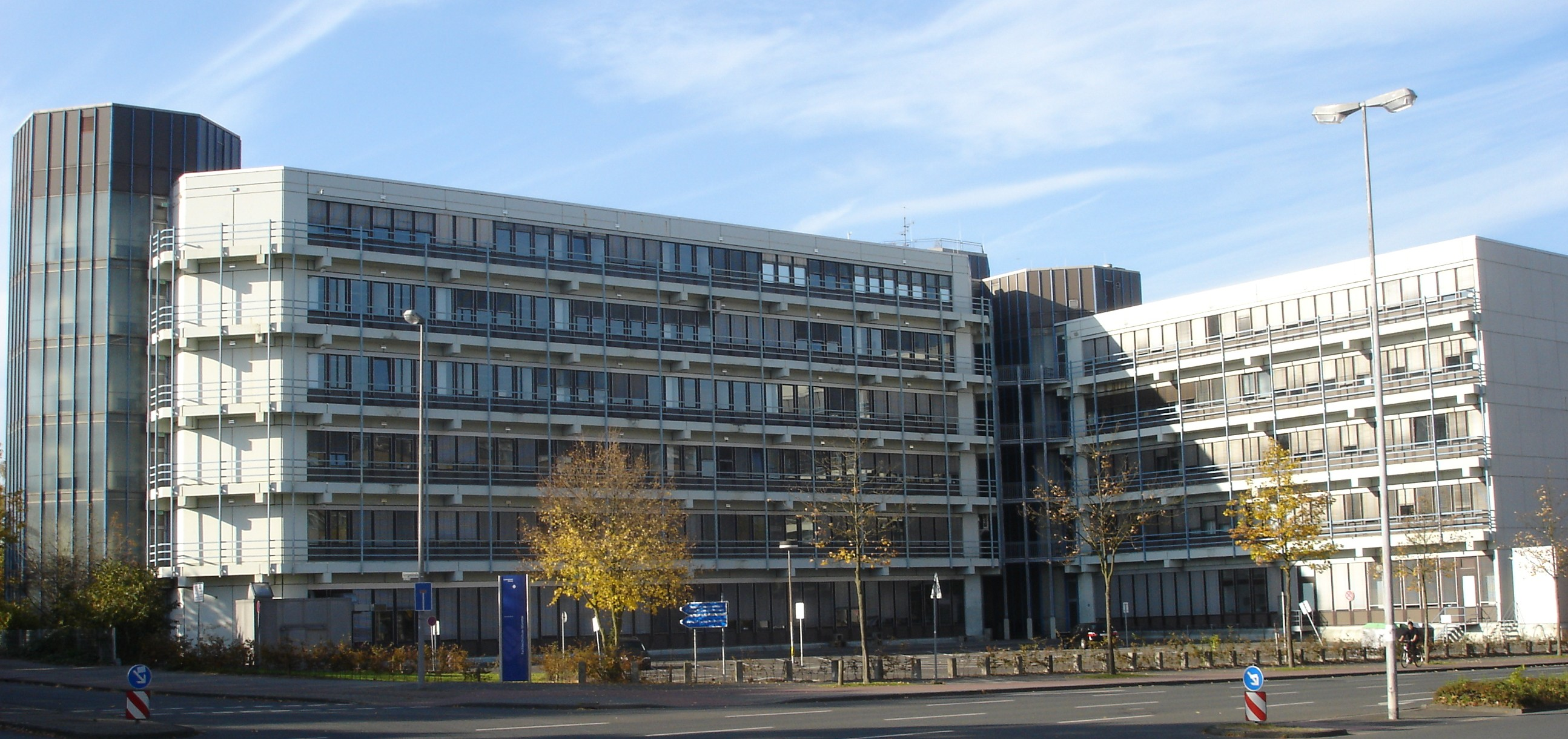
مجمع معهد مونستر التخصصي.

كما يُعتبر معهد مونستر التخصصي أحد أكبر المعاهد من نوعه، مع ما يقرب من 9,000 طالب في 12 إدارة و3 إدارات مركزية بمؤسسات شاملة مع حوالي 30 دورة تعليمية، بما في ذلك إدارة شتاينفورت. أنشئ في سنة 1971 من خلال دمج المؤسسات الثماني السابقة ويُعد رابع أكبر كلية في ألمانيا.
الجامعات الأخرى في مونستر هي: جامعة الاتحاد للإدارة العامة، إدارة الشؤون المالية في غيفنبك- تأسست في عام 1978 وتضم 750 طالبا. أكاديمية الفنون -معهد الفنون التشكيلية العالي- تشكلت في سنة 1971 من مؤسسة تابعة لأكاديمية دوسلدورف للفنون، وأصبحت مستقلة منذ سنة 1987، درس فيها في الفصل الدراسي الشتوي 2007/2006 2850 طالب مسجل. كما أنشئت الهيئة السابقة لكلية اللاهوت الفلسفية - مونستر في عام 1971 من قبل الرابطة السكسونية للجامعات الإقليمية الفرنسيسكانية والإقليم الكابوتسيني للراين ووستفاليا. تلقت في عام 1983، الاعتراف الكنسي والحكومي. ويدرس فيها نحو 60 من الطلاب.
كذلك تأسس المعهد العالي الكاثوليكي لشمال الراين - وستفاليا (KFHNW) في عام 1971 من عدد من المؤسسات السابقة، بما فيها المدرسة النسائية الاجتماعية في آخن، التي تأسست سنة 1916، والمدرسة الوستفالية للرعاية المنشأة عام 1917. مقر المعهد هو كولونيا. وهناك 618 طالب مسجلون في موقع مونستر.
كما تتواجد في مونستر العديد من المؤسسات التعليمية كمعهد إدارة الإطفاء في ولاية شمال الراين - وستفاليا وأكاديمية شباركسه في وستفاليا - ليبه وكذلك كلية الشرطة الألمانية في ضاحية هيلتروب مع ما يقارب من 200 طالب. بالإضافة إلى ذلك، هناك عشر مهنيات والكليات و39 من المدارس التخصصية.
يُعتبر معهد ماكس بلانك للطب الحيوي الجزيئي المؤسسة البحثية الرائدة في مونستر. أنشئت في 1 آب / أغسطس من عام 2001 في مونستر، وتتألف من ثلاث أقسام: بيولوجيا الخلايا الوعائية وعلم الأحياء الخلوي والنمو وبيولوجيا الأنسجة والتخلق الحيوي.

### المرافق العامة
الدور التقليدي لمونستر باعتبارها العاصمة الإدارية لإقليم وستفاليا معرّض للخطر بفعل نقل العديد من السلطات والهيئات الحكومية والتبسيط المقرر للتنظيم الإداري. حيث تُناقش قضية إعادة تنظيم الدوائر الحكومية في ولاية شمال الراين - وستفاليا، وبالتالي إلغاء حكومة المحافظة، من بين أمور أخرى.
المؤسسات العامة في مونستر هي مركز تعليم الهيئة الاتحادية للإدارة المالية، وغرفة الصناعة الحرفية لمونستر، وغرفة التجارة والصناعة لشمال وستفاليا، ويشملان محافظة مونستر، وغرفة الزراعة في ولاية شمال الراين - وستفاليا، وغرفة الأطباء وأطباء الأسنان والصيادلة لوستفاليا - ليبه، وإدارة المالية العليا لمونستر، وإدارة النقل المائي، المديرية الغربية، وهيئة التأمين التقاعدي لوستفاليا. كما يتواجد فيها سجل السرطان لولاية شمال الراين - وستفاليا الذي تقرر نقله في وقت لاحق إلى حوض الرور.
ينسق ما يسمى مركز تنسيق عمليات الإنقاذ من مونستر (RCC) التابع لسلاح الجو عمليات البحث والإنقاذ (SAR) في ألمانيا. ويستثنى من هذا، المناطق البحرية ومناطق ولاية شليسفغ-هولشتاين.

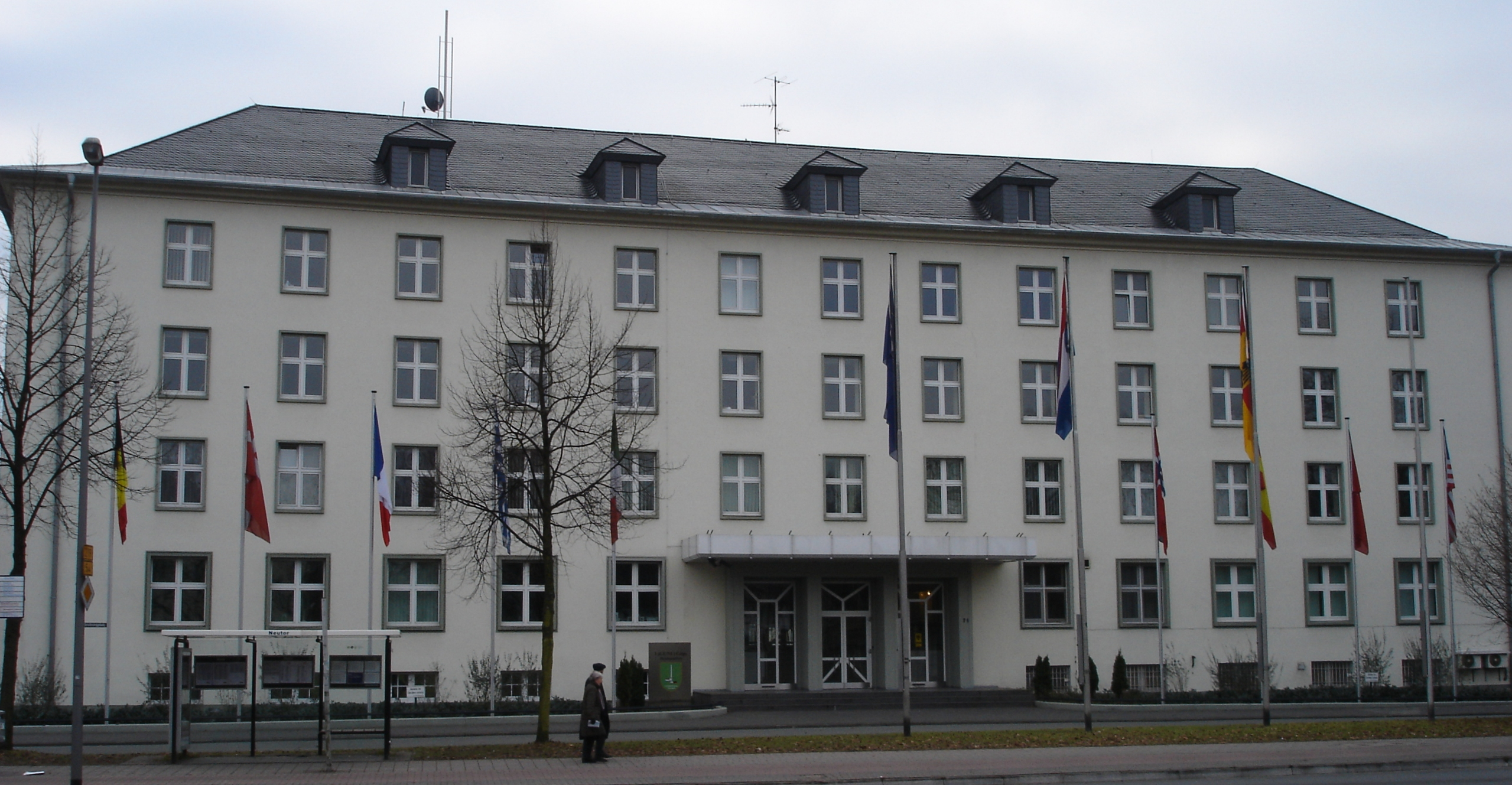
قاعدة الفيلق الألماني-الهولندي.

يتواجد المقر الرئيس لقيادة النقل الجوي في مونستر، حيث يخطط ويدير ويُنسق ويُشرف على جميع عمليات النقل للقوات المسلحة الاتحادية في جميع أنحاء العالم. تُدار نحو 180 طائرة إيرباص وترانسال من قبل القاعدة الويستفالية. تحتضن المدينة أيضا مقرا للفيلق الألماني الهولندي الأول، وبالتالي وحدة تدخل للأزمات في حلف الناتو. لهذا السبب تحتفظ الاستخبارات العسكرية بمقر لها في مونستر.
مدينة مونستر هي مقر المحكمة الدستورية والمحكمة الإدارية العليا لولاية شمال الراين - وستفاليا. علاوة على ذلك، تتواجد محاكم إدارية ومالية واجتماعية، وإقليمية إضافة لمحكمة العمل، ودائرة محاكم القوات الشمالية. كما يتواجد في شارع الروضة واحد من أقدم السجون في ألمانيا.
وهناك أيضا قنصلية عامة لتركيا، وقنصليتان فخريتان لفرنسا وهولندا.

### القطاع الصحي
تعتبر مونستر مركزا صحيا في شمال وستفاليا. إذ تتواجد في المدينة تسع مستشفيات في إطار العناية الطبية. منها أربع مستشفيات لها أهمية إقليمية هي مستشفى كليمنس ومستشفى القلب الأقدس وعيادة رافائيل ومستشفى القديس فرانسيس.

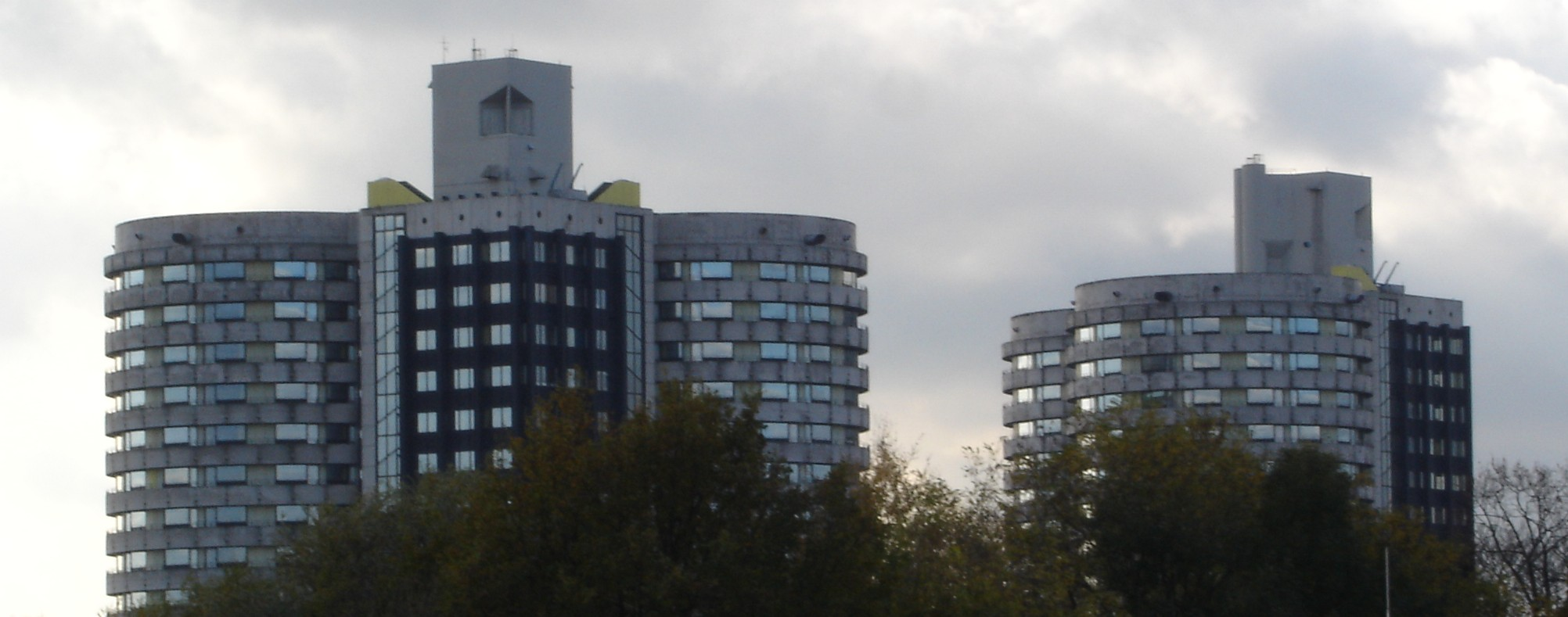
رمز مستشفى الجامعة الوستفالية: برجا المستشفى المركزي.

أكبر وأهم مستشفى هو مستشفى جامعة مونستر، الذي يقدم الحد الأقصى من العناية في مجالات طب الالتهابات وزرع الأعضاء وطب القلب والأوعية الدموية، والأمراض التناسلية وطب الأعصاب السرطان ويحظى بسمعة دولية ويقصده كل عام أكثر من 50,000 مريض للإقامة و400,000 مريض لزيارة إحدى العيادات الخارجية.
وبالإضافة إلى ذلك، هناك عيادات متخصصة كعيادة هورنهايده التخصصية في مجال الأمراض الجلدية، وعيادة رابطة وستفاليا - ليبه ومستشفى ألكسيانر للأمراض النفسية وعدد آخر من العيادات الخارجية المتخصصة لمختلف الحالات.
وعدد آخر من العيادات يصل إلى 30 من مرافق الرعاية والتمريض ونحو 35 مأوى للرعاية وحوالى 100 من الصيدليات في أحياء وضواحي المدينة.

### المرور والنقل

#### السكك الحديدية

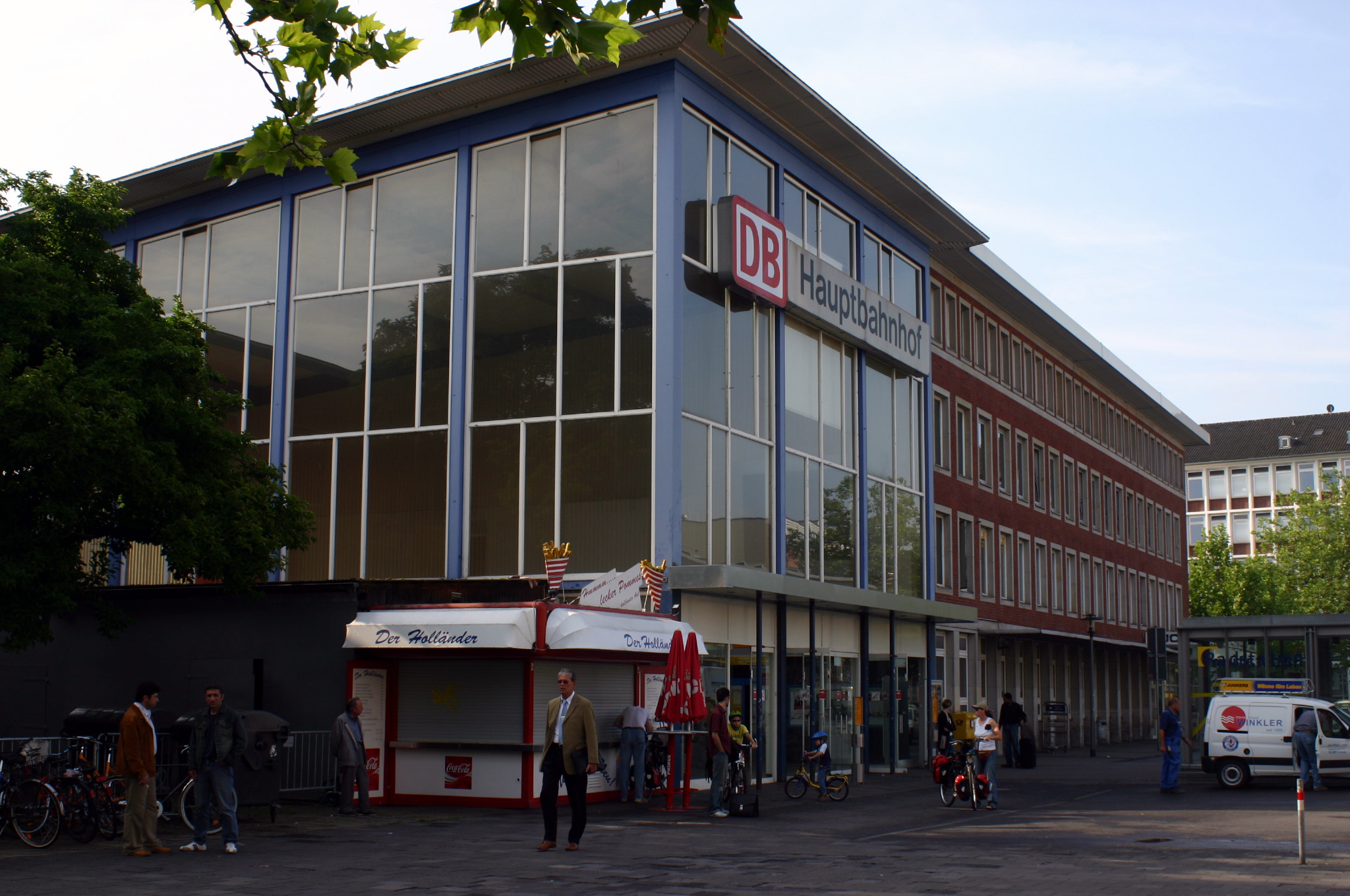
مدخل محطة مونستر الرئيسة للقطارات.

تعتبر مونستر محور سكك حديدية متوسط الحجم في مجال نقل الركاب على الطريق الرئيسي هامبورغ - بريمن - أسنابروك - مونستر - لونن - دورتموند وصولا إلى كولونيا عبر إسن - دويسبورغ - دوسلدورف أو هاغن - فوبرتال. ومن الطرق الرئيسة الأخرى توجد راينه - إمدن، هام ومحطة فانه-آيكل الرئيسة للقطارات - إسن / أوبرهاوزن. كما توجد سكك فرعية تؤدي إلى أنسخده، كوزفلد («سكة حديد جبال الشجر») وريدا - بيليفيلد. من أكثر أوجه القصور في نظام السكك الحديدية المحلية الخط المباشر البطيء للغاية نحو مدينة بيلفلد المجاورة، وضعف قدرة الطريق الرئيس من هامبورغ إلى دورتموند بسبب السكة الاحادية الجانب بين مونستر ولونن وما ينجم عنها من زيادة احتمال التأخير وسوء الحالة المادية للمبنى الرئيس للاستقبال في محطة مونستر. وخلافا لإعلانات النوايا السابقة، لا توجد خطط لإزالة وجهي القصور الأولين. ورغم أن إعادة بناء محطة السكك الحديدية الرئيسة في وضعية مالية آمنة، إلا أن البدء بعملية التخطيط متوقف على قرار من هيئة السكك الحديدية. لا توجد في مونستر إلى جانب المحطة الرئيسة محطات فرعية في الضواحي العمرانية، بخلاف المدن الأخرى المتشابهة مع مونستر من حيث الحجم، بل يقتصر التواجد فقط على البلديات التي أدرجت في المدينة، وهي نينبرغه (حي هاغر)، شبراكل، هيلتروب، أملسبورن، ألبختن وفي موقع الخدمات في مركز الشمال. ولكن هناك خطط من جانب إدارة مدينة مونستر، لإقامة المزيد من نقاط التوقف في مكلنبك وروكسل. كما تتبع لمحطة السكة الحديدية للركاب محطة لركن المقطورات.
أغلقت محطة شحن جنوبي المحطة الرئيسة وفقدت أعتبارها كمحطة مركزية سنة 1994، بسبب انخفاض وتراجع أهمية الصناعة في مونستر، وتحويل وسائط النقل إلى الشوارع ولم تعد تُستخدم سوى من قبل أحد العملاء المحليين، وهي شركة بناء المقطورات «كيفه»، ويجري النظر بتفكيك خطوط السكك الحديدية ضمن ما يسمى «خطة 2010 لاستخدام الأراضي». لم تتواجد في مونستر محطة لتحويل القطارات، على خلاف معظم المدن المماثلة، بعد أن صُرف النظر، نتيجة التضخم المفرط ابان الأزمة الاقتصادية العالمية، أوائل عشرينات القرن العشرين، عن خطط جاهزة للتنفيذ في سنة 1924. كما تنظر هيئة السكك الحديدية الألمانية نقل حركة الشحن بين مرافيء بحر الشمال وحوض الرور التي تمر بغالبيتها حاليا عبر مونستر إلى خط آخر يمر عبر ميندن، وذلك في إطار خطوات الترشيد، بحيث تغلق محطات الشحن التي افتتحت سنة 1930 في جنوب وشرق المدينة، لكنها لم تكتمل وبحاجة ماسة للصيانة. كذلك تستخدم هيئة السكك الحديدية الوستفالية الخط المؤدي إلى نويبكوم ومنها إلى بكوم - ليبشتادت - فارنشتاين منذ عام 1975 فقط لإغراض الشحن. ورغم ذلك فقد الشحن عبر السكك الحديدية منذ سنة 1975 إلى مونستر مكانته، بعكس حركة نقل الركاب.

#### الدراجات الهوائية

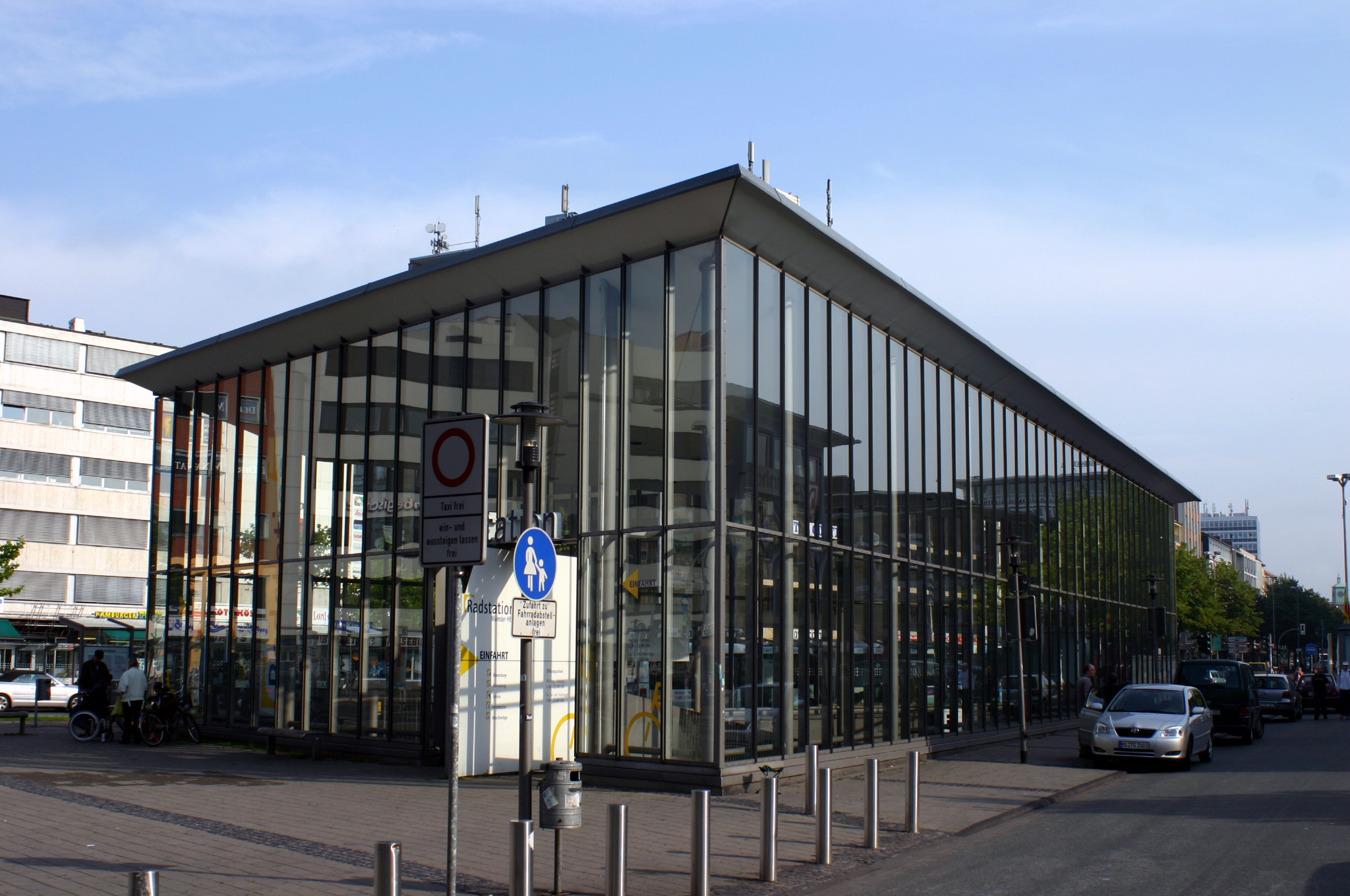
محطة الدراجات.

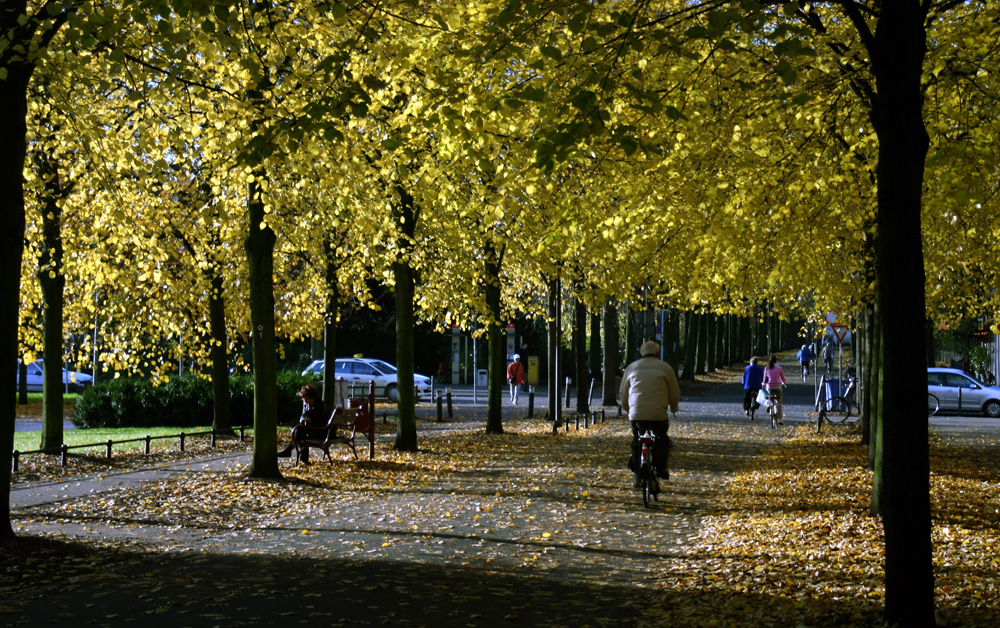
راكبوا درجات هوائية في مونستر.

للدراجات الهوائية أهمية خاصة في التنقل داخل المدينة (يُطلق على الدراجات في مونستر باللهجة العامية ما سيماته مصطلح «ليتسه»)، حيث تتوفر شبكة موسعة لطرق الدراجات إضافة لمحطة دراجات أمام محطة مونستر الرئيسة للقطارات مع تجهيزات خاصة بغسيل الدراجات. تُستخدم الدراجات في ما يقارب من 40% من الرحلات البالغ عددها 1.3 مليون رحلة يومية في المدينة، بمعدل ثلاثة أضعاف مقارنة مع المدن الأخرى المتقاربة من حيث الحجم. تُشجع حركة مرور الدراجات، من جملة أمور أخرى أيضا، عبر كورنيش دائري في موقع سور المدينة التاريخي يسمى «اتوستراد الدراجات»، وممرات منفصلة لراكبي الدراجات على الطرق الرئيسية، واستثناءات من تحديد اتجاه السير، وإنشاء ما يسمى بطرق اتجاه واحد «وهمي» (أي فرض حظر على دخول السيارات من أحد الأطراف باستثناء الدراجات)، وبالتالي إمكانية استخدامها في كلا الاتجاهين، فضلا عن أحد عشر شارعا مخصصا كطريق للدراجات.
تستضيف مونستر العديد من البعثات من مختلف أنحاء العالم للإطلاع على سياسة مونستر تجاه الدراجات، هذه السياسة التي جعلت المدينة تفوز عدة مرات بجائزة أفضل مدينة دراجات في ألمانيا. وقد قدمت مونستر المساعدة في هذا المضمار لفلورنسا، وكريستيإنساند وريتشفيلد بولاية مينيسوتا الأمريكية.
تقع مونستر على الطريق الأوروبي للدراجات «ر1»، الذي يبدأ من سانت بطرسبرغ بروسيا، ويمر ببرلين وينتهي بكاليه في فرنسا. يمر الطريق في مناطق المدينة في محيط طاحونة بلايستر، وعبر طريق الراعي الصالح، وشارع فارندورف وكورنيش السور التاريخي وشارع فيلهلم وشارع هورستمار الريفي.

#### المارة
يحتل قطاع المشاة، داخل كورنيش السور في وسط المدينة، إلى حد كبير أولوية عالية إضافة لحركة الدراجات. وينطبق هذا بصفة خاصة على شوارع الأسواق القديمة كسوق البرنسيبال وسوق الحنطة وسوق الملح وشارع لودغر. حيث يمكن مرور السيارات جزئيا فقط وفي ظل ظروف معينة، على سبيل المثال لنقل البضائع، أو في سياق وسائل النقل العام. وبذلك تقع مناطق التسوق الرئيسية في الوسط بقوة في أيدي المارة. تخضع معظم الشوارع الأخرى داخل مركز المدينة كذلك لقيود بما يخص حركة النقل الفردي مثل تحديد اتجاه السير ويافطات التوجيه.

#### المواصلات العامة

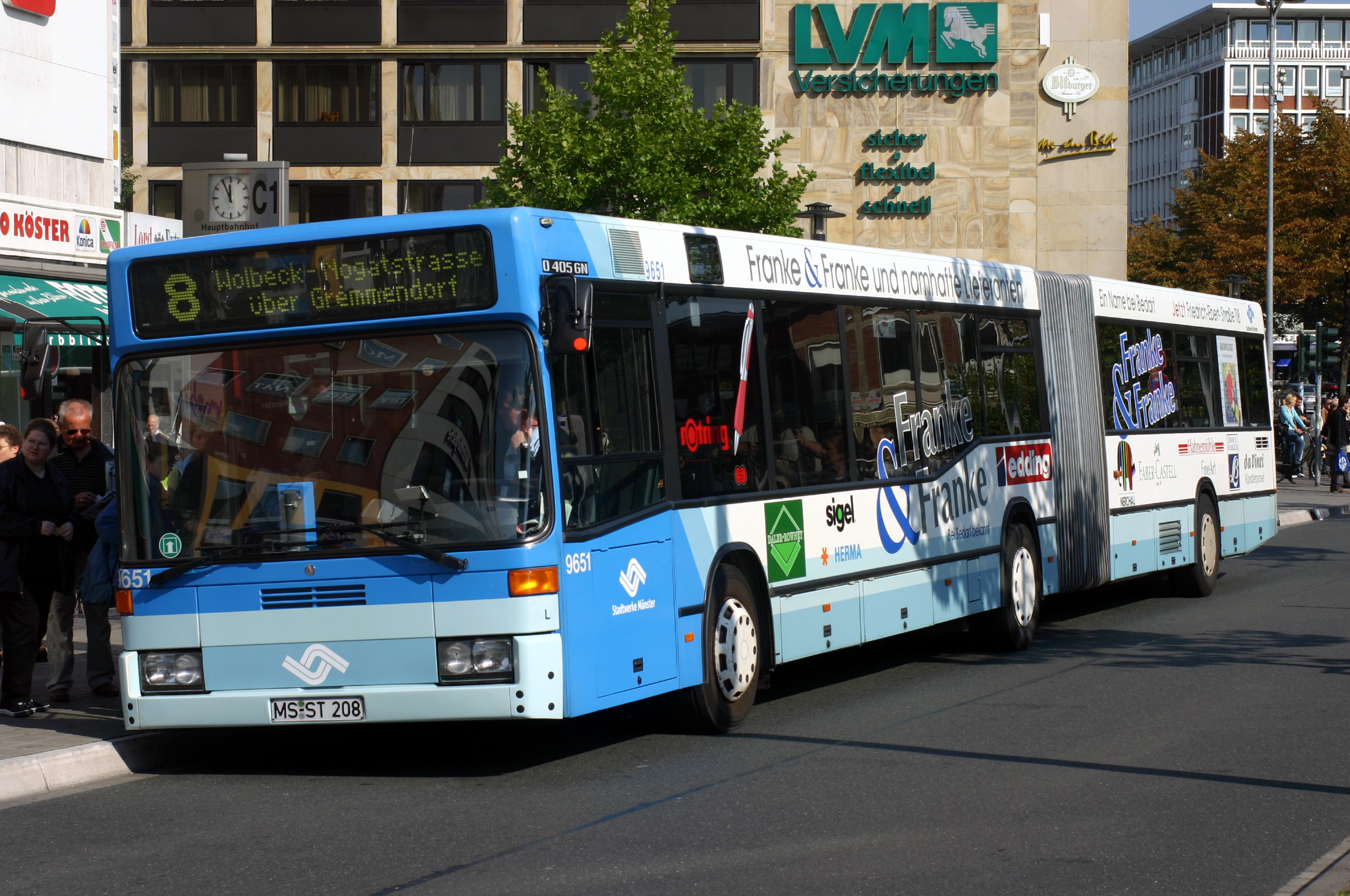
حافلة أمام محطة القطارات المركزية.

تنتمي المدينة لجمعية النقل في «مونسترلاند». يتألف نظام النقل العام التابع لبلدية مونستر منذ إغلاق الترام في سنة 1954 والحافلات الكهربائية، أو الترولي، عام 1968، من الحافلات العادية فقط. وهكذا، فإن مونستر مع فيسبادن وآخن واحدة من أكبر المدن الألمانية من دون نظام النقل المحلي بالسكك الحديدية. ولكن هناك تفضيل لخطوط الحافلات في حركة المرور عبر برمجة إشارات المرور على ما يسمى «الموجة الخضراء» التي تتيح للحافلات الحركة بدون أو مع أدنى قدر ممكن من التوقف. كما استحدثت البلدية ممرات منفصلة للحافلات عن ممرات السيارات. ووفقا لبيانات بلدية مونستر فهي تدير واحدا من أحدث أساطيل الحافلات في ألمانيا.
عززت سياسات المدينة للنقل مكانة الشوارع، على حساب السكك الحديدية المحلية مثلا، بسبب أهمية المدينة التجارية. إذ من المفترض أن مونستر بموقعها الهام على الصعيد الإقليمي لقطاع التسوق ومواصلات العاملين في فيها، ويجب أن توفر مرافق وقوف كافية للسيارات. لذلك لا توجد نية لإعادة إدخال السكك الحديدية للنقل الحضري في مونستر، على عكس بعض المدن الألمانية الأخرى ذات الحجم المماثل، على سبيل المثال، في كارلسروه. كما أن انتشار استخدام الدراجات الهوائية في مونستر لا يُساعد على ارتفاع نسبة الطلب على وسائل النقل العام مقارنة بمدن أخرى. ولا تصل إلى ضاحية غيفنبك، الأسرع نموا بين أحياء المدينة، أي من السكك الحديدية الحالية، ولا يمكن الوصول إليها إلا عن طريق الشوارع.

#### الطرق

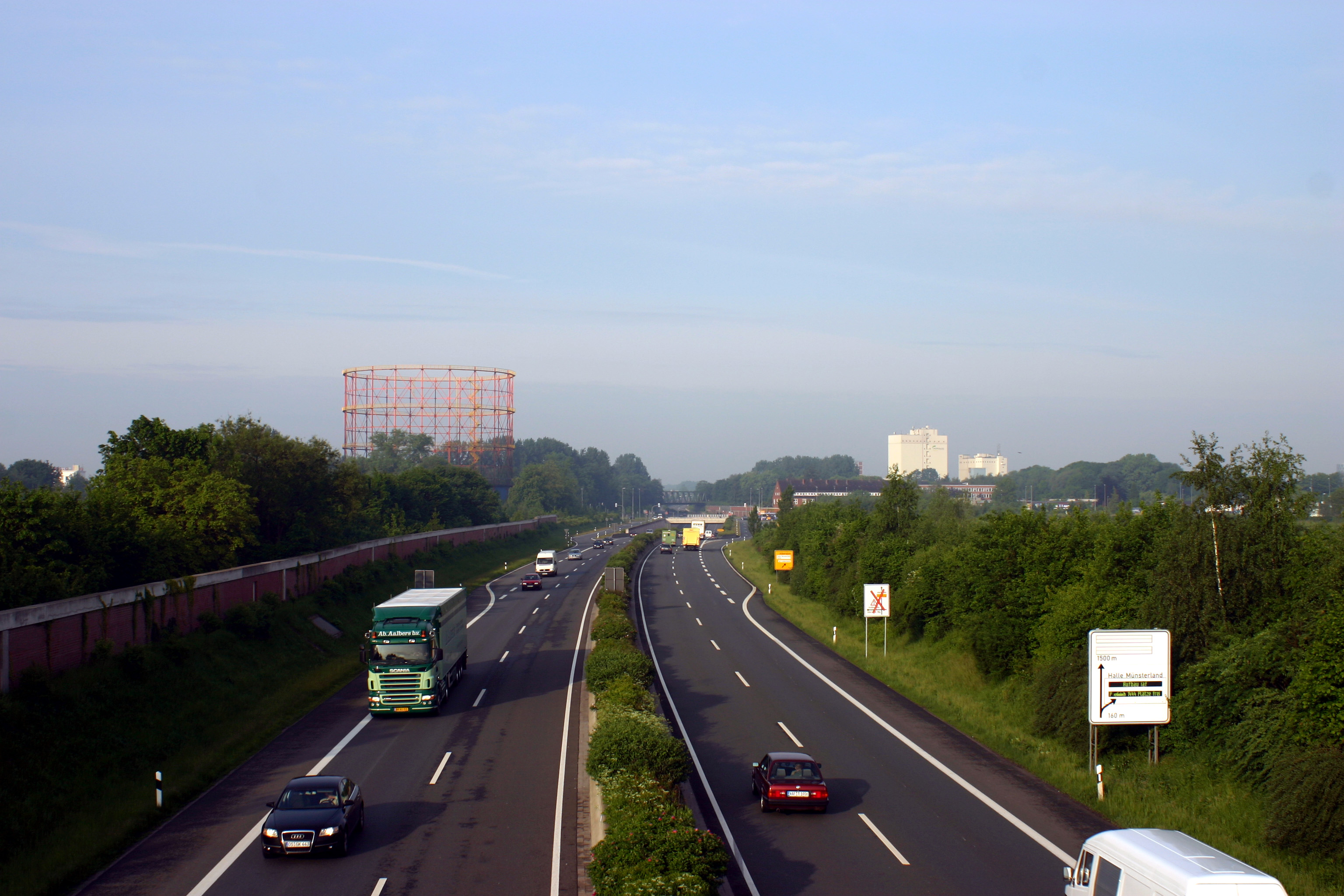
نظرة على الطريق الاتحادي الالتفافي رقم (B51) مع خزان الغاز التابع للمدينة.

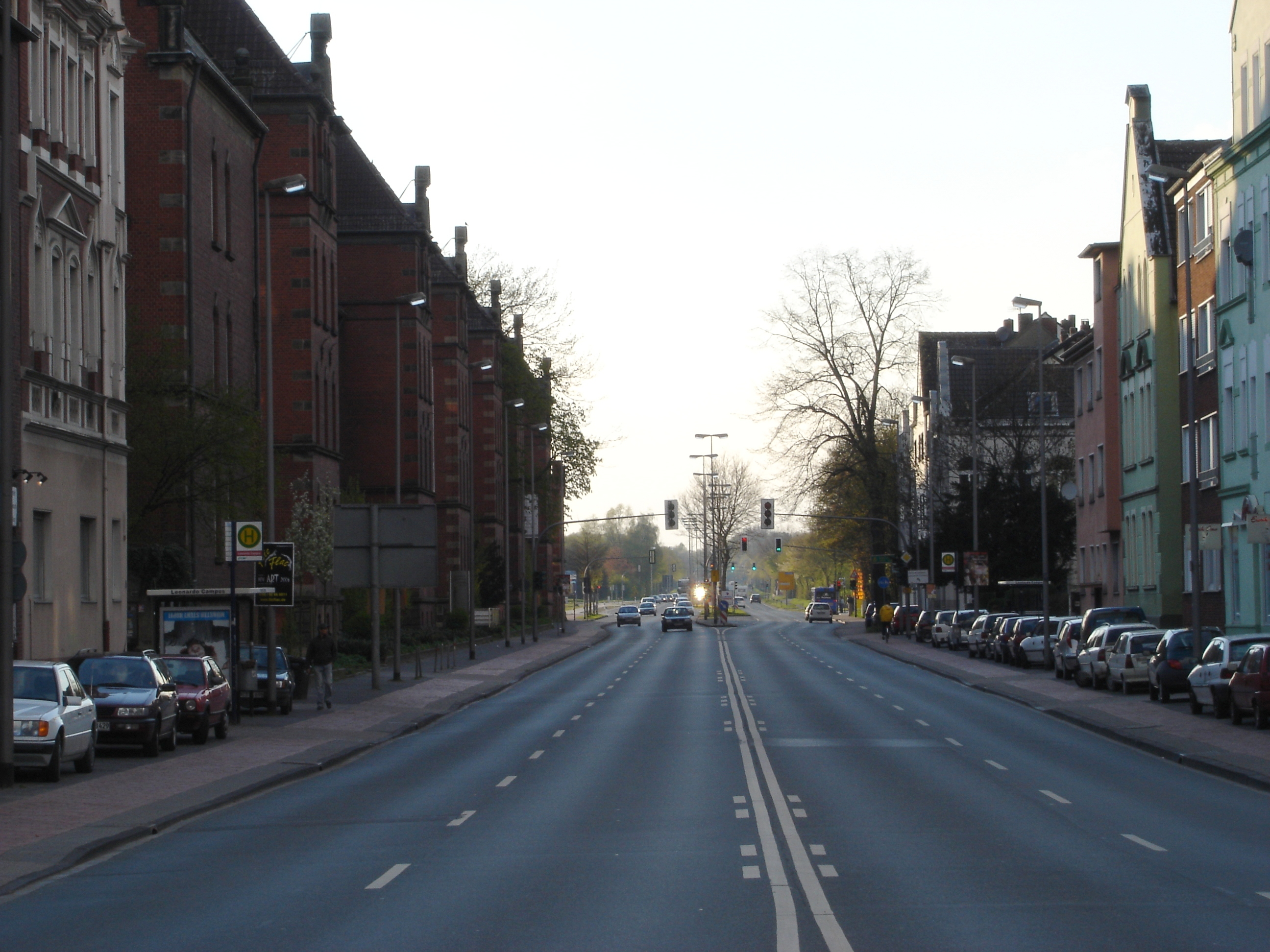
شارع شتاينفورت (B54) نظرة بالاتجاه الشمالي الغربي نحو خارج مونستر.

يمر الطريق السريع رقم واحد باتجاه شمالي/جنوبي منذ عام 1965 داخل أراضي مدينة مونستر ويُعتبر طريقا هاما في حركة السفر بعيدة المدى. يسمى الطريق هنا «خط الهانزا» ويفصل في شكل قوس غربي مونستر أحياء نينبرغه وروكسل عن باقي المدينة. بُني في سنة 1981 تقاطع يصل الطريق السريع الأول بالطريق السريع رقم 43 القادم من فوبرتال عبر بوخوم وركلينغهاوزن ويتابع بعد تقاطعه مع الطريق الأول في جنوب مونستر ليتحول داخل المناطق الحضرية إلى الطريق الاتحادي 219 أو الطريق الاتحادي 51.
وبينما يمر الطريق 219 نحو الشمال داخل المدينة باتجاه غريفن وإبنبورن، يتجه الطريق 51 في قوس واسع باتجاه شمالي شرقي كطريق التفافي حول وسط المدينة نحو غيورغس مارين هوته وأسنابروك وديبهولتس وصولا إلى بريمن. كما يعبر الطريق الاتحادي رقم 54 المدينة نحو الجنوب الشرقي كثالت شارع أساسي في مونستر. ويتقاطع مع الطريق السريع رقم 1 في شمالي مونستر ويصب في منطقة المدينة التاريخية في الطريق الاتحادي 219 ثم يعبر ساحة لودغر وشارع هام متوجها نحو دورتموند وصولا إلى فيسبادن.
تتواجد في مونستر إضافة للشوارع الاتحادية العديد من الطرق الرئيسة المهمة لحركة المرور. فتصب العديد من الشوارع الرئيسة في مونستر من مختلف الاتجاهات بسبب دور المدينة كمركز لبلاد مونستر والعاصمة السابقة لمقاطعة وستفاليا. أهم تلك الشوارع، إضافة للطرق الاتحادية السابقة، شارع سد الملاحة وشارع فلبك وشارع فيزل. يوجه العبء الرئيسي لحركة المرور داخل المدينة على شارعين دائريين اثنين. يلتف الطريق الدائري الداخلي حول المدينة القديمة. يمر الطريق الدائري داخل الكورنيش التاريخي في الشمال عبر شارع مونتس وفي الغرب عبر ساحة هيندنبورغ وفي شارع خندق المدينة، لكنه يمر بالقرب من الكورنيش ولكن خارجه في الشرق والجنوب. أما الطريق الدائري الخارجي الذي يسمى من قبل المواطنين في كثير من الأحيان مجرد الطوق، فيمر على مسافة نحو كيلومتر واحد من الطريق الداخلي الداخلية. لكن هذه الطريق الخارجية ليست مكتملة تماما، حيث ينقصها الجزء الجنوبي بين شارع فيزل ومحطة القطارات الرئيسة حيث يتحول المرور إلى الحلقة الداخلية وساحة لودغر.
بالإضافة إلى الطريقين الدائرين هناك خطط لبناء طريق دائري خارجي ثالث. أنشئ من الطريق الدائري المنشود فعلا جزء يتمثل بالشارع الالتفافي «ب 51» في جنوب وشرق المدينة قبل أن يصب في شارع فارندورف. اكتملت عملية الموافقة على مقطع التمديد إلى الشمال نحو سد الملاحة في جوار بوابة السد على قناة دورتموند - إمس في حي كورده ودخل الأمر حاليا في مرحلة التخطيط. وفي هذا السياق سوف يجري توسيع الشارع المؤلف اليوم في منطقة درب ألبرسلوه من مسار واحد لكل اتجاه ليصبح شارعا مزدوج المسارات. توجد اعتبارات أخرى لبناء ما تبقى من الجزء الشمالي إلى شارع شتاينفورت والطريق السريعة 1 باعتباره الطريق الدائري الغربي.

#### النقل الجوي

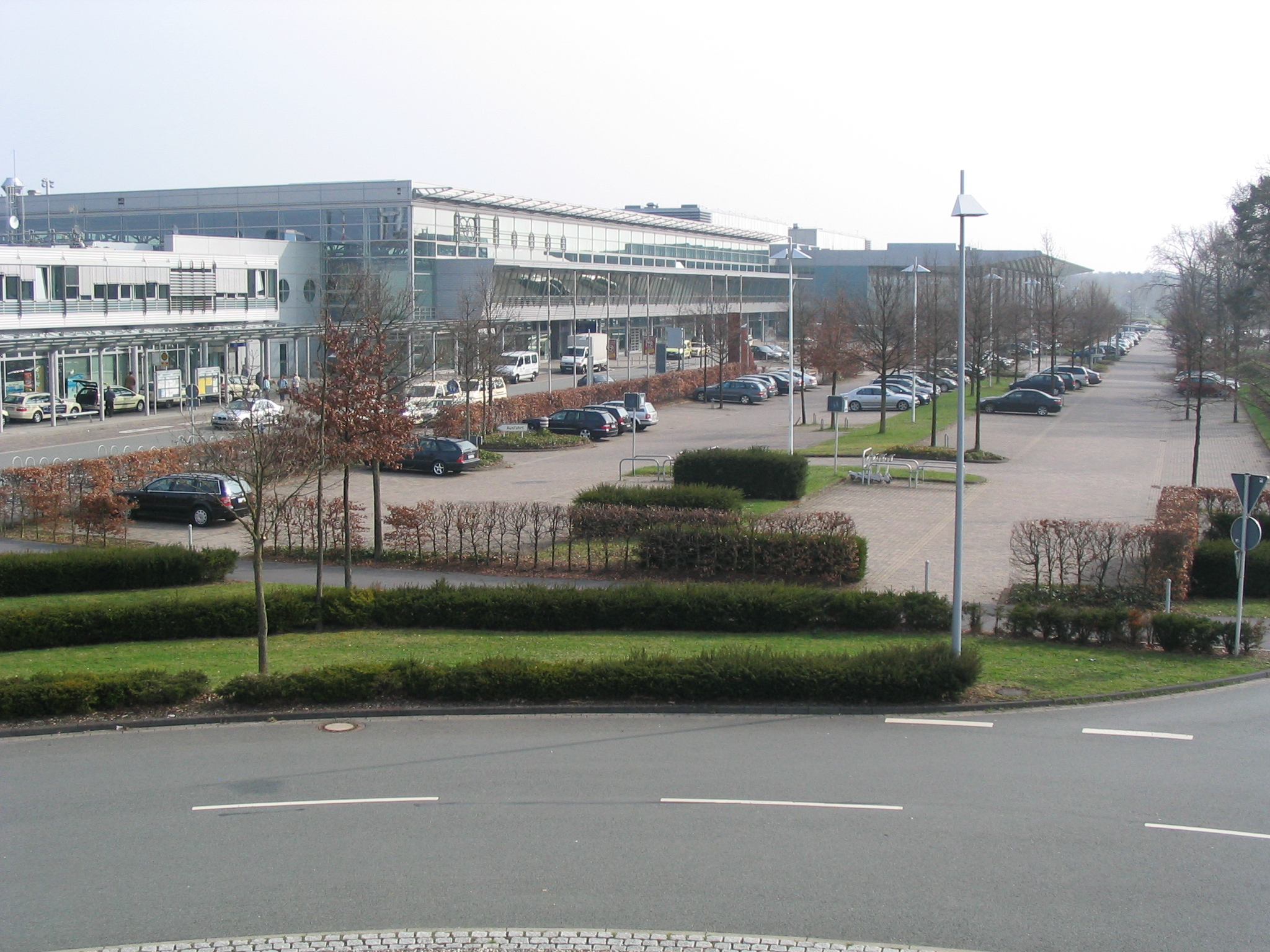
مطار مونستر - أسنابروك الدولي.

يقوم على أراضي البلدة المجاورة «غريفن» مطار مونستر- أسنابروك الدولي (إياتا: FMO، إيكاو: EDDG)، حيث تنطلق رحلات منتظمة داخل ألمانيا وإلى العديد من الدول الأوروبية، وخصوصا الرحلات السياحية. ويستخدم المطار 1.8 مليون مسافر سنويا. سيجعل مخطط توسعة المدرج المخطط له (التمويل مؤمن الآن) من 2,170 إلى 3,000 مترا في البداية (الطول النهائي 3,600 متر) من الممكن تقديم رحلات متوسطة المدى (دبي، جمهورية الدومينيكان، وغير ذلك)، الأمر الذي يتوقع أن يشكل تطوراً إيجابياً آخر للمطار.
هنالك مطار آخر أصغر هو مطار مونستر - تلشته في بلدة تلشته شمال شرق ضاحية فلبك. بالإضافة إلى سمة الطيران التجاري والخاص يعمل المطار كقاعدة لأندية الطيران الثلاث من مونستر.

#### النقل المائي

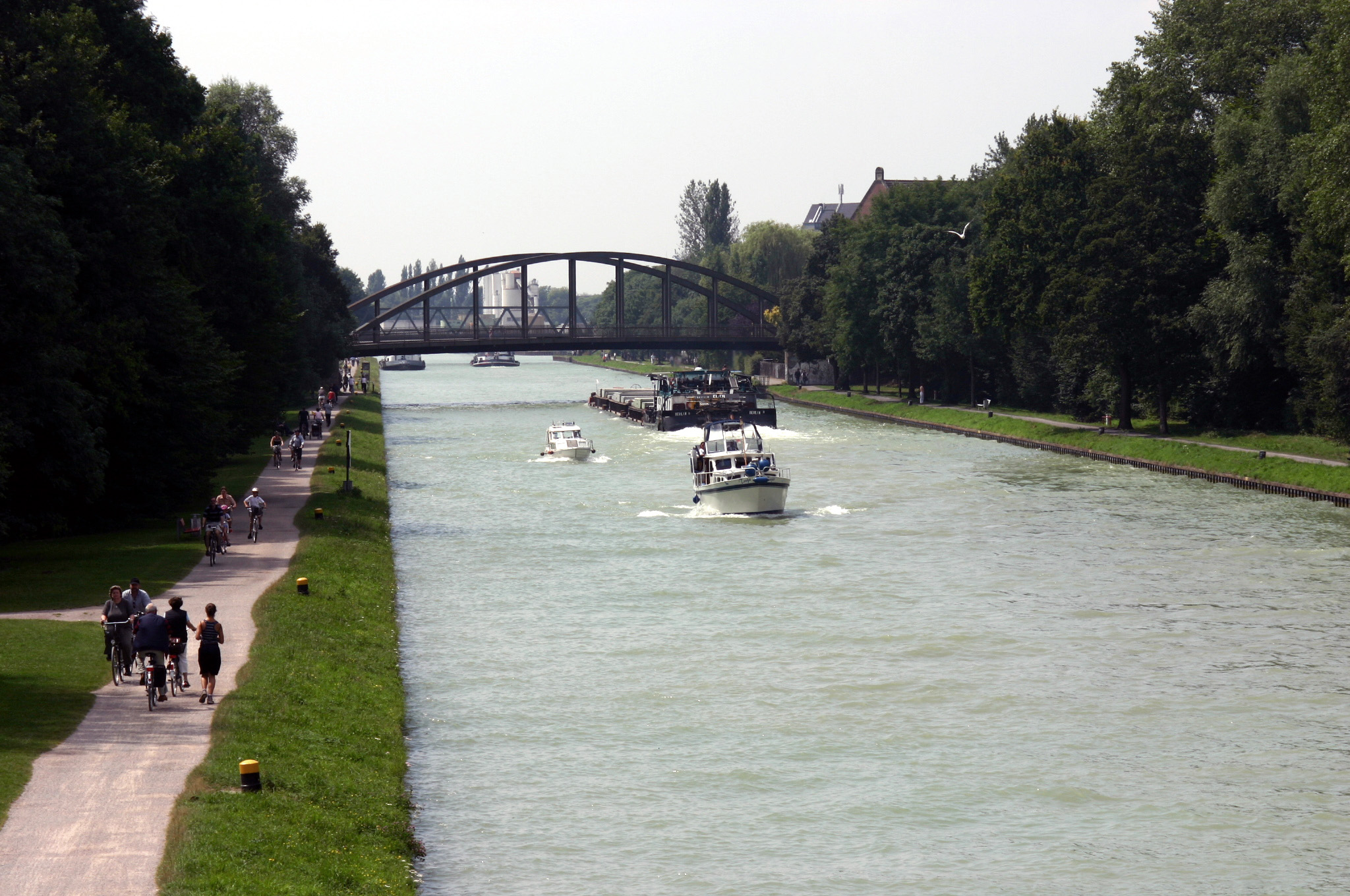
قناة دورتموند-إمس.

بوشر في سنة 1724 ببناء قناة في مونستر. خطط لما يسمى «القناة المونسترية» أن تصل إلى الشبكة المائية الهولندية وإلى بحر الشمال، ولكن لم يبن منها إلا جزء صغير وصل إلى ميناء كليمنس (بلدة نوينكرشن)، وفي وقت لاحق ميناء ماكس (فترينغن). دام تشغيل القناة حتى سنة 1840. ووُضعت بقايا القناة تحت الحماية كمعلم تقني تذكاري معروف تحت اسم قناة ماكس - كليمنس.
كما تخترق قناة دورتموند - إمس مونستر رابطة بين ميناء إمدن على بحر الشمال وميناء دورتموند الداخلي الكبير. وتتواجد منشآت في القناة لرفع السفن، على المشارف الشمالية للمدينة. لا تلعب حركة نقل الركاب المائية دورا في القناة على عكس حركة الشحن، باستثناء عدد قليل من الرحلات السياحية.
وضعت أجزاء كبيرة من ميناء مونستر على القناة خارج الخدمة نظراً لانخفاض أهمية النقل المائي في المدينة، ولم ترسو فيه سنة 2006 سوى 141 سفينة من سفن الشحن. مما أدى إلى تحويل كثير من أراضي ومباني الشركات التي كانت متواجدة هناك في السابق إلى أوجه استخدام جديدة. وجرى التركيز بشكل خاص على إسكان فنانين في المنطقة، وإنشاء منطقة ترفيهية عبر تشجيع قطاع المطاعم والمقاهي في السنوات الأخيرة. وفي حين أن إعادة هيكلة المنطقة الشمالية من الميناء في ما يسمى «رصيف الإبداع» قد أنجزت بالفعل إلى حد كبير، إلا أن الجزء الجنوبي ما زالت تهيمن عليه المواقع الصناعية. ومن المفترض على المدى المتوسط، تحويل الميناء نفسه إلى مرفأ للقوارب واليخوت.

### إعلام

#### صحف

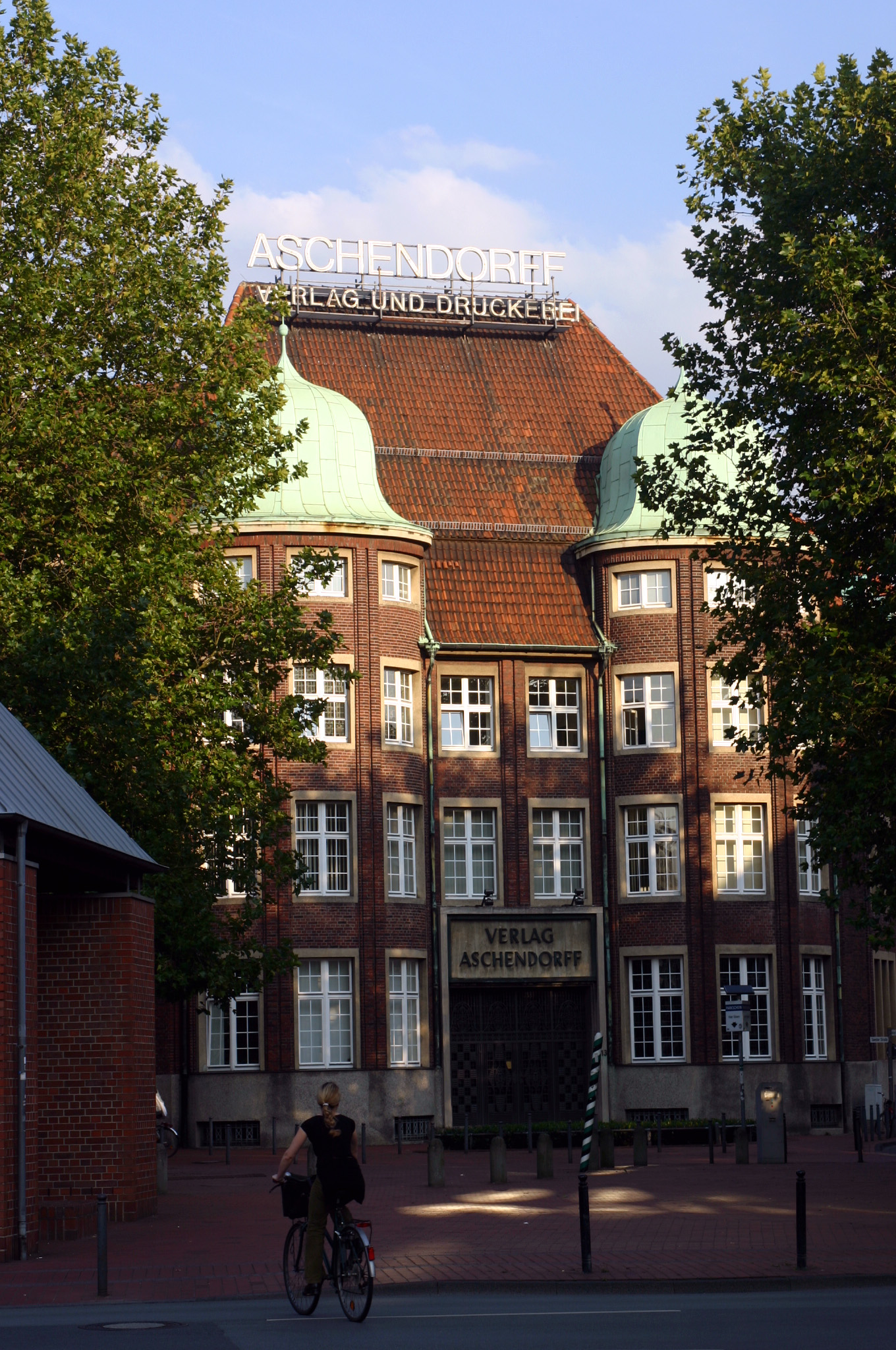
دار أشدورف للنشر، المقر الرئيس لغاية سنة 2008، اليوم مقر دار نشر الكتب.

هناك صحيفتان يوميتان لمونستر نفسها وللمنطقة المحيطة بها. إحداهما هي صحيفة الأخبار الوستفالية مع توزيع يومي يقدر بحوالي 210,000 نسخة وتصدر من دار أشدورف للنشر، والأخرى الصحيفة المونسترية من دار لنزينغ - وولف - للنشر بتوزيع يومي يقدر بحوالي 63,466 نسخة (أعداد الطبعات وفقا لجمعية إحصاء توزيع الوسائط الإعلانية).
إضافة إلى ذلك تصدر نشرتان أسبوعيتان معنيتان بالمواعيد في المدينة هما نا دن والعرض الأسبوعي ومجلة المدينة ألتيمو التي تصدر كل أسبوعين، ومجلة غيغ الشهرية. توزع هذه المجلات بأعداد كبيرة مجانا. كما تصدر مجلة شهرية خاصة بالمشردين باسم في الخارج وأخرى خاصة بالعاطلين عن العمل تسمى حاجز ومجلة محلية تصدر كل شهرين متخصصة بالمقابلات الصحفية تحت اسم همسات مدينة والمجلة الثقافية المحلية مرايا وستفاليا ومجلة يسارية توزع على الصعيد الأقليمي شهريا تدعى ثورة جذور العشب ومجلة جازتيتيك الشهرية التي توزع في كل ألمانيا.
كما تُطبع في مونستر صحيفتين مجانيتين كبيرتين. هما: شراء وتوفير مع تداول 119,000 نسخة لمونستر، والأخرى صحيفة مرحبا مع 133,000 نسخة لمونستر وتصدر منذ عام 2006. مجانية كذلك هي صحيفة الأحد في مونستر وتصدر منذ سنة 1993 أسبوعيا ليوم الأحد.

#### تلفزيون
تدير هيئة الإذاعة الألمانية الغربية (في دي إر) استديوهاً محلياً في شرقي مونستر، حيث ينتج برنامج «التوقيت المحلي من بلاد مونستر» من بين أمور أخرى، لتلفزيون «في دي إر». تُمثل مونستر مسرحا لمسلسل "Tatort" الذي تنتجه الهيئة منذ عام 2002، ويمثل فيه «أكسل برال» شخصية المفوض العام «فرانك تيل» وشخصية الطبيب الشرعي «البروفسور بورنه»، الممثل «يان يوزف ليفرس».
كما ينتج التلفزيون الألماني الثاني مسلسلا في مونستر بعنوان «فيلزبرغ» مع الممثل «ليونارد لانسينك» في دور المخبر الخاص «فيلزبرغ».
كما بثت قناة مونستر المفتوحة برامجها لغاية نهاية سنة 2008 عن طريق الكابل قبل أن ينحصر البث منذ أول كانون الثاني 2009 عبر الإنترنت فقط بسبب تغير القوانين الخاصة بالتمويل الحكومي للمحطات الخاصة. وهي قناة تعرض أعمال هواة التصوير التلفزيوني. تُنتج البرامج في جمعية دار بنو.

#### إذاعة
بالإمكان استقبال الخمس إذاعات التابعة لهيئة الإذاعة الألمانية الغربية، في جميع أنحاء المدينة. وينتج برنامج أخبار محلية لبلاد مونستر (أخبار من بلاد مونستر) في استوديو محلي للفي دي إر في مونستر.
كما يقع مقر المحطة الإذاعية الخاصة «هوائي مونستر» في المدينة. تقوم بتشغيلها شركة الإذاعة المحلية لمونستر المحدودة وتبث خارج أوقات الخيار المحلي البرنامج العام لإذاعة شمال الراين - وستفاليا. يمكن التقاط البث في مناطق المدينة على تردد 95.4 ميغاهرتز، وعلى الكابلات بالتردد 91.2 ميغاهرتز.
المحطة الثالثة في مونستر هي إذاعة جامعة مونستر المسماة راديو Q وتديرها جمعية البث الجامعية في مونستر، ويمكن التقاطها على موجة 90.9 ميغاهرتز في المدينة. كما تتواجد في مونستر أربعة حلقات عمل إذاعي معترف بها من جانب الهيئة العامة للإعلام في شمال الراين - وستفاليا. ويجري فيها إنتاج مساهمات من مجموعات من المواطنين بغرض بثها ضمن اطار الإذاعة الشعبية الذي تبث عبر إذاعة هوائي مونستر. يرعى حلقات العمل هذه كل من جمعية منتدى الإعلام في مونستر والمدرسة الشعبية العليا وجمعية القناة الشعبية المفتوحة وأكاديمية بيت فرانز هيتسه الاجتماعية الكاثوليكية.

#### دور نشر
تتخذ العديد من دور نشر الكتاب المرموقة من مونستر مقرا لها، إضافة لدور النشر الصحفية. من بينها دار أشدورف للنشر التي تركز على مواضيع اللاهوت والتاريخ الإقليمي والثقافي، ودار كلم وأولشليغر التخصصية ودار كبنراد المختصة بكتب الأطفال ودار أرداي الإقليمية للنشر ودار أو في تسيه للمنشورات الاقتصادية الخارجية.
تقيم في مونستر - نينبرغه شركة دار لكسيس نكسيس ألمانيا المحدودة للنشر التخصصي القانوني، وتوزع قواعد بيانات للحواسب وللإنترنت في مجالات الأعمال التجارية والقانونية والأسواق. وملحق بالشركة دار تساب للنشر، التي تصدر في كل سنة أكثر من خمسين من المطبوعات وعدد من المجلات التخصصية الأخرى. لكسيس تكسيس هي جزء من مجموعة ريد-إلسفير أكبر موزع لقواعد البيانات القانونية في العالم، ولها في مونستر وحدها نحو 300 موظف.

### سياحة

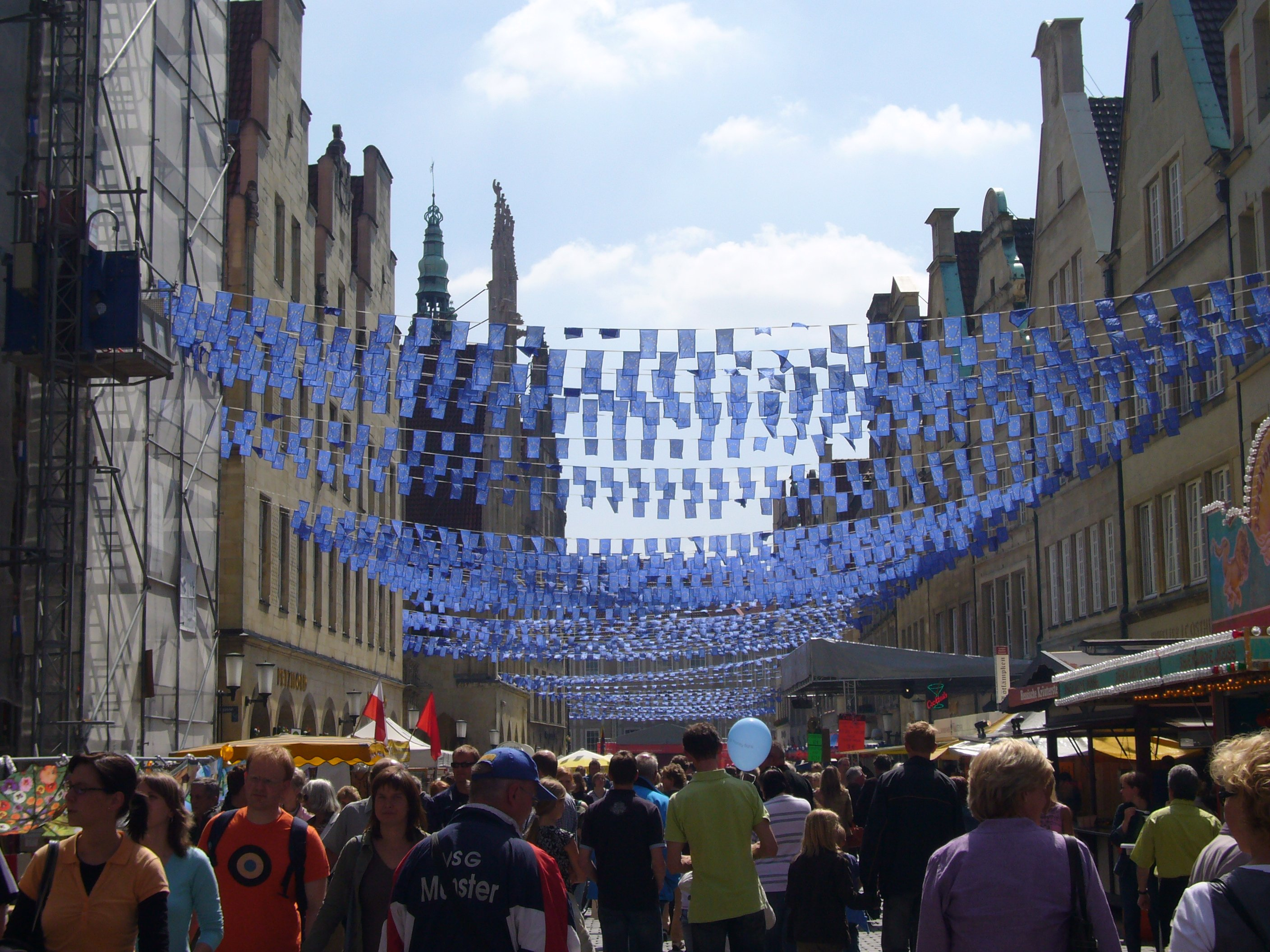
سوق البرينسيبال خلال مهرجان أوروبا.

يزور ما يقرب من خمسة ملايين سائح مونستر سنويا. يبقى 497,000 زائر تقريبا، منهم حوالي 54,000 زائر من الخارج، عدة أيام في المدينة ويبيتون يومين في المعدل. ويُؤمن لهم 80 فندقا ونزلا للسكن داخل حدود المدينة مع ما يقارب من 7,100 سرير. نقاط الجذب الرئيسة هي المتاحف والكنائس والمدينة التاريخية القديمة. وفي حين أن لمونستر شعبية بالنسبة للضيوف اليوميين كمدينة للتسوق، فهي تجذب ضيوفا من منطقة الرور وإمسلاند وهولندا يزورونها لحضور مهرجاناتها الإقليمية كمهرجان أوروبا ومهرجان المدينة، وسوق عيد الميلاد والأسواق الموسمية. وتتواجد عناصر من الشرطة الهولندية في مونستر أثناء المناسبات الكبيرة من أجل تعزيز التفاهم مع الزوار الهولنديين. تساهم السياحة بحوالي 850 مليون يورو سنويا من مدخول المدينة وفقا لاستبيان اجرته مؤسسة استشارية في ميونخ سنة 2006 بتكليف من دائرة تسويق مونستر.
تُنظم مدينة مونستر عبر رابطة منظار المدينة جولات للمواقع المختلفة منها جولة في قلب المدينة التاريخي وجولة حول المعالم المعمارية. كما تنظم رابطة الرحلات البديلة جولات أخرى. وتهدف الرابطة المساعدة في «فك رموز» المدينة وضواحيها. حيث يجري، من جملة أمور، البحث عن «مستر إكس» (مجموعة واجبات يجري حلها في اطار جولة في المدينة) حيث يدعو أحد حفاري القبور لليلة رعب في مواقع عدة في المدينة. وبديلا عن هذه الجولات، بالإمكان منذ الأول من حزيران 2007 ركوب حافلة مخصصة للرحلات الداخلية في شوارع مونستر وزيارة معالم المدينة. تنطلق الحافلة كل ساعة في الجولة التي تستغرق 50 دقيقة تقريبا.
تستخدم مونستر لقب «أفضل مدينة للعيش في العالم» في حملاتها الدعائية وذلك منذ فوز المدينة بجائزة "LivCom" عام 2004. فقامت بطبع ملصقات تجمل عبارة «مونستر أفضل مدينة للعيش في العالم» على خلفية مشاهد من الحياة اليومية للمدينة. وحصل كل منزل مونستري على بطاقتي معايدة يمثل دعاية للمدينة. سنة 2005 أطلقت مونستر حملة دعاية بعنوان «مونستر، المعلومة السرية».

## ثقافة ومعالم

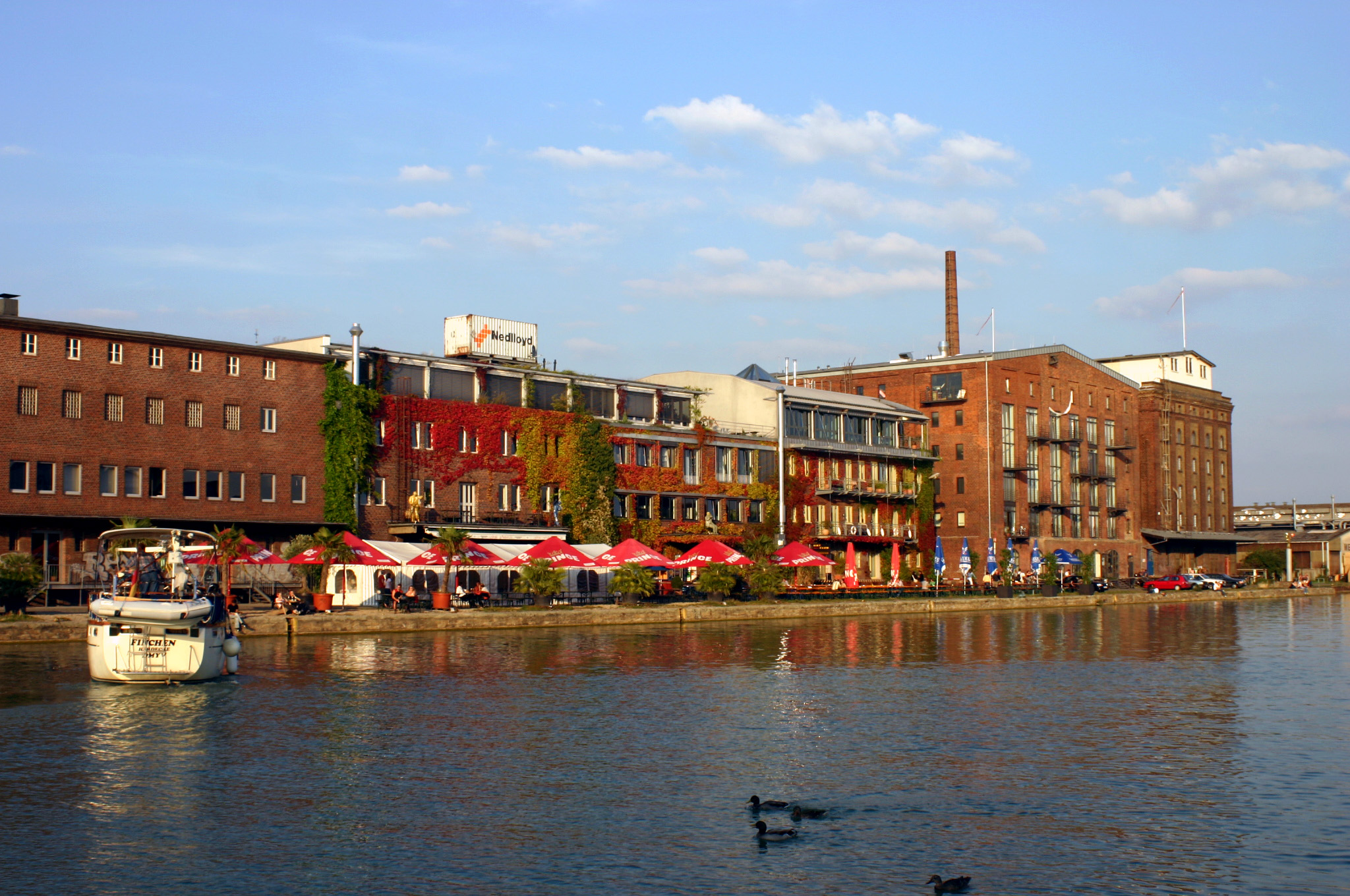
مرفأ مونستر مع منطقة "رصيف الإبداع".

يتأثر الجو الثقافي العام في المدينة بتواجد 48 ألف طالب جامعي يضفون عليها طابعا يتسم بشيء من البساطة. كما تؤثر الأبنية التاريخية بدورها بهذا المشهد الثقافي. في مونستر عدد كبير من المقاهي والحانات والنوادي، مقارنة مع حجم المدينة. وهذا الأمر يبرز بشكل خاص في حي الهانزا، حيث افتتح المزيد من هذه الأماكن في السنوات القليلة الماضية.
من الأمور الملفتة للنظر في مونستر، العديد من الدراجات الهوائية التي لا تقتصر حركتها على كورنيش السور القديم داخل المدينة فقط. هذا الكورنيش الذي بناه «فيلهلم فرديناند ليبر» في سنة 1770 عبارة عن طريق للمشاة وللدراجات، ويطوق البلدة القديمة بأكملها على شكل دائري. ويقع في جزء كبير منه مكان منشآت السور الدفاعي السابق. يبلغ طول الكورنيش حوالي 4.5 كم، ويعتبر وحدة حضرية متجانسة.
حُوّلت المناطق الصناعية السابقة في شارع هافركمب ومنطقة الميناء في حي هانزا إلى مناطق ترفيهية حيث تحوي الآن العديد من صالات العرض والمطاعم وأماكن ترفيهية وثقافية أخرى.
تقدمت مونستر بالتعاون مع أسنابروك لنيل لقب عاصمة الثقافة الأوروبية لسنة 2010. ولكن اختيرت مدينة إسن من بين المدن الثلاث المرشحة عن ولاية شمال الراين - وستفاليا (إسن، كولونيا، مونستر) للترشيح.

### عمارة

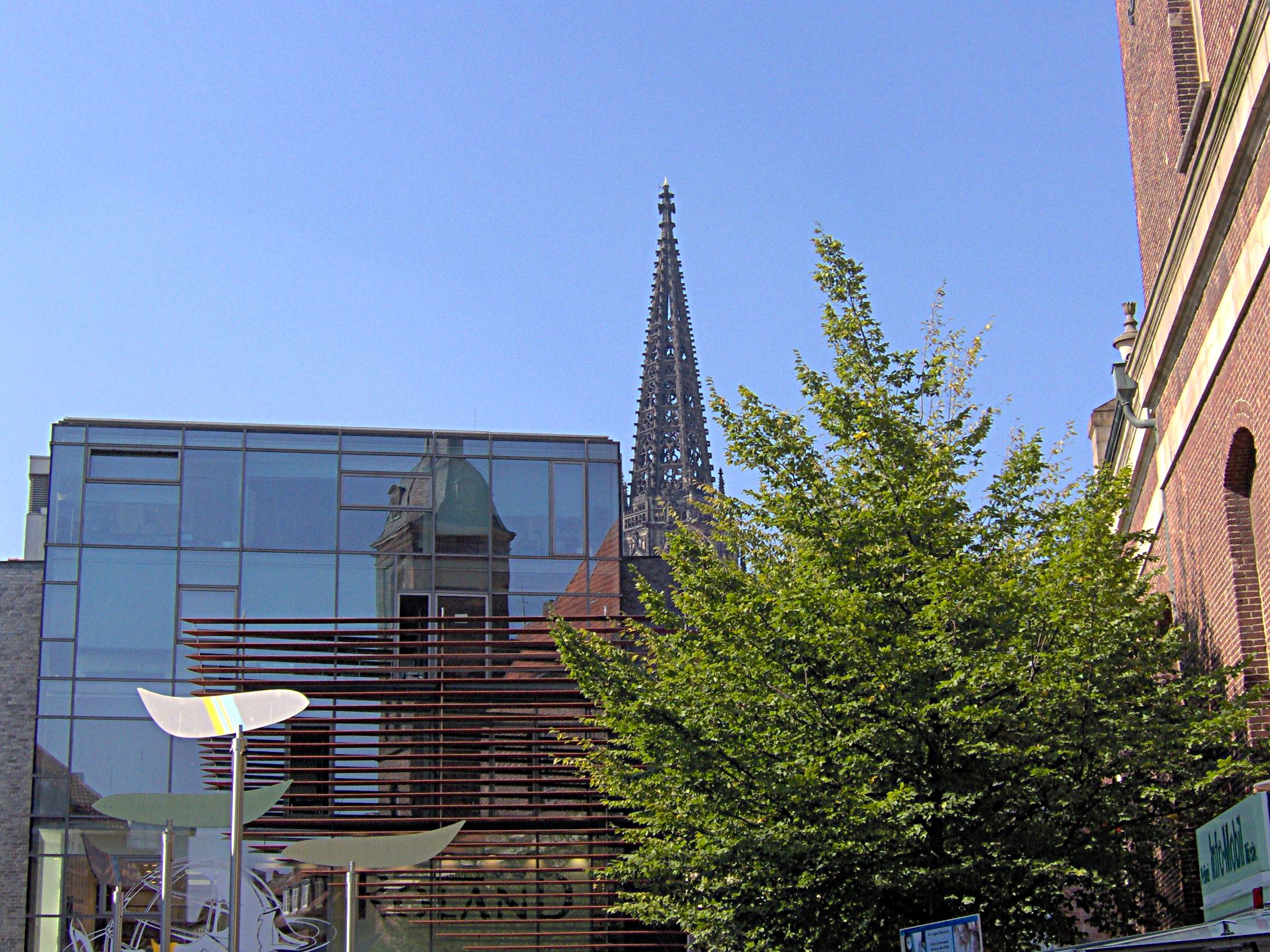
عمارة حديثة وتاريخية جنبا إلى جنب في مونستر.

معماريا، مدينة مونستر مليئة بالتناقضات. تطغى البلدة القديمة في سوق البرنسيبال وجواره على تصور المشهد المعماري، رغم أن المدينة إجمالا يطغى عليها أسلوب ما بعد الحرب وما بُني في فترة ما بعد الحداثة. حافظ مظهر المدينة حول سوق البرنسيبال بممرات المباني المحاذية للشارع والواجهات المتميزة على شكله إجمالا منذ القرن الثاني عشر، على الرغم من دمار بعض المباني إلى حد كبير، وإعادة بنائها. ولكن برزت من جهة أخرى، بعد الحرب العالمية الثانية، مبان ذات مظهر عملي أو حديث في الجوار المباشر. ويتوضح هذا في مثال مبنى مكتبة المدينة الذي بُني سنة 1993 من الاسمنت الزجاج إلى جانب دار مديرية التجار المتجولين التي بنيت سنة 1589.
أعيد بناء وسط المدينة مع مراعاة الصورة الأصلية للمكان قبل تدميره من قبل قوات الحلفاء خلال الحرب العالمية الثانية، خلافا للعديد من المدن الأخرى (على سبيل المثال، ودورتموند وفرانكفورت وكاسل). شُقت طرق جديدة وسط الأحياء المدمرة كحي البقر، وحي إغيدي، وساحة هندنبورغ. إلا أنه جرى الحفاظ على شكل مسار كورنيش السور الدائري وعلى ساحة الكاتدرائية وسوق البرينسيبال ولم توسع الشوارع هناك، حتى يتسنى إلى حد كبير الحفاظ على طابع الوسط التجاري العائد إلى القرون الوسطى، رغم أن معظم المباني يرجع تاريخ بنائها إلى الخمسينات من القرن العشرين.

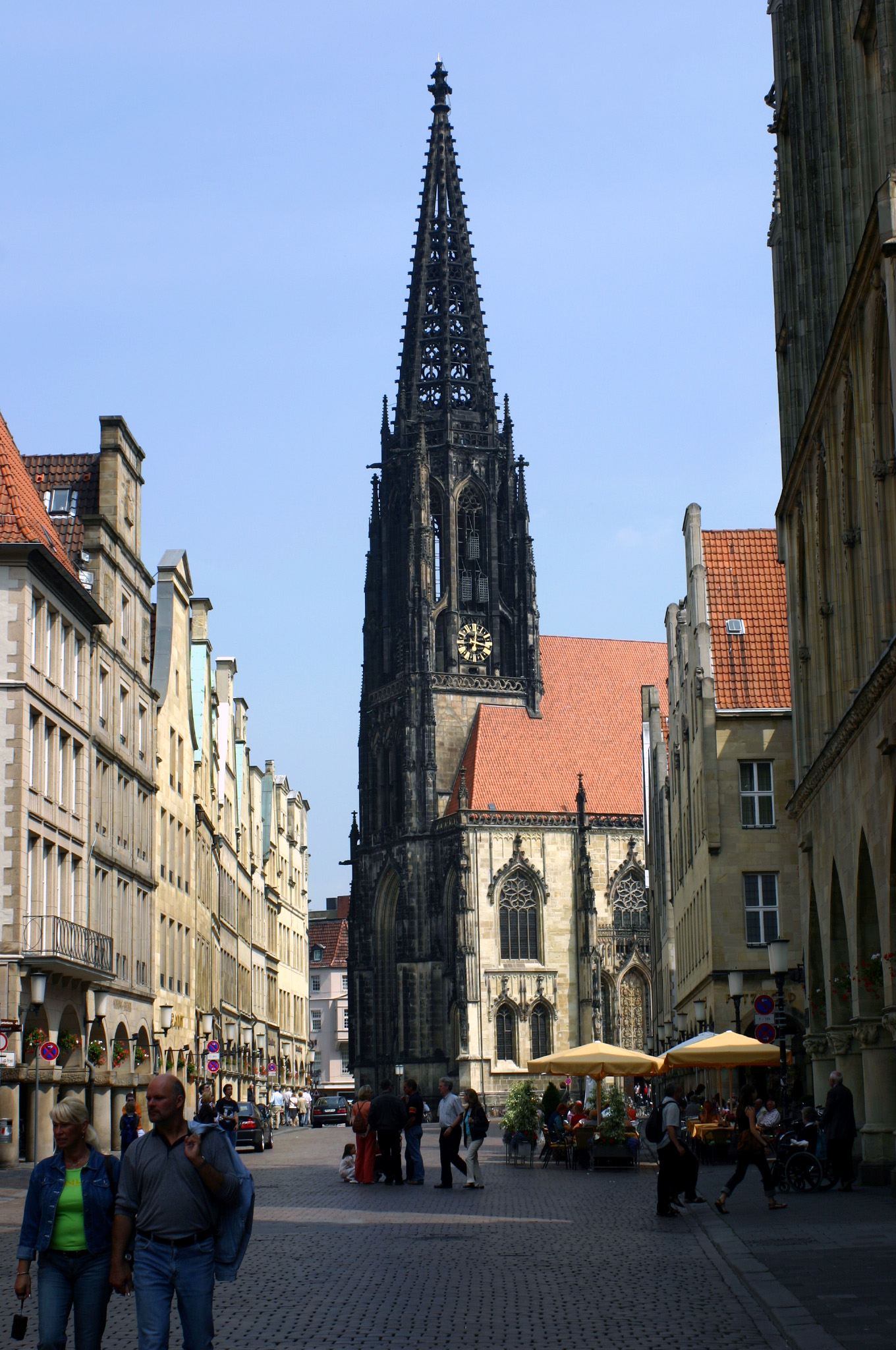
سوق البرنسيبال مع كنيسة لامبرت.

تهيمن خارج وسط المدينة منازل من الطوب على اسوب البناء، رغم لأن العمارة الحديثة من الصلب الزجاج تكثر مؤخرا، كمبنى شركة التأمينات الزراعية لبلاد مونستر على شارع «فيزل» ومبنى المكاتب في شارع «هام» المكتمل سنة 2003.

#### عمارة تاريخية

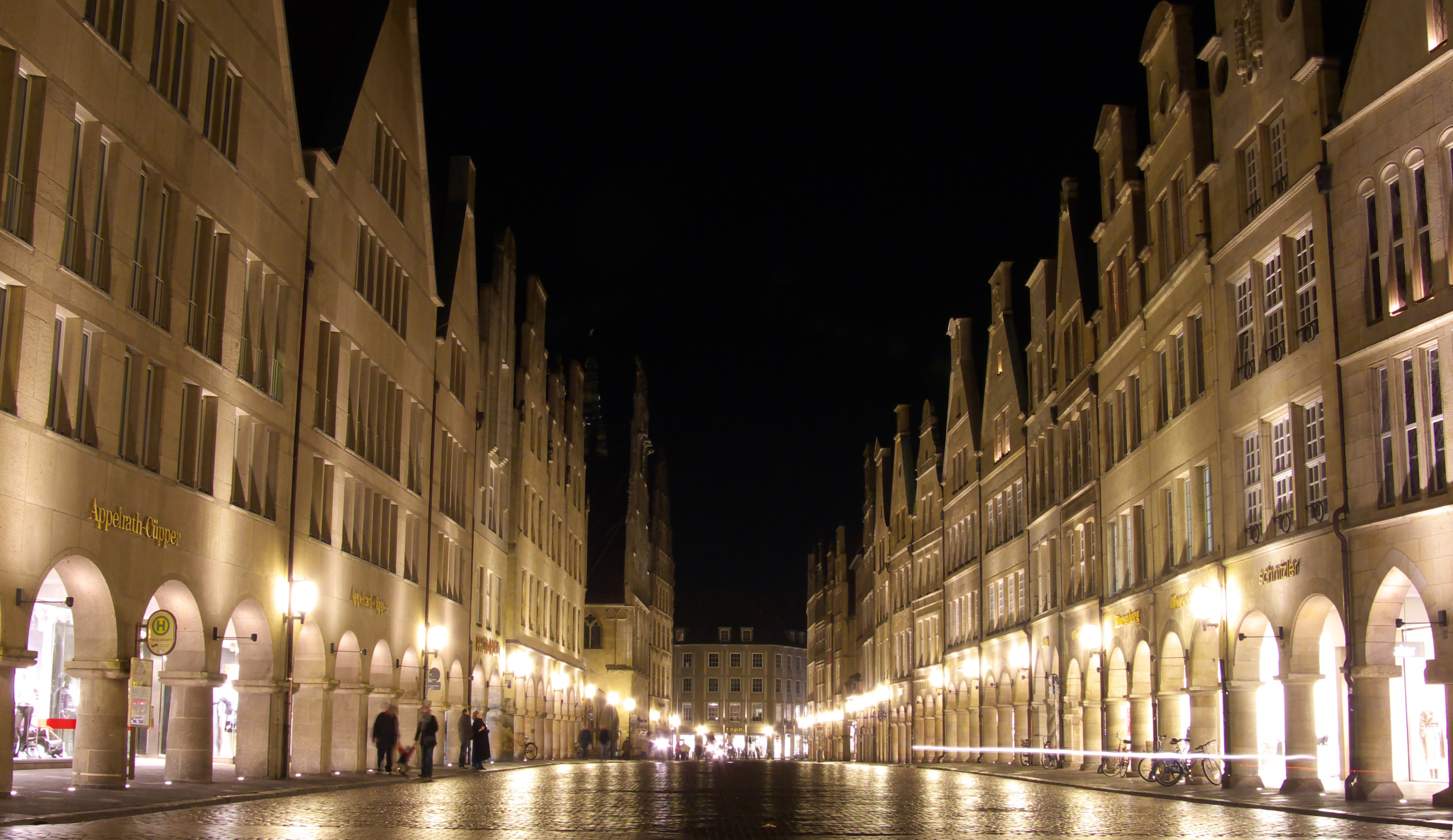
سوق البرينسيبال في المساء، كما يرى من كنيسة لامبرت.

تُوجد في مونستر العديد من التحف المعمارية للهندسة المعمارية التاريخية. جدير بالذكر منها سوق البرينسيبال. يتشكل هذا الشارع التجاري من عدة مبان جملونية مرتبطة بممر أمامي موحد. أعيد بناءه على النمط التاريخي بعد أن دمر بشكل كامل تقريبا خلال الحرب العالمية الثانية. يؤلف جزء من سوق البرينسيبال رمزاً للمدينة، وهو مكون من دار البلدية التاريخي مع «غرفة السلام» الأصلية حيث جرت مفاوضات صلح وستفاليا من عام 1643 إلى 1648 والتي اختتمت باتفاقية مونستر للسلام في 15 أيار 1648. يتبع سوق البرينسيبال وكامتداد له، واحد من أقدم الأسواق في مونستر، هو شارع سوق الحنطة.
توجد في مونستر العديد من المباني المصممة على يد المعماري «يوهان كونراد شلاون» إلى جانب التوكسبورغ، منزل مدير حديقة الحيوان الأسبق البروفيسور «هيرمان لاندوا». وتشمل قصر الإمارة الاسقفية الذي بناه للأمير «مكسيميليان فريدريش فون كونيغسئغ- روتنفلز» (1767-1787)، ومنزل روشهاوس (1753-1757)، ودار المدينة (1767-1773) وكذلك قصر إربدرستنهوف الذي يعتبره العديدون تحفة أعماله المرموقة (1755).
استخدم الحجر الرملي المقتلع من جبال الشجر لبناء الجزء الأكبر من المباني والتماثيل التاريخية.

#### مباني تاريخية

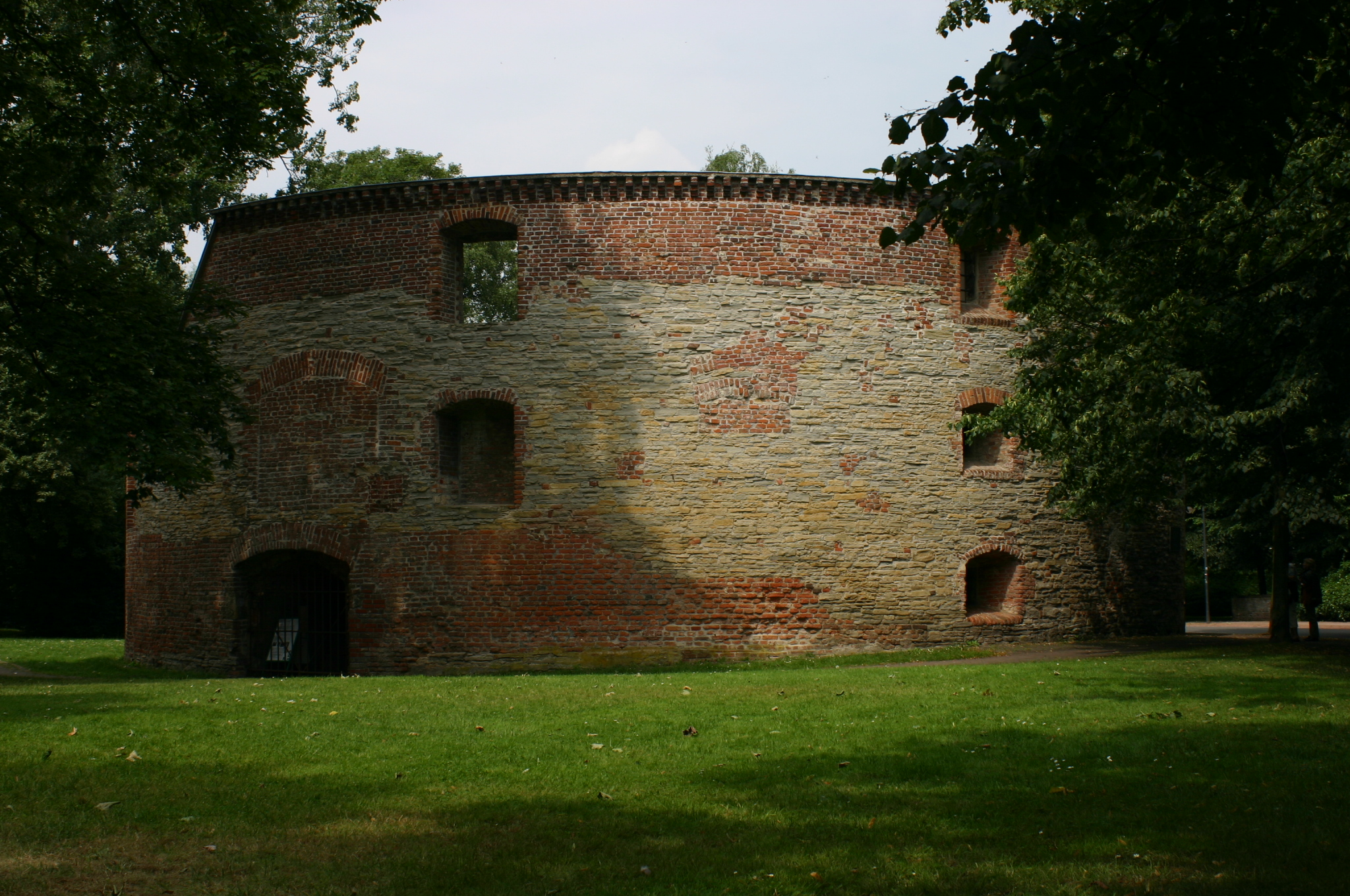
سجن مونستر القديم على كورنيش السور.

بالإضافة إلى المباني التاريخية، ذات العمارة اللافتة، هناك غيرها من المباني ذات الأهمية التاريخية في حاضرة ويستفاليا. منها على سبيل المثال مبنى السجن القديم التاريخي الواقع على كورنيش السور. وقد بني سنة 1528 كجزء من تحصينات المدينة. حولت لسجن بعد ترميمها من قبل «يوهان كونراد شلاون» في السنوات 1732 إلى 1734 وذلك حتى نهاية القرن التاسع عشر. استخدمت منظمة الشبيبة الهتلري المبنى منذ سنة 1938 خلال فترة الاشتراكية القومية كبيت ثقافي قبل عام 1944 عندما حولته الغستابو لموقع احتجاز وتعذيب وإعدام. يُستخدم المبنى الذي رمم بكامله بين سنة 1995 وسنة 1997 كنصب تذكاري ويضم عمل الفنانة ريبيكا هورن «العزف المضاد». وقد أرغمت الفنانة بهذا العمل، وهو واحد من عدد قليل من أعمال الفن المعاصر الذي يرتبط بمكان محدد ومعزول، على فتح المكان الذي كان حتى ذلك الحين من المحرمات تحيط به جدران عازلة.

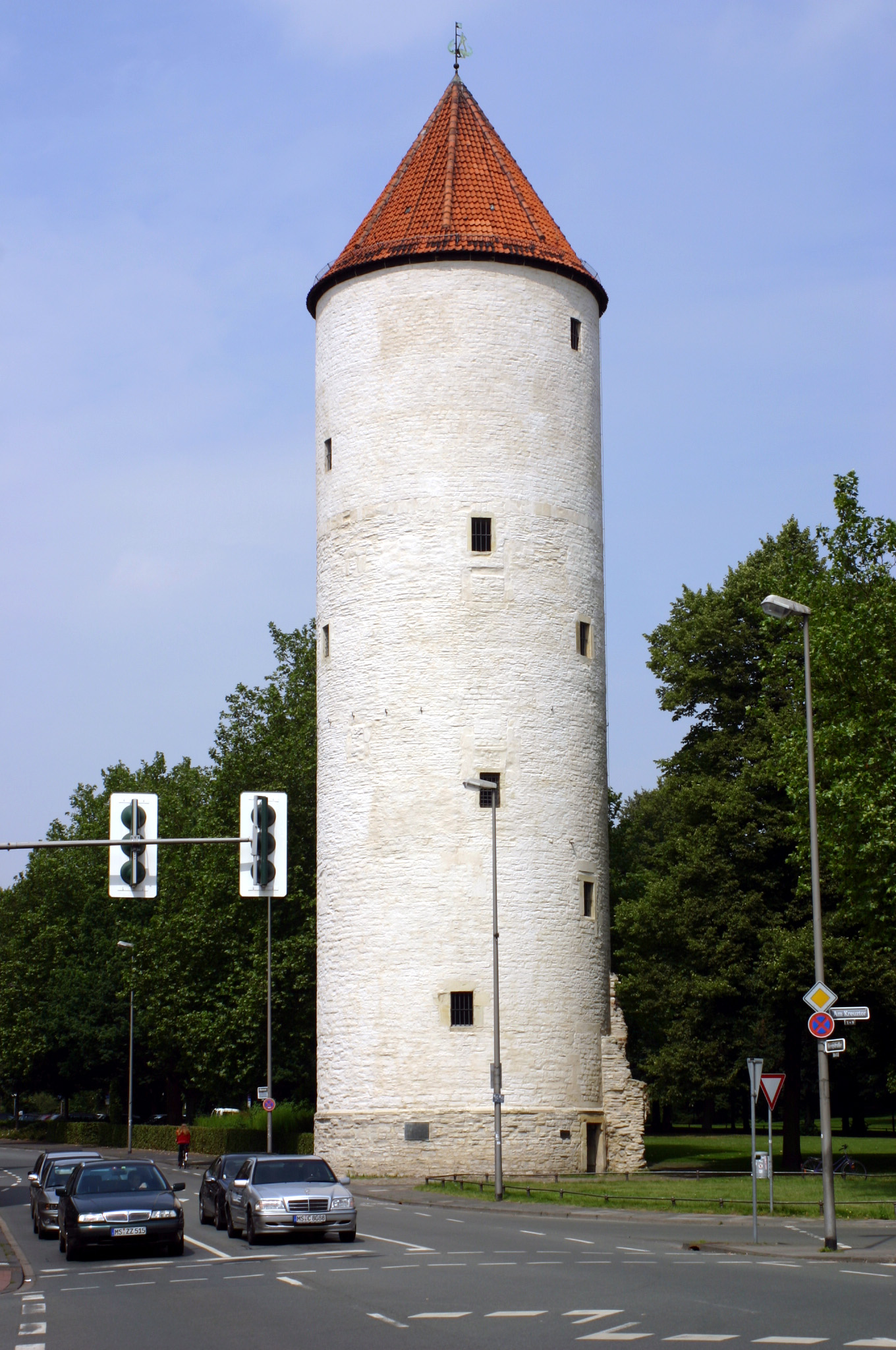
برج البودن.

برج البودن هو معلم تاريخي آخر يقف على الجزء الشمالي من الكورنيش. البرج من مخلفات تحصينات المدينة السابقة قبل سنة 1200، حُول سنة 1878 إلى خزان للمياه، بعد هدم السور في أواخر القرن الثامن عشر. ولأجل ذلك وضع أكليل مسنن فوق البرج، وخلفه خزان للمياه. رُمم بعد عام 1945، واستعاد سطحه الشكل القديم المخروطي. يعتبر البرج واحد من آخر ما تبقى من المباني السابقة لتحصينات المدينة، إلى جانب مبنى السجن القديم وساقيتين وبقايا «النويفرك».
بُنيت «دار مديرية التجار المتجولين» سنة 1589 وهي واحدة من أقدم دور النقابات في مونستر. سكن وفد الولايات الهولندية فيها أثناء مفاوضات صلح وستفاليا في سنة 1648. تحتضن الدار منذ سنة 1995 مؤسسة «بيت هولندا» الأكاديمية العلمية الفريدة من نوعها في ألمانيا إضافة إلى مركز ثقافي، وتقع إلى الشمال من كنيسة لامبرت.
يقع مبنى تاريخي آخر هو «الفناء الهيرماني» في شارع الملك. يملك البارون «هيرمان فون تسويدفيك» الفناء ذو الواجهة الخلفية الحجرية العائدة إلى سنة 1549 والواجهة الأمامية العائدة لسنة 1564. ربما يعود التصميم إلى «هيرمان توم رينغ». يُعتبر المجمع الغني بالتفاصيل والمخالف في عمارته لأسلوب البيت الجملوني التقليدي السائد في المدينة القديمة واحد من أهم مباني عصر النهضة في مونستر. أعيد البناء الخارجي إلى سابق عهده بعد حريق أصاب المبنى بأضرار في الحرب العالمية الثانية. سنة 1963 انتقلت محكمة مونستر الإدارية إلى المنشآت. ويتواجد فرع المحكمة الإدارية العليا لولاية شمال الراين - وستفاليا هناك منذ سنة 1984.
يقوم برج قديم للمياه مبني بين سنة 1901 و1903 في حي الروح القدس المرتفع نسبيا، مما يجعله مرئيا من عدة أمكنة في المدينة بسقفه الأخضر. يتميز البرج بأسلوب البناء الروماني الحديث وباحتواءه لمنازل للموظفين. ولا يزال يستخدم في شبكة مياه الشرب في مونستر حتى اليوم. حيث يتم عبره تنظيم ضغط المياه في الشبكة، إضافة لوظيفته الأساسية بتخزين الماء بسعة 2400 متر مكعب.

#### عمارة حديثة (عمارة ما بعد الحرب)

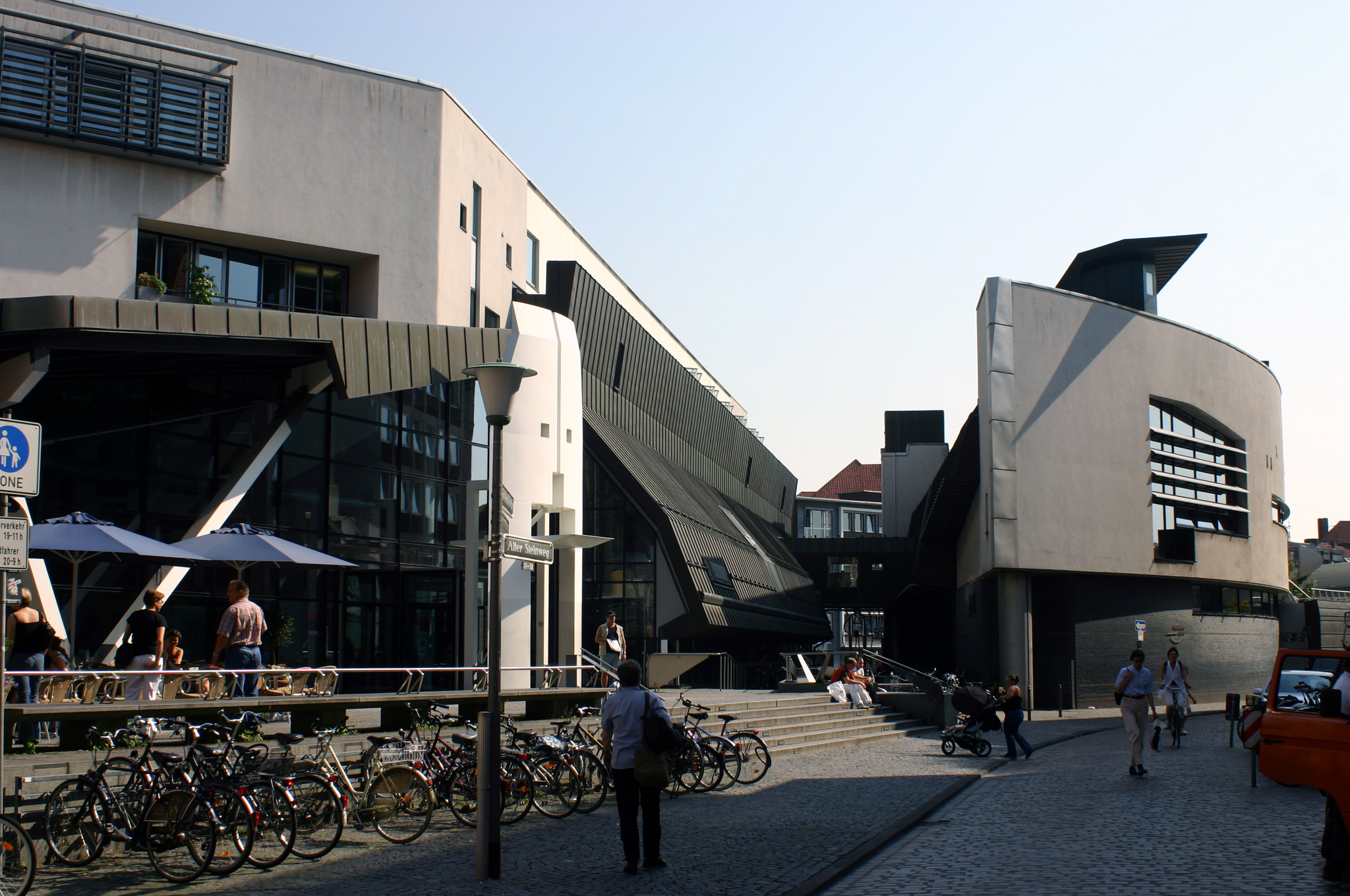
مكتبة مونستر العامة.

تعرف مونستر لدى زائريها بأنها مدينة العمارة التاريخية. إلا أن العديد من المباني ذات سمات جديرة بالاهتمام وبهندسة معمارية حديثة أنشئت في السنوات التي أعقبت الحرب العالمية الثانية. وهكذا بنى فريق المهندسين المعماريين المؤلف من دايلمان وفون هاوزن ورافه وروناو أول مسرح بعد الحرب العالمية الثانية سنة 1954 مؤلف من عدة أشكال متداخلة مبنية بالاسمنت الزجاج. كما يرجع تصميم مبنى مصرف البناء الحكومي لشمال الراين - وستفاليا القائم على أرض حديقة الحيوان السابقة لفون دايلمان من سبعينات القرن العشرين.

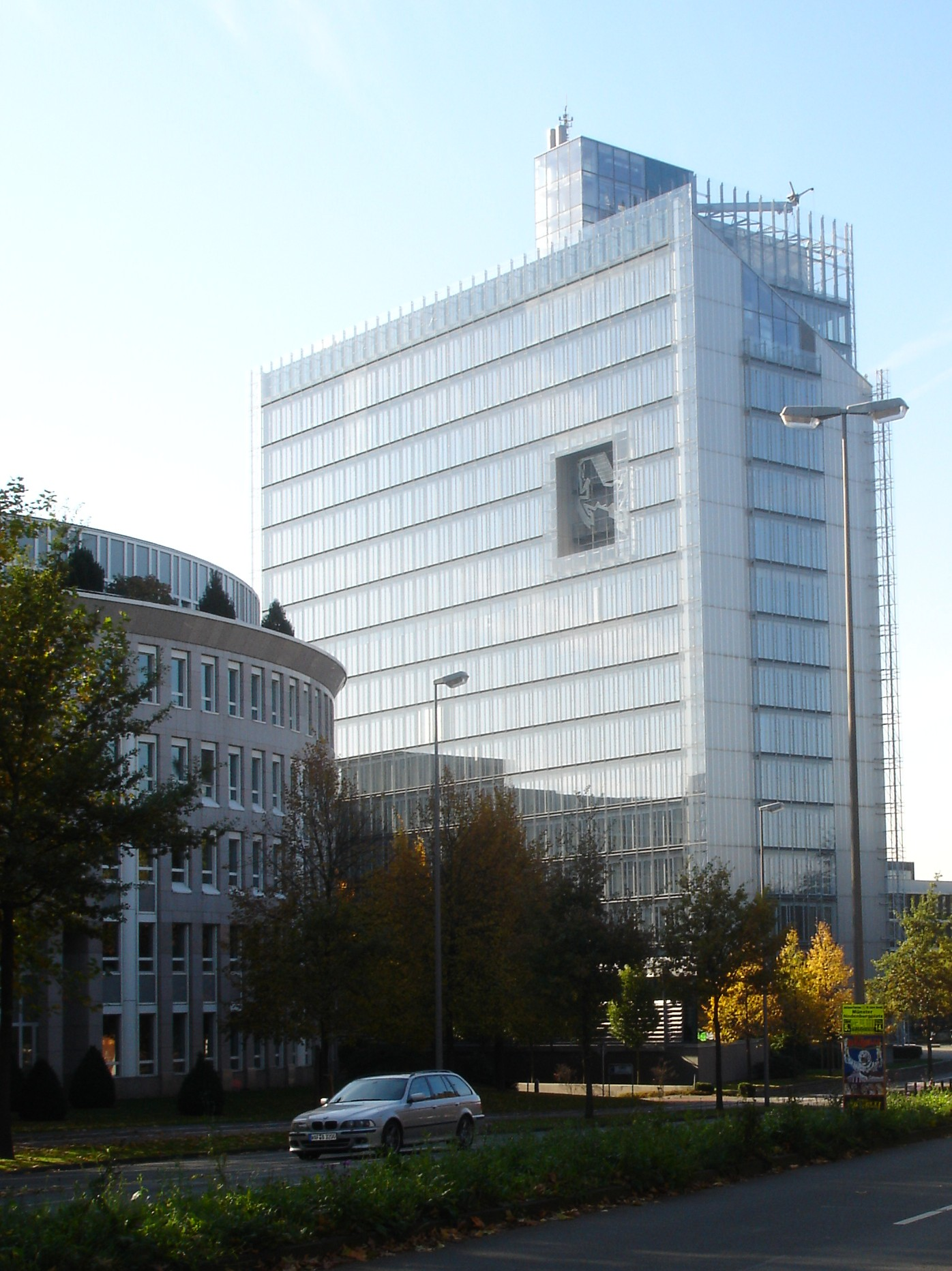
مبنى شركة التأمينات الزراعية لبلاد مونستر، LVM.

تمثل مكتبة المدينة العامة التي حازت على اعجاب العديد من النقاد المعماريين وتقبل المواطنين بعد بنائها سنة 1993 من مكتب بلس + ويلسون للهندسة المعمارية، بالقرب من المدينة القديمة التاريخية، نقيضاً ساحراً للعمارة التقليدية لمونستر، إذ يشكل البناء المكون من الطوب والاسمنت والزجاج شكل سفينة، وقد أتي ببوابة الدخول المعدنية من حوض روستوك لبناء السفن.
يطل مبنى إيدونا، أول مبنى مرتفع في مونستر، على ساحة سرفاتسي. صمم المبنى «فريدريش فيلهلم كريمير»، و«ارنست زيفرتس» و«غونتر بفننيغ» في السنوات 1960 و1961، ويحمل حاليا صفة مبنى ذو قيمة تذكارية.
في السنوات الأخيرة من القرن العشرين وبداية القرن الحادي والعشرين جرت مناقشات حول بناء ناطحات سحاب جديدة في مونستر. بُني في السنوات 2001 إلى 2002 «برج المكاتب» على شارع هام بتصميم بعتمد على الزجاج والمعادن وسط بيئة من منازل تم بناؤها بأحجار الطوب. يدور حاليا جدل في مونستر حول تصميم برج مكاتب في شارع شتاينفورت في شمال المدينة. خُفض الارتفاع الذي كان مخططا له لبرج يورك من 60 مترا في البداية، موزعة على 18 طابقا، إلى ارتفاع 50 مترا و14 طابقا فقط، بعد احتجاجات من قبل المواطنين سنة 2005. كان الانتقاد الرئيسي يدور حول الأثر السلبي على رسم المدينة التاريخي. لم يتحقق بناء البرج الذي أطلق على مشروعة اسم «ت 14» بعد أن تبين عدم وجود مستثمرين محتملين. في آذار 2007 أعربت شركة «تسب» اهتمامها بتحقيق مشروع برج جديد للمكاتب في هذا الموقع، استنادا إلى الخطط الأصلية. ولكن يبدو من شبه المؤكد، من جهة أخرى، بناء برج جديد من 20 طابقا، وارتفاع 66 مترا في منطقة مركز الشمال الإدارية والخدماتية، سيضم ووفقا لمروجي المشروع، إضافة إلى المكاتب، فندقا ومطعما فاخرين، وأمور أخرى. يتجه المشروع الذي يطلق عليه اسم «الفراشة»، بسبب شكله، نحو إتمام مرحلة الإقرار النهائية.

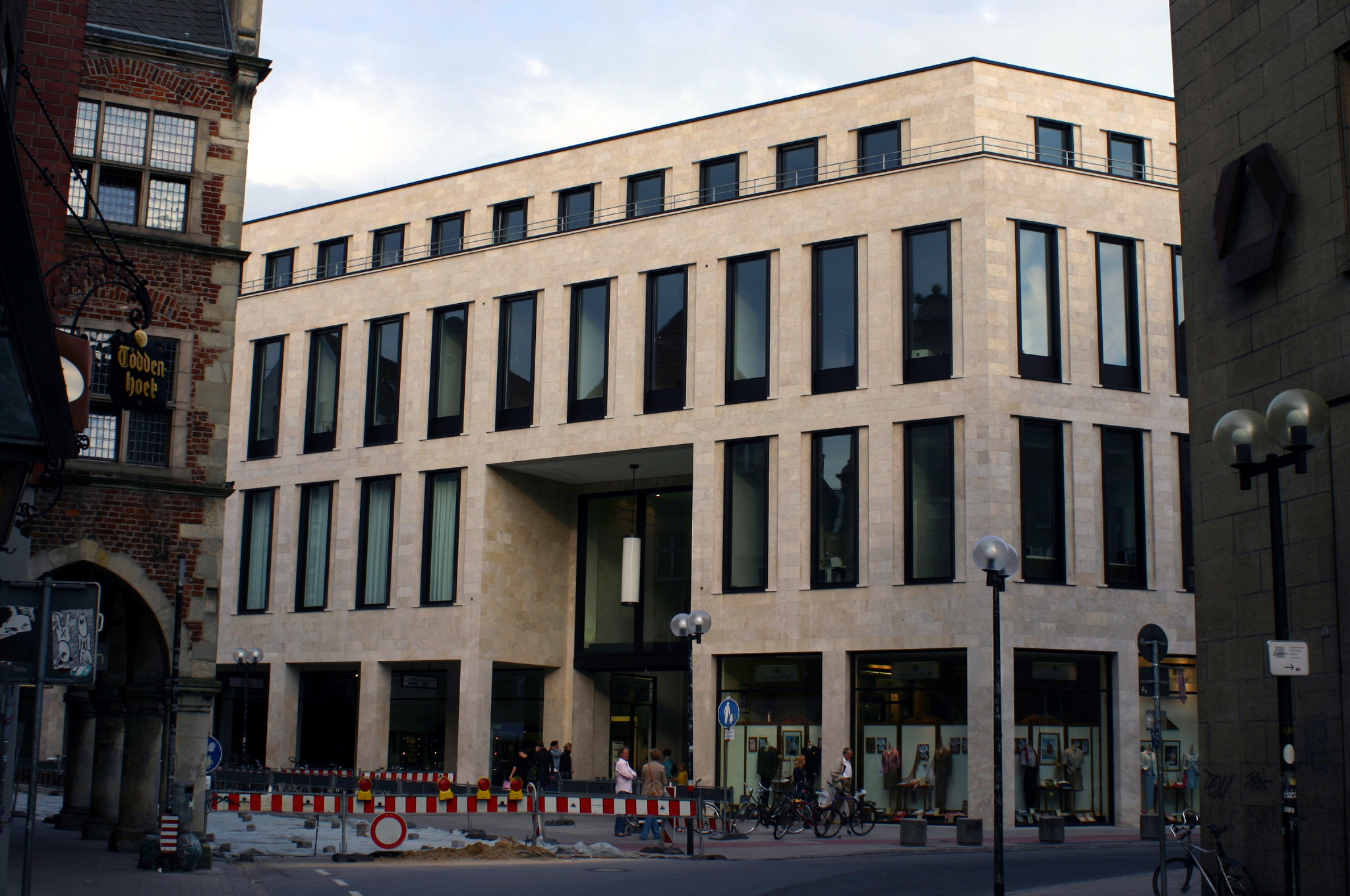
مركز تسوق مونستر أركادن.

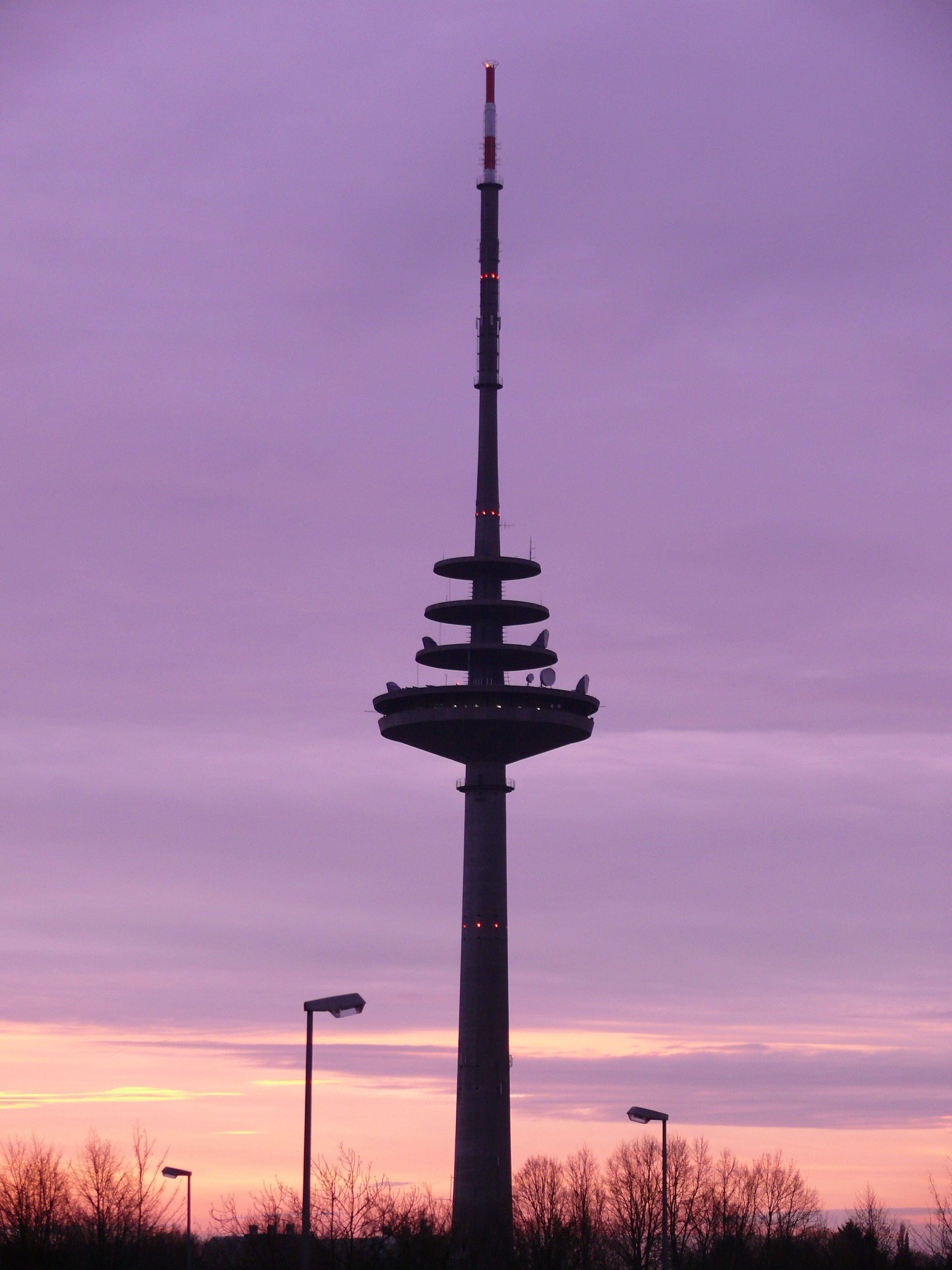
برج الاتصالات.

كذلك يدور جدل حول كيفية تحسين مكانة ساحة هندنبورغ الواقعة امام القصر والمستخدمة مكانا لوقوف السيارات حتى الآن. وقد خطط لأجل ذلك في البداية بناء «منتدى وستفاليا الثقافي» الذي سيتكون من متحف لرابطة وستفاليا - ليبه للفن المعاصر وقاعة للموسيقى. كان جوهر هذا النقاش، من بين أمور أخرى، يدور حول كيفية تعويض فقدان أماكن وقوف السيارات وفي الوقت ذاته ضمان ما يكفي من الفضاء امام القصر لتنظيم المعارض السنوية الثلاثة في المكان. وسُلمت بالفعل عدة طروحات مختلفة في سياق المنافسة على تصميم المشروع. إلا أن الرابطة حسمت أمرها في أوائل كانون الأول 2006 وتخلت عن مشروع إقامة المتحف، حين لم تجد حلا لمسألة التمويل في النهاية. ولكن أبقي على طرح بناء قاعة الموسيقى. وبعد أن وافق مجلس المدينة في تشرين الأول 2007 على الوعد بتقديم الدعم المالي، اختار نحو 70% من الناخبين في 27 نيسان 2008 معارضة هذا الدعم، فتوقف بناء قاعة الموسيقى.

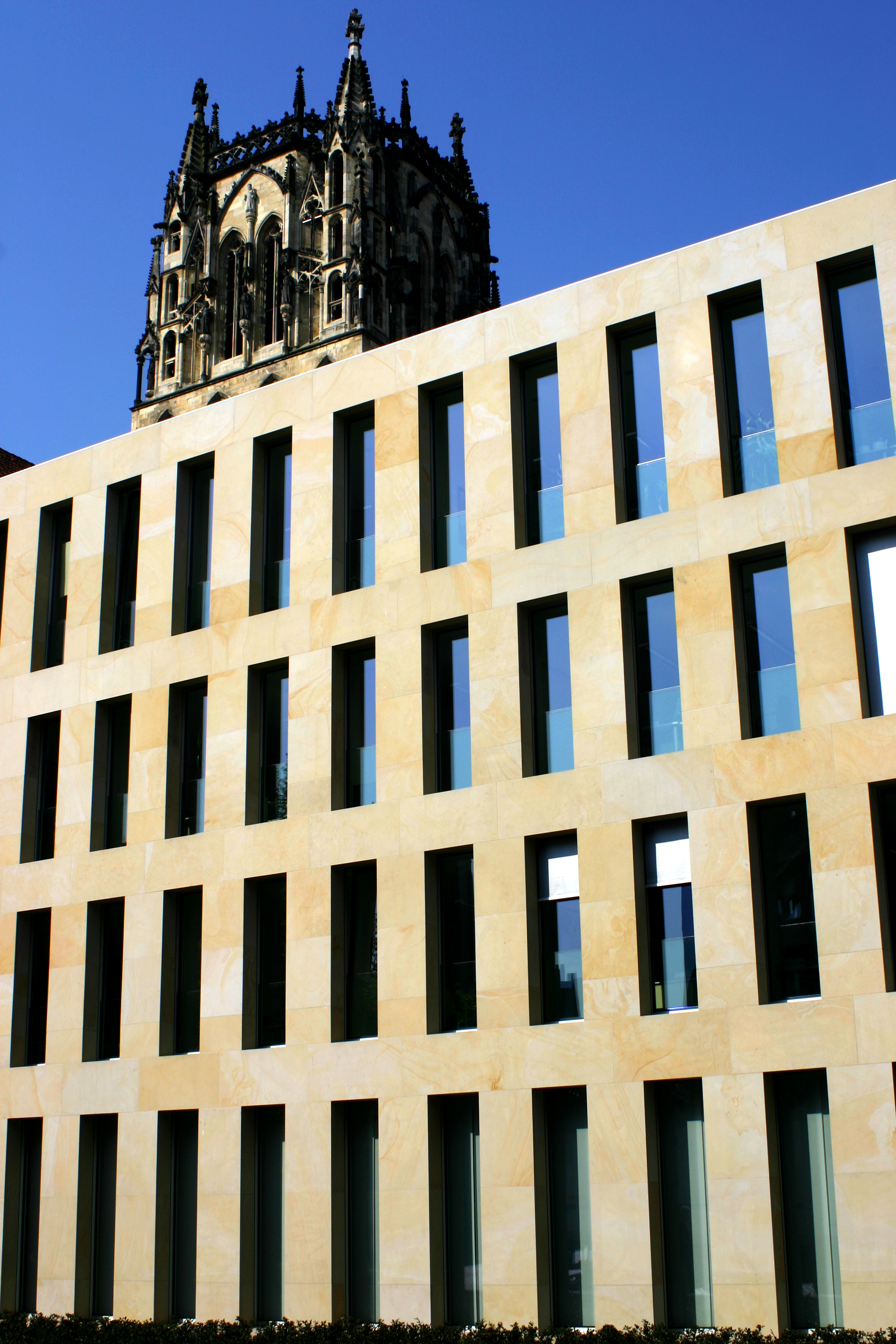
مكتبة الأبرشية.

يُعتبر بناء المركز التجاري المسمى «مونستر أركادن» أكبر تطور جديد منذ الحرب العالمية الثانية في وسط مدينة مونستر. وكان هناك جدل مرة أخرى حول التصميم في شكل صفوف، اعتبرت من جزء من النقاد والمواطنين ملائمة للغاية لمحلات سوق البرينسيبال، في حين وصفها آخرون بمستطيلة الأقواس من باب السخرية.
لكن التحدي المعماري المميز تمثل في المبنى الجديد لمكتبة الأبرشي في سنة 2005، في حي «عبر الماء» في محيط كنيسة عبر المياه. صمم المهندس المعماري السويسري «ماكس دودلر» ثلاثة مبان على شكل مكعب، تمكن من دمجها في مشهد العمارة التاريخية. وهدم السور والمنشآت المكملة التي كانت قد بنيت بعد الحرب في الموقع الذي تعرض للقصف والتدمير. فنشأ، في جملة أمور أخرى، ممر للمكتبة في متناول الجمهور، الأمر الذي سمح بإلقاء نظرة جديدة على كنيسة «عبر الماء».
أطول مبنى في مونستر هو برج الاتصالات السلكية واللاسلكية مع 229.5 مترا. وهو قائم في جنوب حي القديس موريس، إلى الجنوب من شارع قريب من فلبك قرب الطريق الاتحادي رقم 51. فشل مشروع لإقامة مجمع حديث مكون من ملعب لكرة القدم لفريق «بروسيا» المونستري ومركز للتسوق في منطقة جبل فيدل، وقد استمر النقاش حوله لأكثر من عقد قبل أن يعلق تنفيذه بانتظار مستثمرين جدد.

#### كنائس

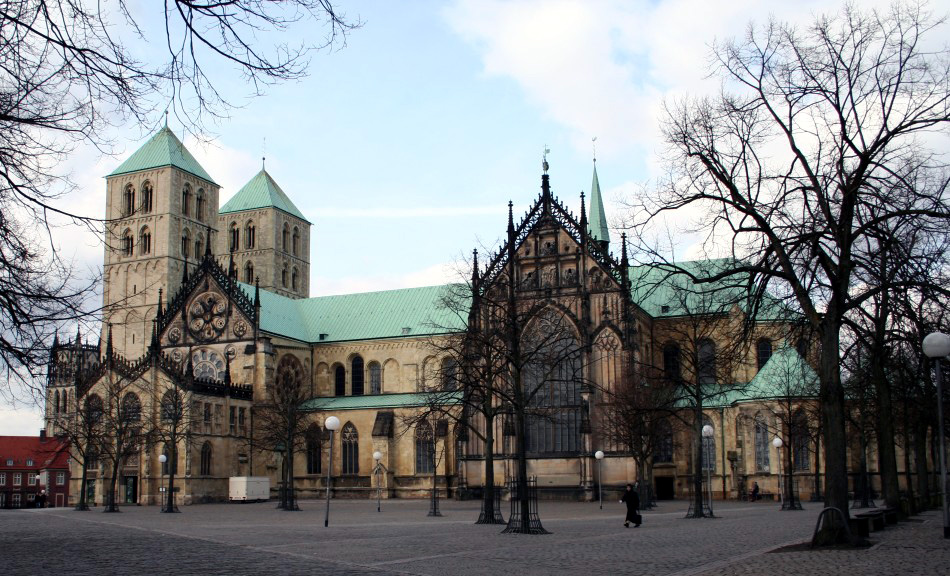
كاتدائية القديس بولس.

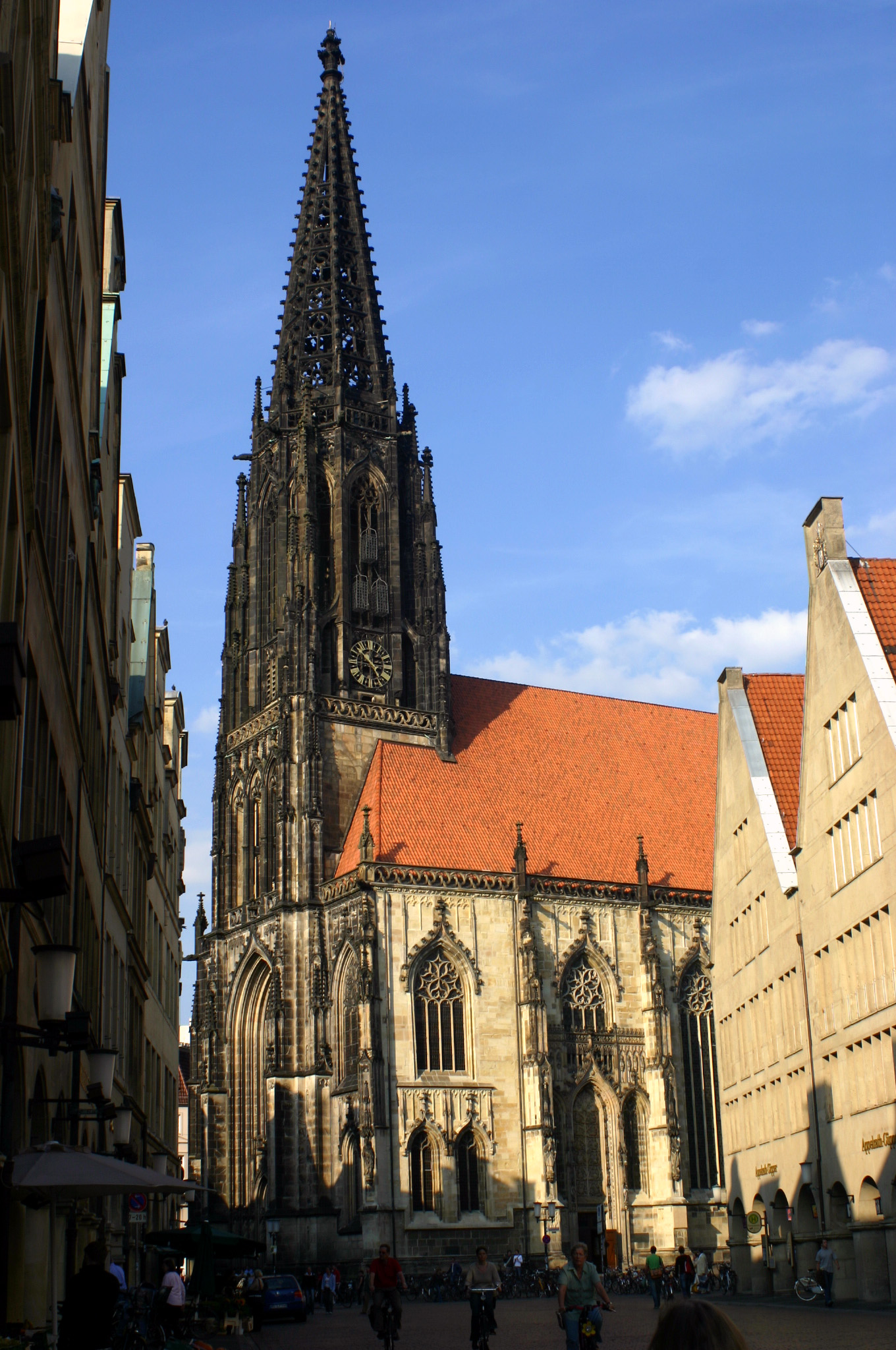
كنيسة القديس لامبرت.

حصلت مونستر على لقب روما الشمال بسبب طغيان الكنائس اللافت على مشهد المدينة. يقول «فابيو تشيغي» - لاحقا بابا الفاتيكان «الكسندر السابع» - عن مونستر لدى مكوثه في المدينة لمفاوضات صلح وستفاليا : «ترتفع ابراج الكنائس إلى الغيوم وتلحن أجراسها أنغاماً مسموعة للجميع».
هذه الكنائس ما زالت حتى اليوم طاغية على ملامح المدينة. ليس من سدى القول المأثور المتداول بين الناس بشكل تهكمي عن مدينة مونستر: «أن إما أن سماؤها تمطر وإما أن أجراسها تقرع. وعندما يحدث الأمران معاً، فهو يوم الأحد».
الكنيستان الرئيستان في مونستر هما كاتدرائية القديس بولس، التي بدأ بناء أول مبنى لها سنة 805، وكنيسة لامبرت.
أصيبت الكاتدرائية الحالية التي بنيت في سنة 1225 إلى 1264 بأضرار جسيمة خلال الحرب العالمية الثانية، وأعيد بناؤها. في خمسينات القرن العشرين وأثناء إعادة الإعمار، رفض الأسقف «ميشائيل كلر» إعادة بناء البيت الغربي ذي الأهمية الهندسية المعمارية، وذلك رغم إرادة غالبية المونستريين ورغم قواعد حماية المعالم التاريخية، وإنشاء مجرد جدار من الحجر الرملي مع 16 نافذة صغيرة، مرتبة في شكل دائرة عوضا عنه. وغالبا ما يشار إليها باسم «نوافذ القبو». تظهر الكاتدرائية للعيان من البعيد بشكل لافت بسبب أسطح النحاس الخضراء التي تعلوها.
تشكل كنيسة لامبرت التي مولها تجار المدينة ندا كنيسا للكاتدرائية الاسقفية. تأسست أول كنيسة في سنة 1000 بينما تقوم الكنيسة الحالية هناك منذ سنة 1375. نالت الكنيسة شهرة من خلال السلال المعلقة على البرج، حيث عُلّقت جثث قادة حركة «تجديد العماد»، بشكل يجعلها بادية على نطاق واسع. ما زالت النسخ الأصلية من السلال معلقة هناك بعد تجديدها، وأضيفت إليها ثلاث مصابيح تعبر عن «ظهور النفوس الثلاثة أو النار الداخلية التي لا تجد السكينة» وركّبت من قبل الفنان «لوتار باومغارتن» في سياق مشاريع النحت للسنة 1997 والتي تقام في المدينة كل عشر سنوات.

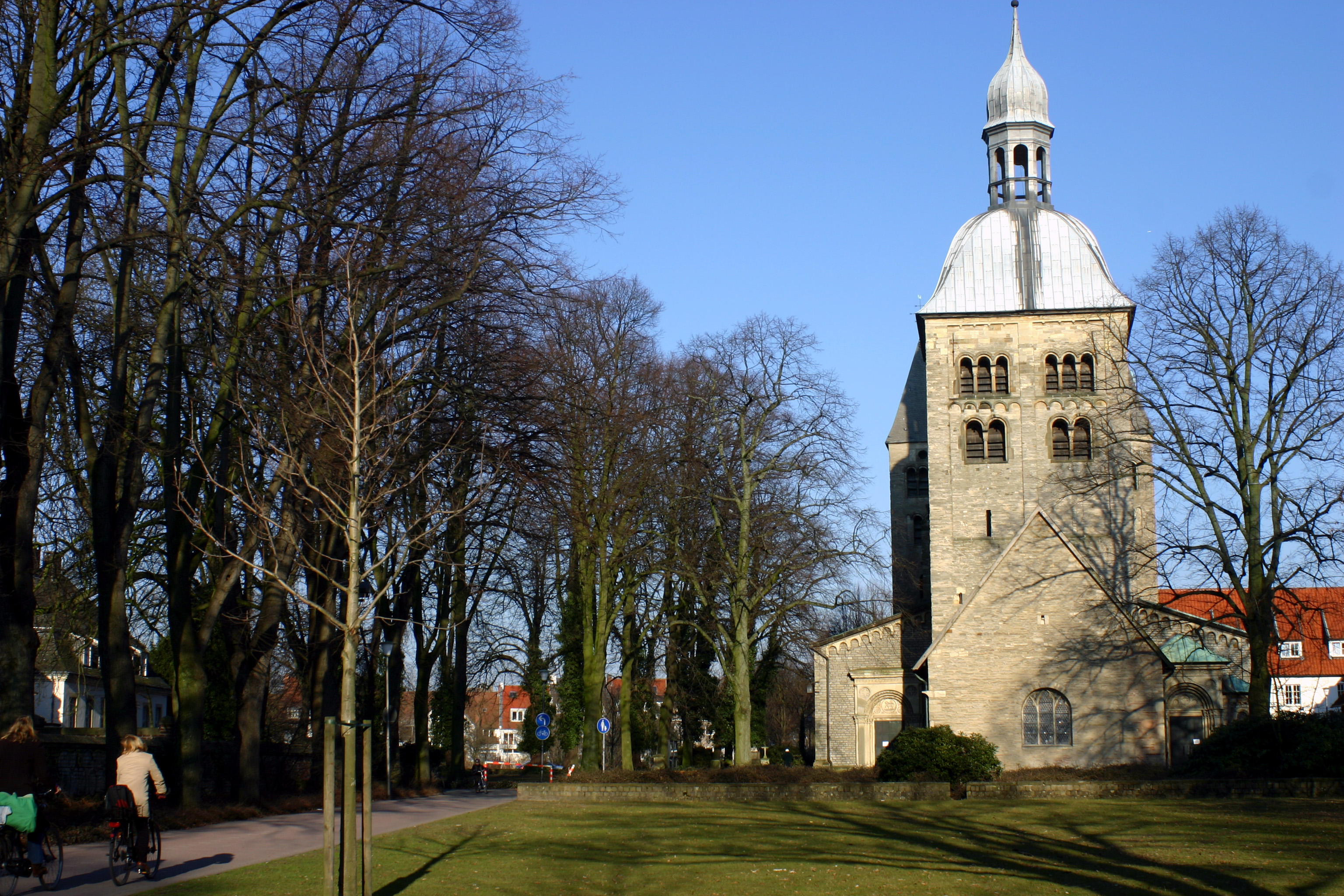
كنيسة القديس موريس.

أقدم مكان عبادة في مونستر هي كنيسة القديس موريس. فقد أنشأت في نهاية القرن الحادي عشر. وكانت بعد الحرب العالمية الثانية الكنيسة التاريخية الوحيدة التي يمكن استخدامها مؤقتاً في المدينة.
أما كنيسة الرسل فقد كانت أول كنيسة قوطية في مونستر، وأقدم كنيسة إنجيلية في المدينة. بنيت سنة 1270 ككنيسة لدير الرهبان الفرنسيسكان المينوريين. أصبحت كنيسة الرعية الحامية الإنجيلية في الحقبة البروسية. أنشأت كنيسة بطرس بين عاميّ 1590 و1597 كأول كنيسة يسوعية لإقليم الرهبنة «الرايني». بنيت كنيسة أبرشية القديس لودغر وإغيدي الكبوشينية من عام 1724 إلى سنة 1728 بتصميم من يوهان كونراد شلاون، وكانت كنيسة الرهبة الكبوشينية. أما كنيسة القديس يوسف المبنية سنة 1905 فهي كنيسة كبيرة على الطراز القوطي في جنوب المدينة، بينما تعتبر كنيسة الروح القدس واحدة من عدد قليل من مباني المدينة بأسلوب باوهاوس.
إحدى الكنائس الإنجيلية القليلة الشهيرة في مونستر هي كنيسة المخلص، التي افتتح أول بناء لها سنة 1900. كان هناك مبنى جديد مصمم من قبل «أوتو بارتنينغ» استخدم ككنيسة مؤقتة بأضواء النيون وزجاج مصانع مباشرة بعد تدمير المبنى الأصلي أثناء الحرب العالمية الثانية. تجري في البناء حفلات المخلص الموسيقية بصورة منتظمة.

### ثقافة
لا يمكن بطبيعة الحال سرد جميع الفعاليات الثقافية في مونستر بسبب العدد الكبير من المؤسسات والجمعيات الثقافية. ولذلك سيقتصر ذكرها هنا على أهم وأشهر المؤسسات والجمعيات. هنالك قائمة كاملة على موقع مدينة مونستر على الشبكة العالمية. الرابط موجود إلى الأسفل في قسم الروابط.

#### مسرح

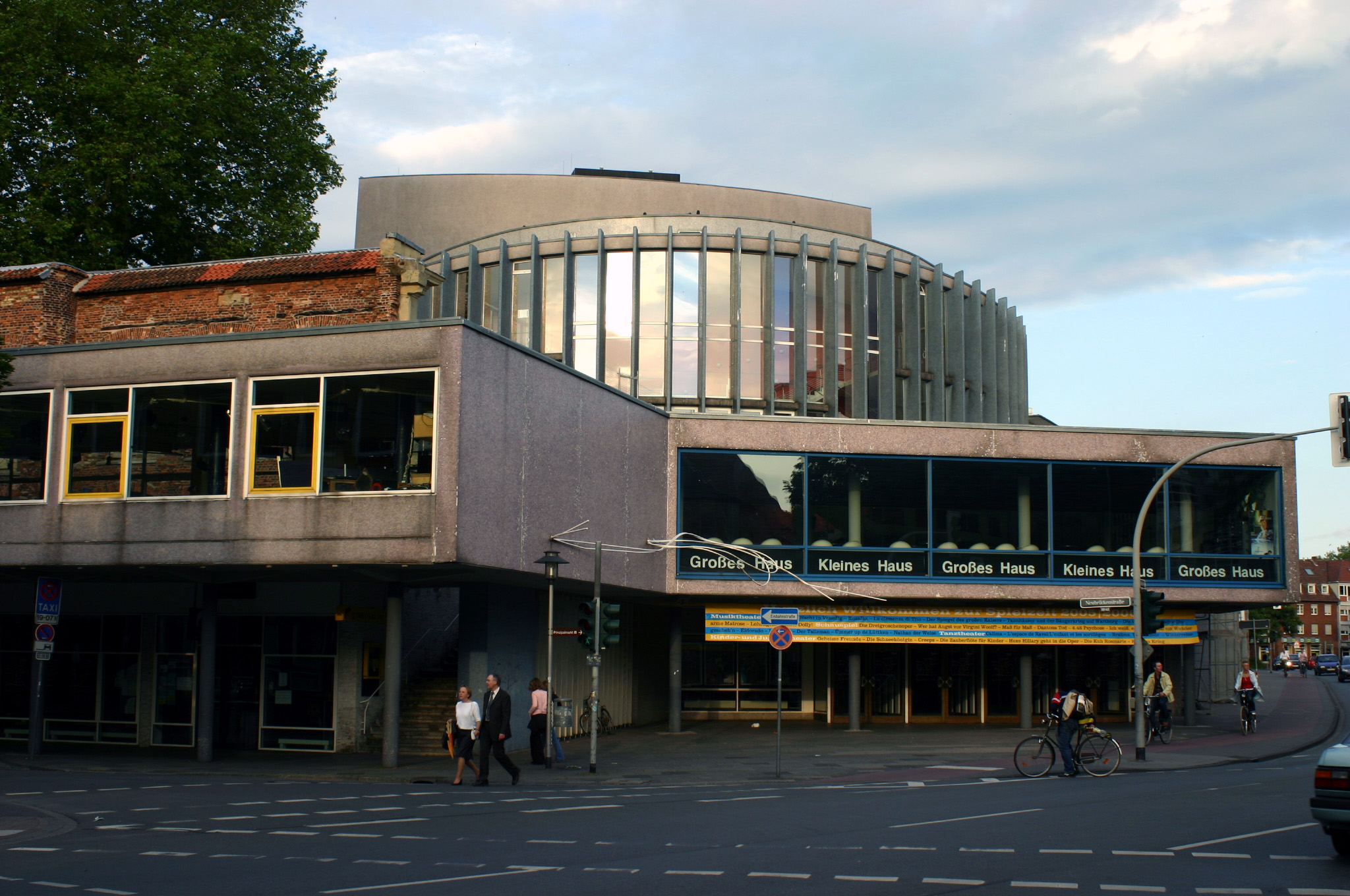
مسرح مونستر البلدي.

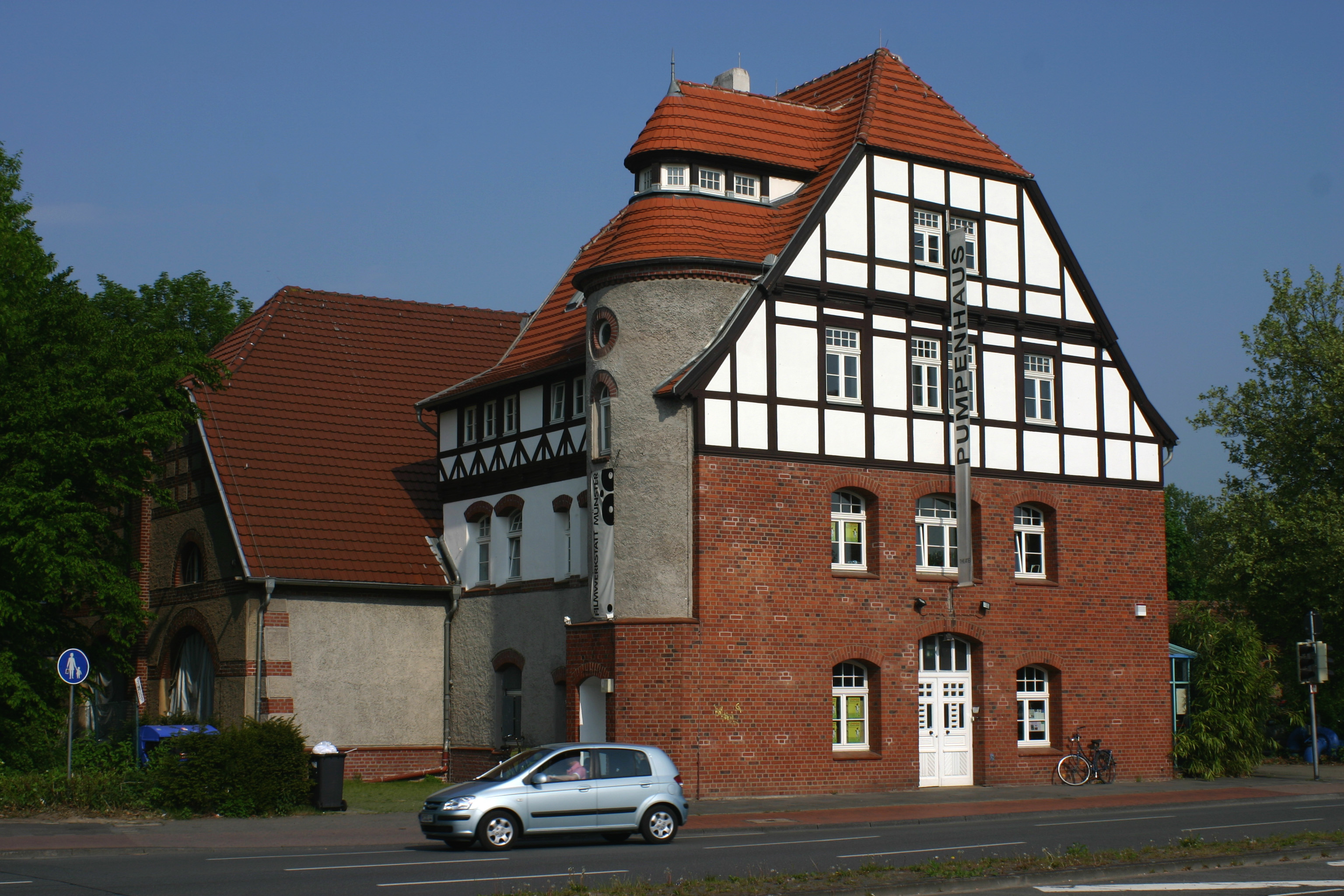
مسرح "بيت المضخات".

يقع مقر المسارح البلدية في مونستر إلى الشمال من المدينة القديمة في شارع الجسر الجديد. تتألف العروض التي تقدمها من أربعة أقسام: المسرح الموسيقي (الأوبرا، والأوبريت، والمسرحيات الموسيقية) والدراما والرقص (الباليه)، ومسرح الأطفال والناشئة. وتكمل البرنامج إنتاجات مسرحية باللغة الألمانية السفلى، واستضافة العديد من العروض، وقراءات ومحاضرات ومعارض. دُمر مبنى المسارح البلدية في مونستر في الحرب العالمية الثانية تماما. أعيد بناؤه في سنة 1955، وهو أول بناء لمسرح في ألمانيا بعد الحرب العالمية الثانية. ولا يزال حائط من الطوب في باحة المسرح يذكر بالمبنى القديم. ما يلفت النظر في المبنى فورا هو الطراز المعماري الحديث.
يقع مسرح «وولفغانغ بورشرت» في المنطقة المسماة رصيف الإبداع في حي الميناء، ويعد أعرق وأقدم المسارح الخاصة في ألمانيا، تأسس سنة 1956 كمسرح طليعي ذي توجهات أدبية. يشمل البرنامج المسرحي الذي تؤديه مجموعة التمثيل الخاصة بالمسرح عروضا كلاسيكية محدثة وأخرى حديثة درامية وموسيقية وراقصة. حصل المسرح بتوجيه من ماينهارد تسانغر في آب 2006 على مكان ثابت ثان لتقديم العروض المسرحية. وبجانب الصالة التي تتسع لمئة متفرج بالإمكان تقديم عروض مسرحية في غرفة "WBT" حيث يمكن لخمسة وسبعين متفرج متابعة التجارب المسرحية.
يُعد مسرح بيت المضخات المسرح المستقل الأول في مونستر ولا يبعد عن حي «مركز الشمال». يقدم المسرح الذي تأسس سنة 1985 عروضا مشتركة بعيدا عن العروض الكبيرة التجارية وبدون فريق تمثيل ثابت أو خطة درامية متجانسة. إضافة إلى ذلك يتيح المسرح خشبة دائمة للمسرحيين الهواة من مونستر وجوارها.
تقدم «خشبة المسرح الصغيرة» في حي الهانزا منذ سنة 1984، الرقص التجريبي، والتمثيل الصامت والدراما ومسرح الدمى كمسرح خاص في مونستر. يتألف البرنامج من إنتاج ذاتي ونخبة من عروض الضيوف. ومن المميز في هذا المسرح أن عدد مقاعده الخمسة وأربعين يتيح تقرب المشاهدين لأحداث المسرحية.
وعلى الجانب الآخر هناك نهج مختلف يتبعه «مركز المسرح التربوي» في مونستر. فهو يقدم مجموعة متنوعة من الإنتاجات الذاتية، بحيث يشكل طلاب المركز ممثلو العروض.
تعرض في "GOP-Varieté" مقابل محطة القطارات مباشرة عروض متنوعة حديثة على مستوى فني عالمي. ويتم التركيز على ترفيه راق مباشر بالترابط مع مطبخ ابداعي.

#### سينما

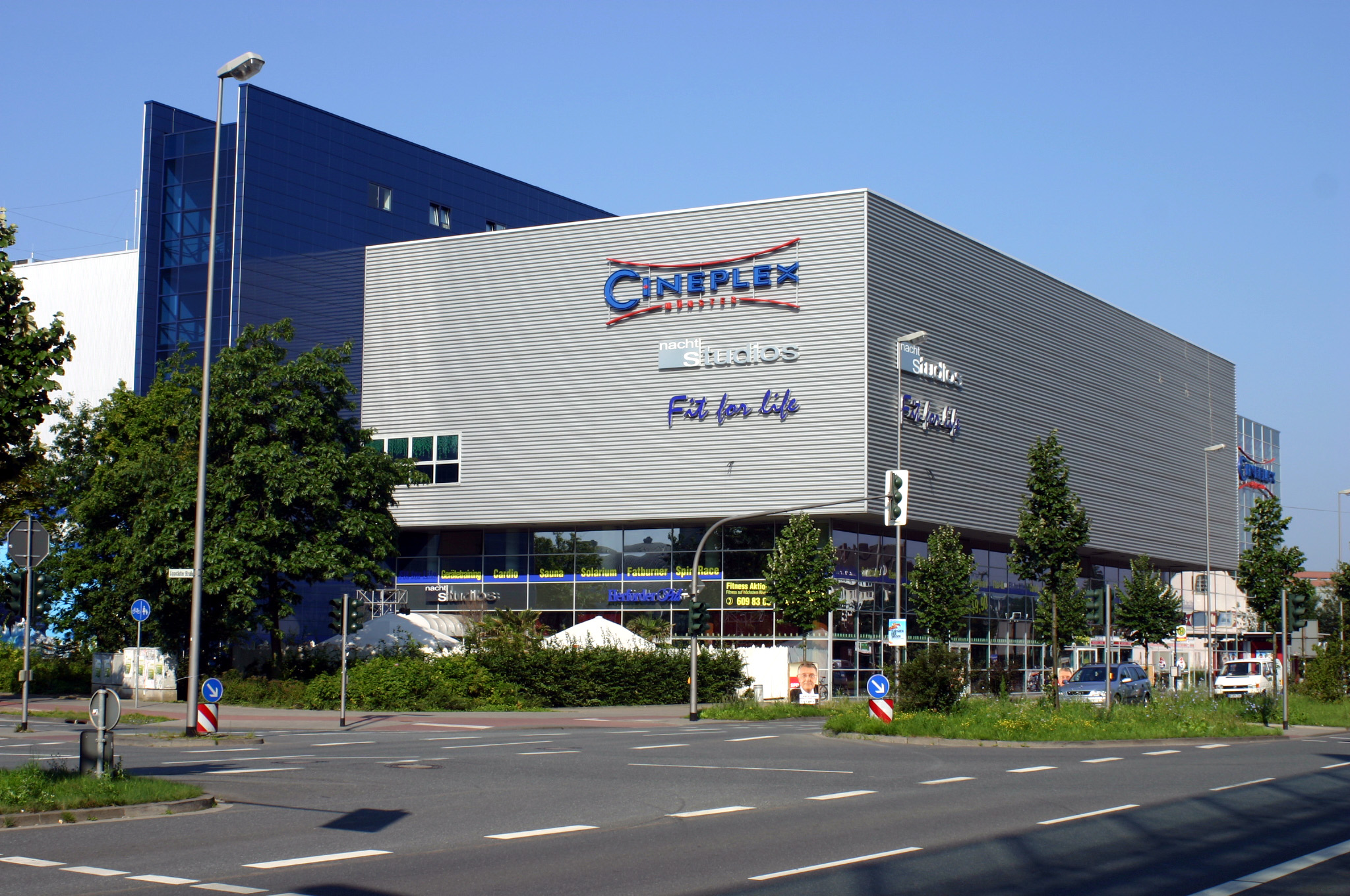
سينما سينبلكس في شارع ألبرسلوه.

تعتبر مونستر مدينة سينمائية بسبب نسبة الطلاب العالية فيها. فيُشاهد الأفلام الناجحة في دور عروضها زوارا يصل عددهم إلى 80 ألف مشاهد، وتعادل نسبة المشاهدين نسبة 1.5 إلى 6 أضعاف المعدل الألماني الاتحادي.

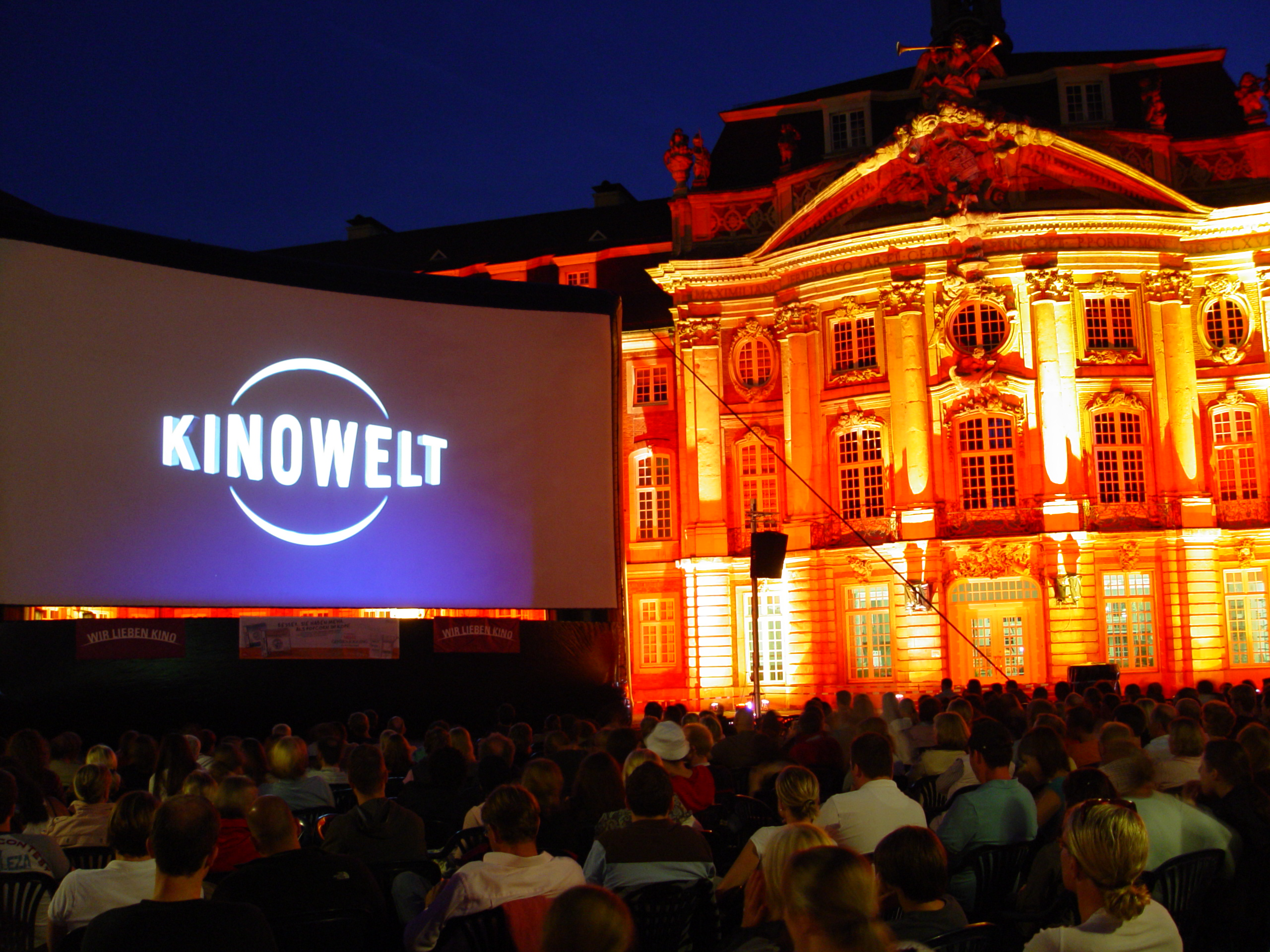
مهرجان السينما السنوي أمام القصر.

أكبر دار سينما في مونستر هي سينبلكس قرب الميناء بتسع صالات تتسع لحوالي 2761 مشاهد وتُعرض جميع الأفلام التجارية المشهورة.
إضافة إلى سينما الذوق العام هذه، توجد اثنتان من دور السينما التي تعرض أفلامها ضمن برامج محددة، تنال بانتظام جوائز تقديرية. هما «سينما» مع «علبة مِرْفَق» إلى الشرق و«مسرح القصر» إلى الشمال من وسط المدينة.
قبل افتتاح سينبلكس في سنة 2000، كان هناك خمسة دور للسينما تعرض الاتجاه السائد والقادم من هوليوود، وقد أغلقت خطوة فخطوة حتى نهاية سنة 2007 وهي: مسرح رولاند بين و«متروبوليس» مقابل المحطة المركزية مباشرة، و«مسرح أبولو» و«فناء الأمراء» كلاهما قرب كنيسة لودغر، و«مدينة نيويورك» سابقا «قلعة العرض» في شارع الملح.
عرض في «مسرح أبولو» سنة 1967 فيلم «كل عام» لأول مرة والذي تم تمثيله في مونستر ومن إخراج «أولريش شاموني». حاز الفيلم على جوائز سينما ألمانية وفاز بالدب الفضي في برلين، عام 1967.

#### موسيقى

##### أوركسترا
تتبع أوركسترا مونستر السيمفونية لإدارة المدينة ويقع مقرها في المسرح البلدي. تقيم الاوركسترا حفلات موسيقية منتظمة في دار البلدية وفناء إربدرستن وكذلك حفلات للأطفال بالإضافة إلى الحفلات التي تقدمها في المسرح البلدي. كما أن هناك العديد من الفرق الموسيقية الطالبية في مونستر منها: الاوركسترا الطالبية لمونستر، وهي أوركسترا سيمفونية منظمة ذاتيا من قبل نحو 75 عضوا (ومعظمهم من الطلبة)، وهي معروفة أحيانا بتطبيق حفلات شاذة مثل دمج مشاهد الأفلام والمسرحيات بأعمالها وحيازتها لإمكانيات واسعة جدا، وكذلك لحفلاتها الموسيقية نصف السنوية للأطفال وذلك لأكثر من عشرين عاما. «أوركسترا مونستر السيمفونية الفتية» هي أيضا فرقة مؤلفة من حوالي 70 عضوا من القطاع الطلابي، انبثقت اصلا من الأوركسترا الطالبية الموسيقية لمونستر.
«الكوليغيوم موزيكوم إنسترومنتاله» هي أوركسترا مؤلفة من طلاب وطلاب سابقين وتتبع لكلية العلوم الموسيقية والتربية الموسيقية في جامعة مونستر. تقدم الأوركسترا، ليس فقط مقطوعات من محفوظاتها، بل مقطوعات تاريخة ملفتة أو أعمال غير معروفة تستخدم فيها غالبا أدوات موسيقية غير مشهورة. تتكون فرقة «فيلهارمونية مونستر القديمة» من طلبة وطالبات أنهوا مشاركاتهم في الفرق الموسيقية الطالبية. يحمل برنامجها الاحتفالي، مزيجا مركبا من موسيقى حديثة من القرن العشرين، ومن أعمالٍ كلاسيكية ورومانسية. أما أوركسترا «أميتشي موزيتشي» التابعة لجامعة فيلهلم الوستفالية في مونستر فتركز نشاطها على موسيقى عصر الباروك.

##### جوقات (كورال)
انبثقت جوقة مونستر الحُجرية عام 1997 عن الجوقة الحجرية لكلية الموسيقى، التي أسسها مدير الموسيقى الكنسية «هرمان كرويتس» سنة 1975. وكان العرض الذي قدمته الجوقة في مؤتمر الكنيسة الإنجيلية سنة 1997 بمثابة نقطة الانفصال عن الكلية. ويعمل مع «هرمان كرويتس» 40 مغنيا كجوقة حرة في إطار تمارين مكثفة. تتضمن محفوظات الجوقة بمعظمها، مقطوعات روحانية راقية، حديثة وقديمة، تعزف عادة في إطار ثلاث برامج احتفالية في السنة. يضاف إليها إحياء حفلات منتظمة إلى الخارج.
تأسست الجوقة الوستفالية لمونستر في سنة 1978، وتقوم منذ ذلك الحين بنشاطاتها الموسيقية بقيادة الفنية من «ماركوس فورفايسر». تُحافظ الجوقة التي تتألف من طلاب ومهنيين من مختلف القطاعات، على معين (مخزون) واسع من الموسيقى الروحانية وموسيقى أ كابيلا الدنيوية، وتركز بشكل خاص على تطوير الأعمال الجوقية من القرن التاسع عشر والقرن العشرين. تُساهم الحفلات الموسيقية التي تقدمها في مونستر وغيرها من المدن الألمانية في نشر صيت ممتاز عن الجوقة إلى خارج حدود وستفاليا وكذلك الرحلات الفنية المنتظمة إلى الدول الأوروبية والولايات المتحدة، والأعمال المنتجة لهيئة الإذاعة الألمانية الغربية والجوائز التي حازت عليها في اطار المنافسات الألمانية للجوقات، بما فيها الجائزة الثالثة في ريغنسبورغ عام 1998.
تنشط جوقة كنيسة الرسل منذ سنة 1946. وقد احتفلت في سنة 2006 بالذكرى السنوية الستين لتأسيسها. وهي تتألف من جوقة كبيرة تضم نحو 80 من الأعضاء النشطين، وجوقة جماعية تتكون من حوالي 20 عضوا، وأوركسترا الحجرة.
جوقة هاينريش - شوتس هي جوقة رعية كنيسة مخلّص الكنيسة اللوثرية مونستر / وستفاليا وفي ذات الوقت جوقة احتفالية بنشاط قومي. وقد وجدت تحت هذا الاسم منذ أوائل ستينات القرن العشرين. حملت الجولات الاحتفالية الجوقة إلى انكلترا، فرنسا، وهولندا وأماكن أخرى. أما في مونستر فتقدم الجوقة حفلتين إلى ثلاث حفلات كبرى في السنة. يقود «وينفريد بيرغر» المجموعة منذ سنة 1992 ويقوم بتدريبه في الأداء التاريخي خاصة. قامت الجوقة عام 1998 بتأدية الموسيقى الروحانية الجوقية الكاملة لهاينريش شوتست من سنة 1648 في الذكرى السنوية الثلاثمائة وخمسين لصلح وستفاليا.
أسست جوقة مونستر الاحتفالية سنة 1816 كجوقة تابعة لجمعية الموسيقى وتضم 50 مغنيا. تقوم منذ سنة 1919 شراكة مع أوركسترا مونستر السينفونية، التي يقود مديرها الموسيقي العام دائما الجوقة موسيقيا. وينصب التركيز على الأعمال الكبيرة للجوقة والأوركسترا، في حال الحاجة تجري الاستعانة بالجوقة لعروض الأوبرا الكبيرة على خشبة المسرح البلدي.
تكون جوقة الجامعة بالاشتراك مع الجوقة المادريجالية الطالبية والمجموعة 22 ما يدعى «كوليغيوم موزيكوم فوكاله» التابع لجامعة مونستر. تأسست جوقة الجامعة في سنة 1981 من قبل البروفسورة «هرما كرام» (1920-1998) التي كانت قد أسست الجوقة المادريجالية سنة 1947 وحصلت على وسام الاستحقاق الحكومي لاعمالها الموسيقية ونشاطها في اطار التفاهم الأممي، كما حصلت على مكانة السناتور الفخري لجامعة فيلهلم الوستفالية. يرأس الدكتور «أولريخ هاسبل» الكوليغيوم موزيكوم فوكاله منذ نيسان 1998. ويحتفظ بمرجع يضم كبرى الأعمال الجوقية والاوركسترالية منذ عصر الباروك ولغاية القرن العشرين.

##### آخرون
منذ سنة 1999، هناك المجموعة الموسيقية الحرة لمونستر، التي أدت المغناة أناتفكا والمغناة نادرة العرض كانديد، ومغناة عشبة كزبرة الثعلب القرمزية وصولا إلى ما يسمى الغروزيكال كرقص مصاصي الدماء وجاكيل وهايد، واشتهرت بصورة واضحة خارج حدود مونستر بفضل رحلاتها الفنية في المدن الأخرى.

#### متاحف

##### متاحف تاريخية

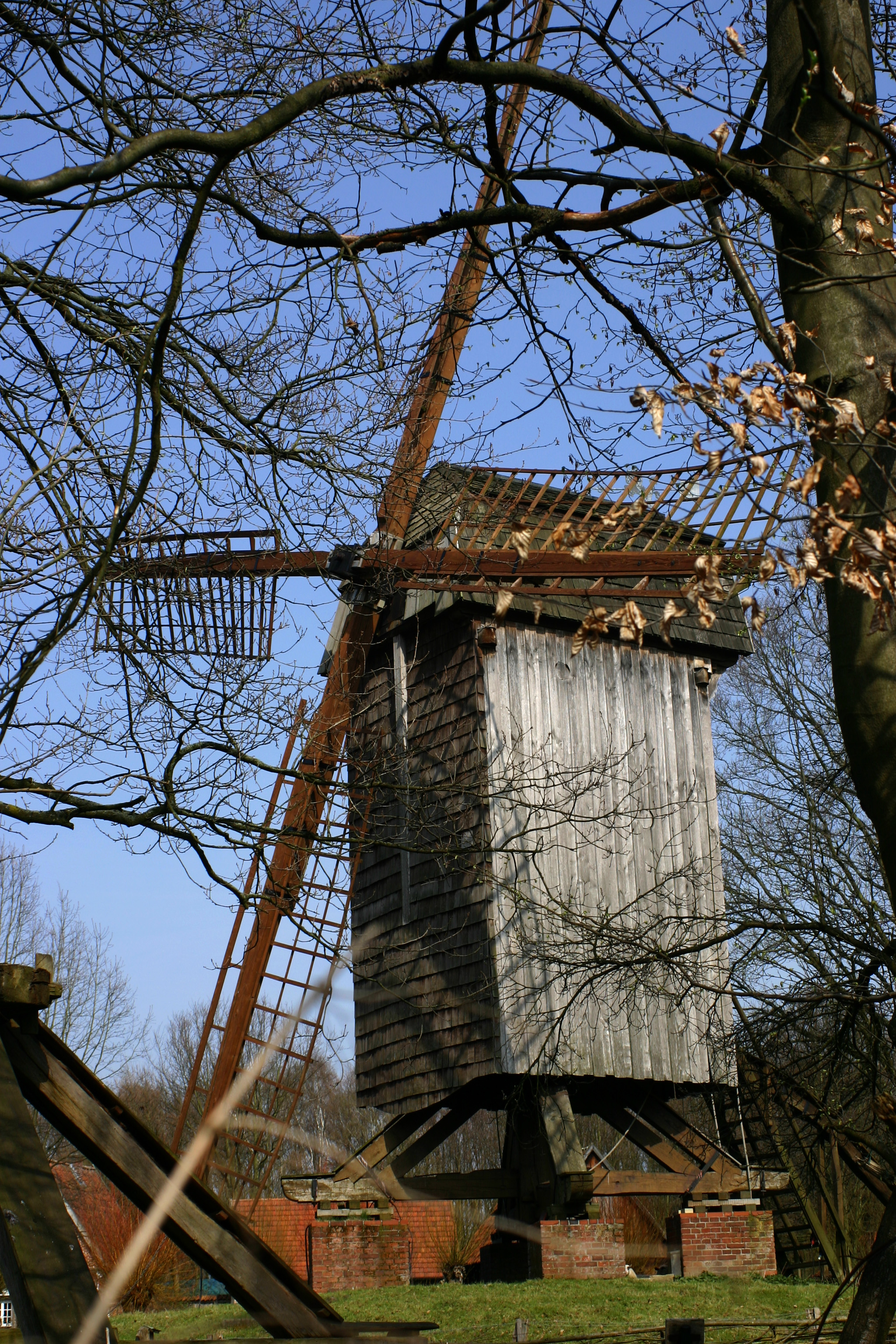
طاحونة الهواء التاريخية.

توجد في مونستر عدة متاحف تتعامل مع مسألة التاريخ بشكل أو بآخر. منها المتحف الأثري للجامعة الذي تأسس في عام 1883 في دار فورستنبرغ المطلة على ساحة الكاتدرائية. يحتوي المتحف مجموعة محفوظات تتألف من ثلاثة مجالات : فبالإضافة إلى عدة أجسام فنية صغيرة من العصور اليونانية والرومانية القديمة، ومجموعة من نسخ عن تماثيل أثرية ذات أبعاد ثلاث ونماذج كبيرة الحجم من مختلف النماذج لمواقع مقدسة ومزارات يونانية قديمة. جدير بالذكر أن المعروضات الأصلية دمرت أثناء الحرب العالمية الثانية في سنة 1944 تماما.
يمنح متحف الهواء الطلق في «فناء الطاحونة» الذي افتتح في الفترة ما بين سنتيّ 1959 و1960 في زنتروب بالقرب من حديقة الحيوانات وبحيرة آ نظرة خاصة جدا إلى الماضي. حيث يشكل المتحف قرية تحاكي طريقة العيش في وستفاليا في القرن السابع عشر والثامن عشر والتاسع عشر مع ما يزيد عن 30 من المباني. وهذه المباني جميعها مبان تاريخية نقلت من مناطقها الأصلية إلى متحف الهواء الطلق. أشهر مبنى هي طاحونة الهواء التي استقدمت من بلاد الإمس حيث بنيت هناك سنة 1748.
يقع متحف مدينة مونستر البلدي في المركز التجاري في فناء الملح على شارع الملح بالقرب من ساحة سرفاتي. تأسست المتحف في سنة 1979 ويُقدم معرضا دائما لتاريخ مدينة مونستر من البدايات في سنة 793 وحتى الآن. إضافة إلى المعارض المؤقتة المتعلقة بمونستر.
معلم مهم آخر هو متحف «فيلا تن همبل» على شارع القيصر فيلهلم الدائري. هذه الفيلا السابقة كانت منزلا لأحد صناعيي المدينة قبل أن تستخدمها شرطة النظام لقطاع الدفاع الرابع خلال فترة الاشتراكية القومية بداية من سنة 1940، حيث كان حوالي 40 موظفا يقودون حوالي 200,000 مما يسمى «بقوات حفظ النظام» التي متورطة بشكل كبير في عمليات القتل الجماعي لليهود، والسنتي والروما. وبعد أن شغلت الفيلا بين عاميّ 1953 حتى 1968 سلطة التعويض، أقيم هناك منذ سنة 1999 معلما تذكارياً حول الاشتراكية القومية في ألمانيا.

##### متاحف فنية

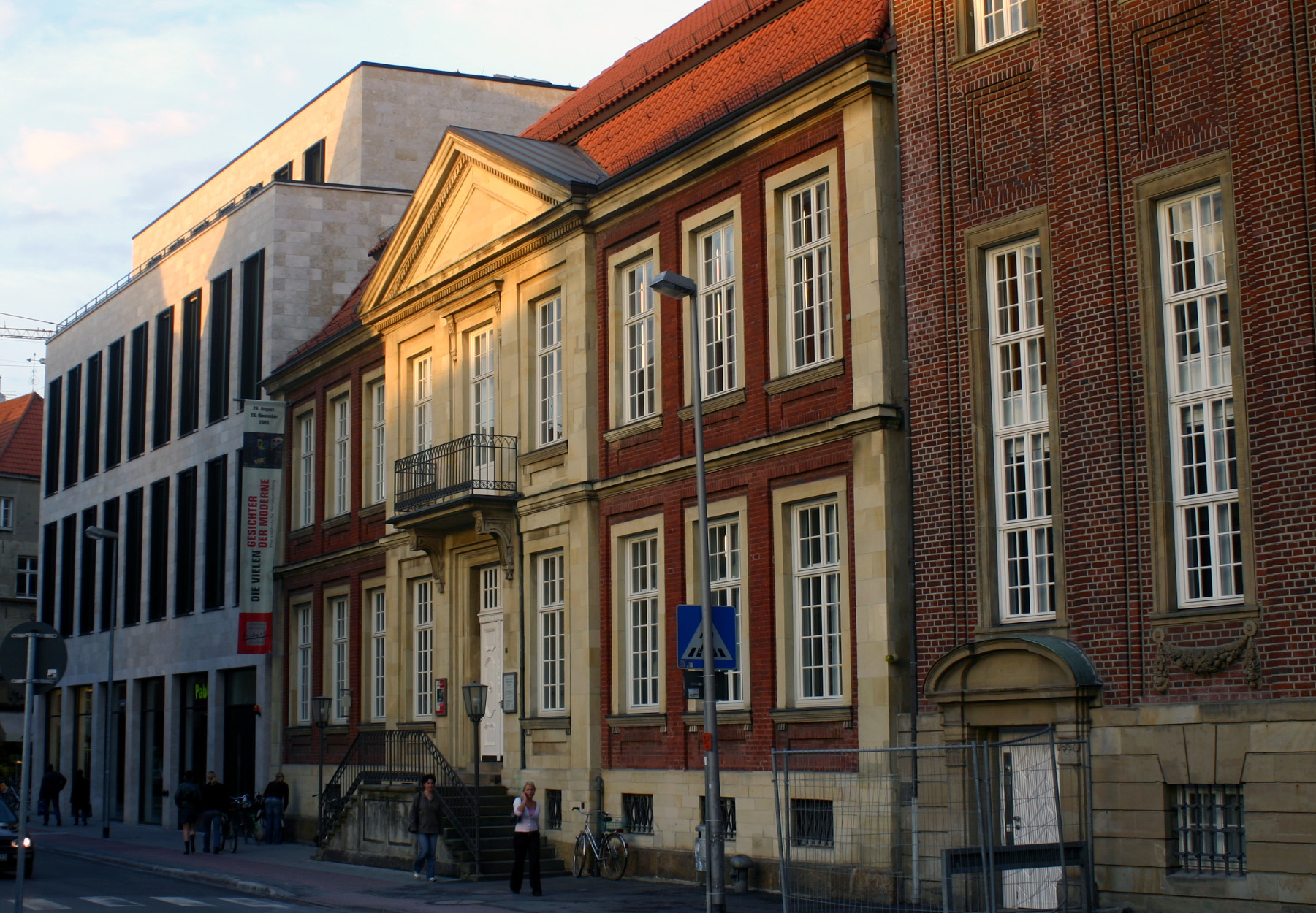
متحف غرافيك بابلو بيكاسو مونستر في الفناء الدروفلي.

يقع متحف لأعمال «بابلو بيكاسو» الغرافيكية في قلب مدينة مونستر التاريخي القديم بالقرب من شارع روتنبورغ، محاط بمركز مونستر أركادن للتسوق. وقد تبرعت بنفقات إنشائه المصارف الوستفالية - الليبية للادخار، والمصرف الغربي الحكومي، وشركة بروفينتسيال للتأمين، فضلا عن تبرع الزوجين هوتسينغا. يضم المتحف مجموعة من أعمال «بابلو بيكاسو» من عدة مراحل إبداعية. منها على الأخص السلسلة الليثوغرافية، ومصارعات الثيران وفاونه القنطور خلال اقامته في انتيب، ورسومات للأحياء الجامدة ولوحات صور بعد صور ورسام ونموذج.
يتواجد متحف للطلاء على شارع ويندهورست مباشرة على كورنيش السور وعلى مقربة من المحطة المركزية. هذا المرفق التابع لشركة «بي آ إس إف للطلاء المساهمة»، هو المؤسسة الوحيدة من نوعها في العالم. وتحوي محفوظات شاملة من فنون الطلاء من شرق آسيا، وأوروبا والعالم الإسلامي، ونحو 1,000 الأجسام من فترة تقدر بأكثر من ألفي سنة.

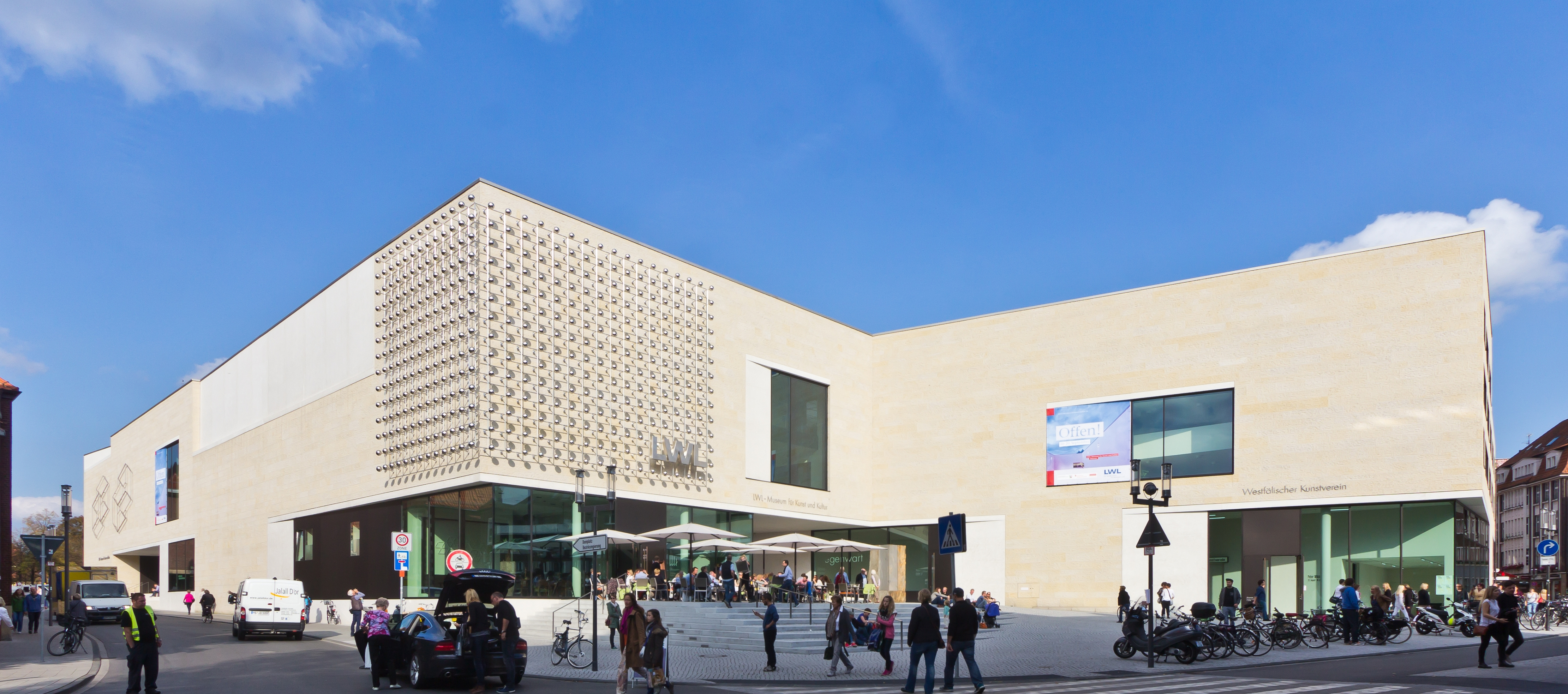
المتحف الإقليمي.

أما متحف رابطة وستفاليا - ليبه الإقليمي للفنون وتاريخ الثقافة المطل على ساحة الكاتدرائية فيعرض أعمالا فنية منذ أوائل العصور الوسطى إلى الآن. يركز المعرض على فن النحت الرومانسي والقوطي كبير الحجم والرسوم الوستفالية المبكرة وفن الحداثة الكلاسيكية إضافة إلى الفن الحاضر. المتحف مشهور، ضمن جملة أمور، بالأنتيبنديوم السوستي وبصور كونراد فون سوست وبزجاج النوافذ الرومانسية الشهيرة للمعلم «غرلاخوس» من مجموعة «فرايهر فوم شتاين». يتمثل عصر النهضة بأسرة الرسام «توم رينغ» المونسترية. يبعث المتحف الأحداث الرئيسية في تاريخ وستفاليا للحياة، كعهد مجددي المعمدانية مثلا وصلح وستفاليا، وفن الباروك والبرجوازية المبكرة. أما الأسلوب الفني الفتي، فيتوثق بالفنان «برنهارد بانكوك» المولود في مونستر «ملخيور ليختر». وعلاوة على ذلك تعرض محفوظات كبيرة من الفنون الانطباعية الألمانية، بما في ذلك «ماكس ليبرمان» و«لوفيس كورينث»، والفنون التعبيرية. وثمة تركيز خاص على أعمال جماعات الفنانين جسر والفارس الأزرق. يتمثل الفنان «أوغوست مكة» ذو الأصول الوستفالية خاصة، بعدد كبير من المقتنيات. ينظم المتحف منذ سنة 1977 وكل عشر سنوات معرض مشاريع.نحتية  (بالألمانية: Skulptur.Projekte) الذي يعرض فيه فنانون معاصرون أعمالهم في جميع أنحاء المدينة. جزء كبير من معروضات المتحف هي إعارة دائمة من جمعية الفنون الوستفالية، وهي جمعية مهمة وواحدة من أقدم الجمعيات الفنية في ألمانيا، والتي شاركت أيضا في تأسيس المتحف. إلى جانب مجموعة الأعمال الفنية من منطقة وستفاليا من مختلف العصور، وتنظيم معارض داخل وخارج المتحف، فإنه يمنح جائزة تشجيعية لفنانين شباب.

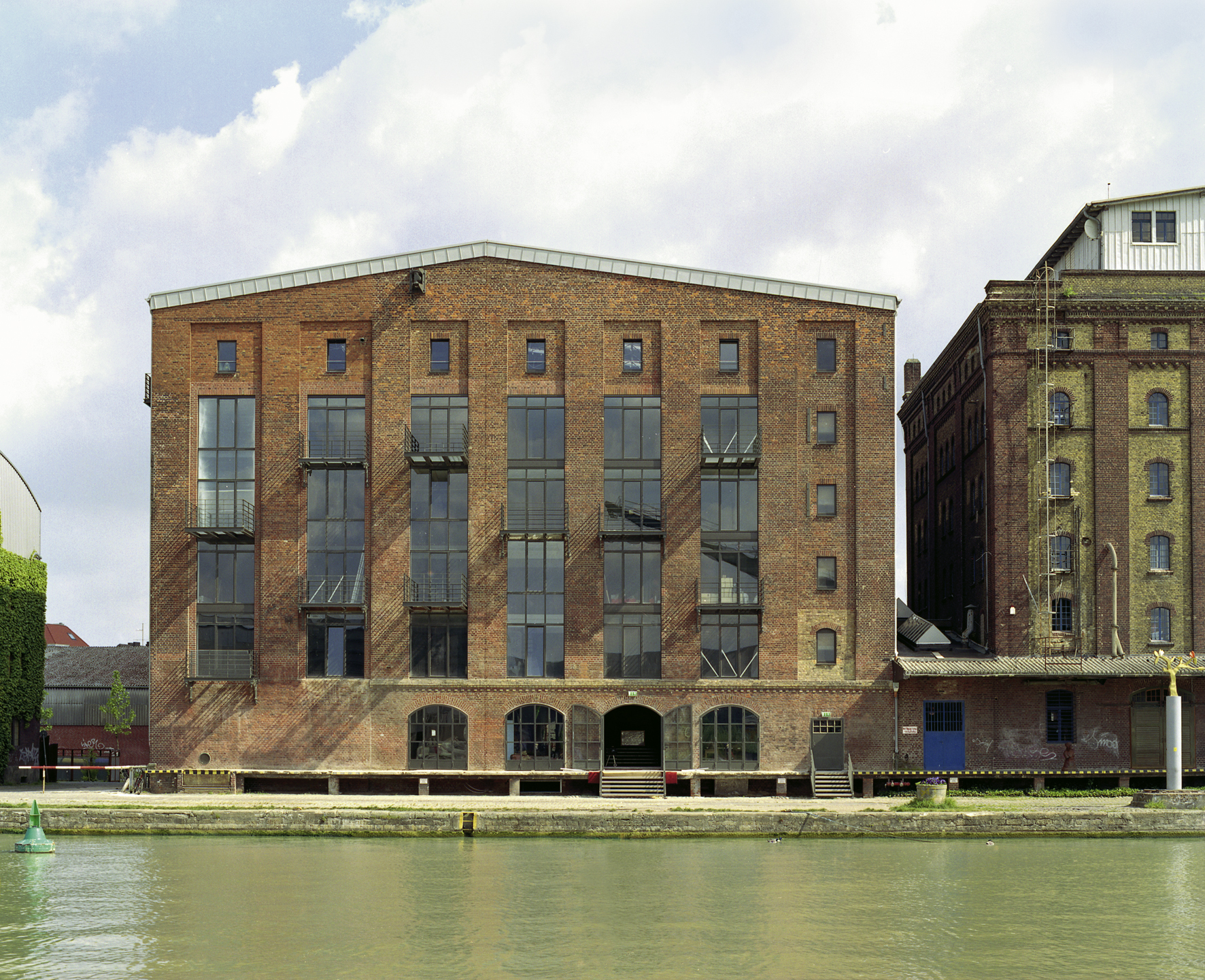
قاعة معرض مونستر للفن المعاصر.

توجد منذ عام 2004 في منطقة الميناء في المدينة، قاعة معرض مونستر للفن المعاصر. هنا تنظم معارض منفردة أو جماعية لفنانين معاصرين. وتعرض أعمال فنانين معروفين، فضلا عن فنانين شباب.
تشكل جماعة «التل» للفنانين منذ عام 1919 جزءا حيويا من نشاط المعارض في الحياة الثقافية في مونستر. وترعى جماعة «التل» مرارا اتصالات مع فنانين في بلدان أوروبية أخرى.
يقع بيت كنن الفني في جنوب مونستر وهو عبارة عن متحف لفنون البروت أو الفن الغريب والفن المعاصر. يحوي المتحف واحدة من أهم المجموعات الألمانية من الفن الغريب الذي يعود للمصابين بالأمراض النفسية، بعد مجموعة برينسهورن في هايدلبرغ. يجمع المتحف ما يقرب من 5000 لوحة وقطعة فنية لفنانين أحياء أو متوفين. من بين أهم فناني بيت الفن روبرت بوردا، الفائز بجائزة أويوارد لسنة 2004.

##### متاحف أخرى

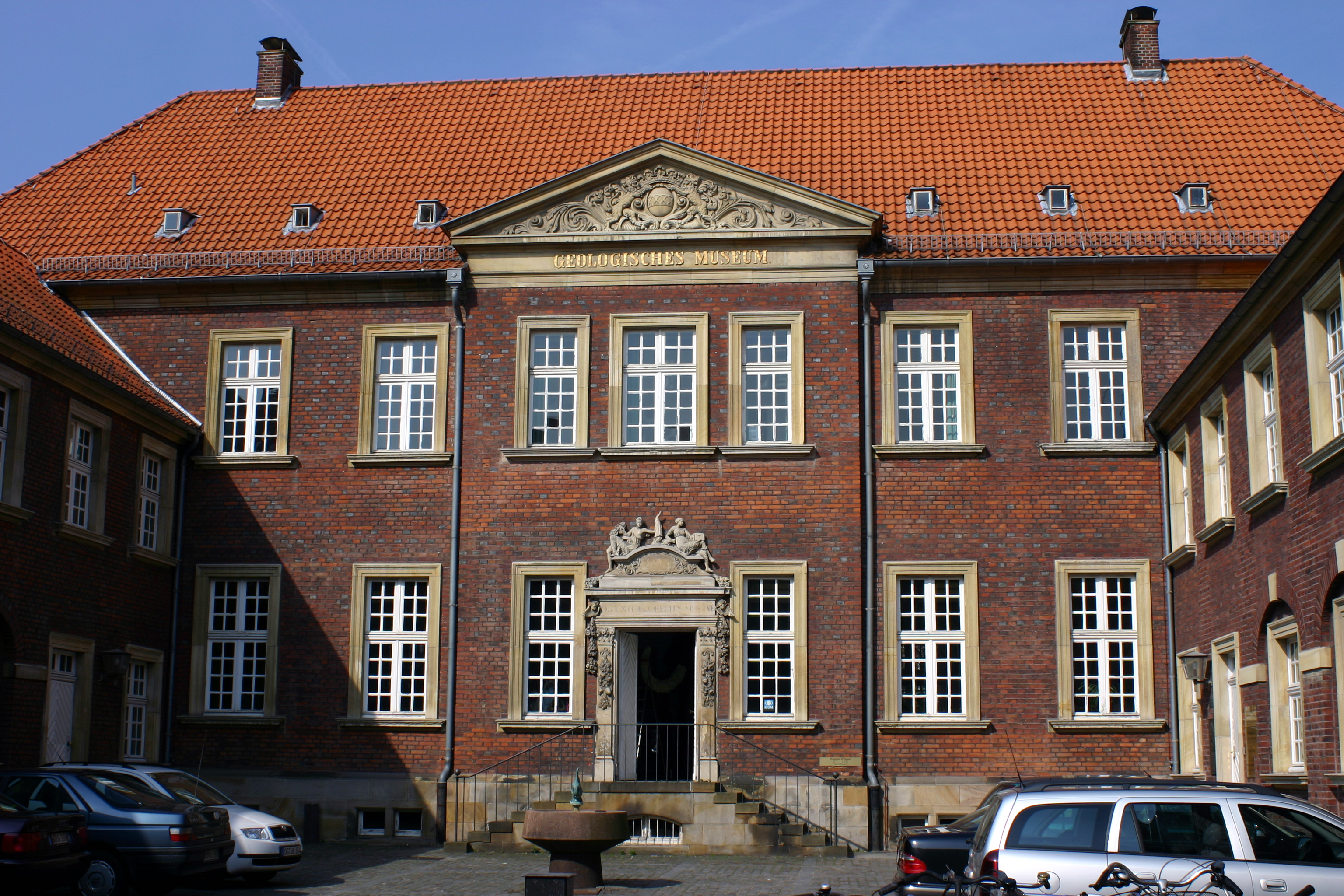
المتحف الأراضي - الإحاثي.

إضافة إلى المتاحف المذكورة سابقا هنالك المزيد من المعارض في مونستر. إذ تُعرض في خزانة كاتدرائية القديس بولس أجسام من المصوغات الذهبية وفن النسيج. وتعتبر واحدة من أهم غرف الكنوز في أوروبا. في حين يبين متحف الكتاب المقدس في شارع «زقاق الخيول» في وسط المدينة والتابع للجامعة تاريخ الكتاب المقدس عبر نسخ أصلية من البدايات المخطوطة وحتى الآن. تنتمي الحديقة النباتية في حدائق القصر أيضا للجامعة. وهي عبارة عن متنزه كبير قرب وسط المدينة، فضلا عن كونها منشأة للأبحاث. تشمل المتاحف الأخرى للجامعة متحف المعادن الذي يحوي بلورات ومعادن وصخور على مساحة عرض تبلغ حوالي 500 متر مربع، و متحف الجيو المتخصص بعلم الأراضة وعلم الإحاثة، والذي يحتفظ، من بين أمور أخرى، بهيكل عظمي عملاق لحيوان الماموث وكان اسمه سابقا «المتحف الإراضي - الإحاثي»، ثم المتحف الأثري، الذي يعرض أعمالا فنية من العصور القديمة.
يتواجد متحف الخيول الوستفالي في حديقة مونستر للحيوانات إلى جانب متحف رابطة وستفاليا - ليبه للمعرفة الطبيعية. يشرح المعرض تطور وستفاليا من طبعية سهول الماموث العملاقة إلى المشهد الحالي المكون من حقول زراعية. كما تعرض بقايا ديناصورات، بما فيها هيكل عظمي لتيرانوصور بطول 16 مترا. هناك نموذج للنظام الشمسي ملحق بالمتحف، ومجهز بجهاز عرض القبة السماوية نموذج أونيفرزوم الثامن من شركة تسايس. متحف السك الحديد بالقرب من قاعة بلاد مونستر جدير بالإشارة هو الآخر. وكذلك متحف بروسيا الغربية في فناء درسته في ضاحية فلبك مع معرض دائم عن التاريخ والفن والثقافة البروسية الغربية، و متحف الجذام في ضاحية كيندرهاوس مع مركز توثيق لأبحاث تاريخ مرض الجذام.

#### أحدات فنية
تجري منذ سنة 1977 بإيقاع كل عشر سنوات معرض مشاريع.نحتية الذي انطلق بمبادرة من «كلاوس بوسمان» مؤرخ الفن وبروفيسور الفنون «كاسبر كونيغ». ويدعى فيها فنانون عالميون للعمل في مواقع في مدينة مونستر، وتحديدا معالجة العمل لسياق معين من المدينة والمناطق المحيطة بها. حيث بإمكانهم اختيار مواقع في جميع أنحاء المدينة لتقديمها منحوتاتهم فيها على مدى عدة أشهر في لمواطني مونستر وعرضها كذلك على جمهور دولي. انتقلت حتى سنة 2004 أكثر من 60 من هذه التماثيل إلى ملكية مونستر، ما جعلها تضفي انطباعا خاصا على مشهد المدينة. أشهرها على الأرجح الكرات العملاقة «لكلاس ألدنبورغ» على بحيرة «آ».
جرى المعرض المفتوح حتى الآن في المواعيد التالية:
- 1977: من 3 تموز لغاية 13 تشرين الثاني
- 1987: من 14 حزيران لغاية 4 تشرين الأول
- 1997: من 22 حزيران لغاية 28 أيلول
- 2007: من 16 حزيران لغاية 30 أيلول

#### أحداث مختلفة ومهرجانات

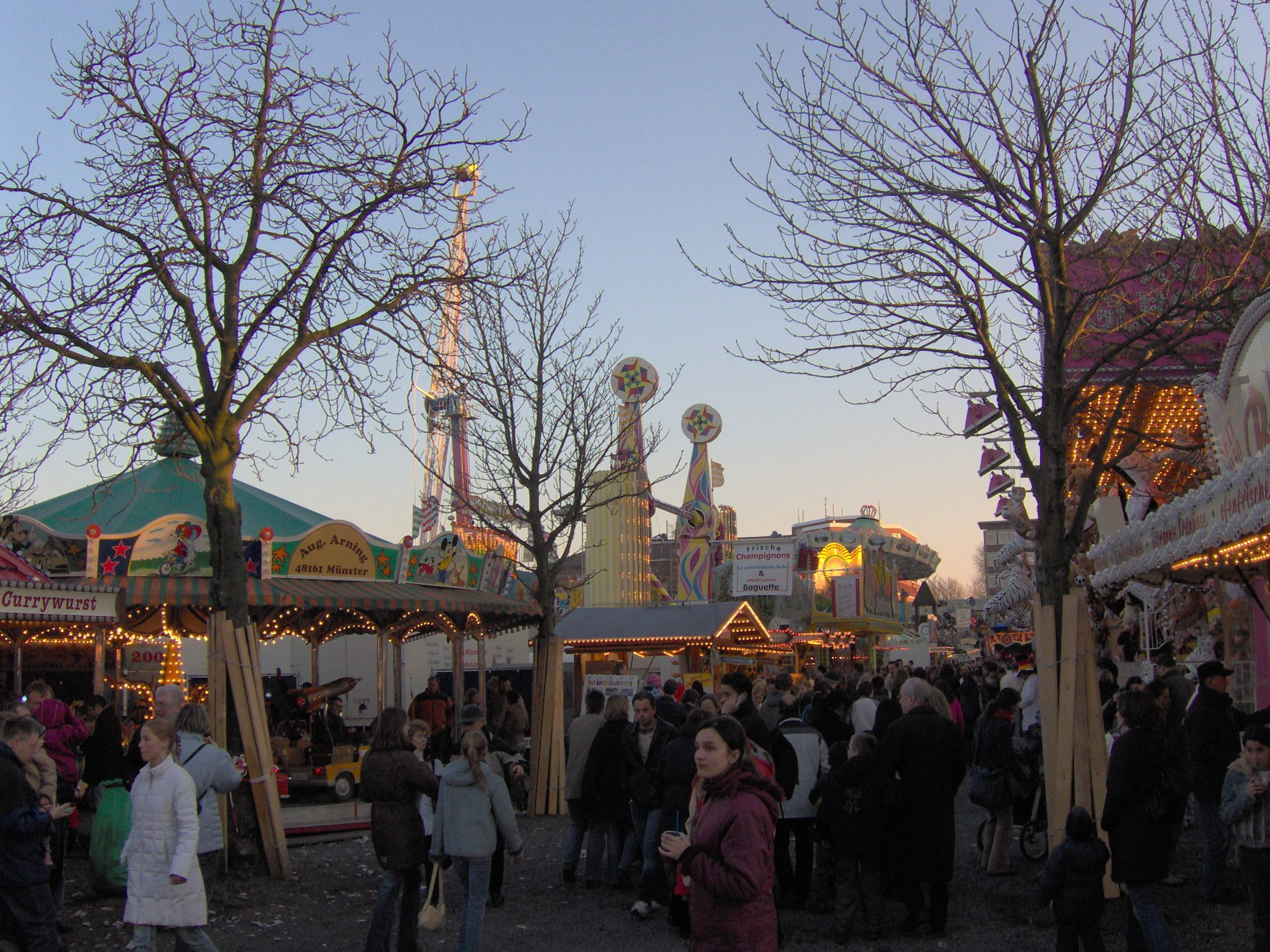
الزند في مونستر.

يُقام سوق كبير مرتين في الأسبوع (كل يوم أربعاء وسبت) في ساحة الكاتدرائية، حيث تعرض الزهور للبيع وكذلك المواد الغذائية والسلع الصوفية والكثير مما يجري تداوله. لعب السوق دائما دورا رئيسا في حياة المدينة، كما يثبت تمثال الكيبنكرل المنصوب بالقرب من السوق وهو عبارة عن أحد التجار وعلى ظهرة سلة حاجيات.
يعتبر المهرجان السنوي «زند» (من Synode: المجمع الكنسي) واحداً من أكبر المهرجانات السنوية في شمال الراين - وستفاليا ويُقام ثلاث مرات في السنة (زند الربيع وزند الصيف وزند الخريف). ويتألف السوق السنوي من مدينة ملاهي إلى جانب سوق للأواني المنزلية والتحف الرخيصة والعطورات وغيرها. وتطلق الألعاب النارية كل يوم جمعة أمام القصر.
تجري مسيرة كبرى في مونستر كل سنة في موسم الكرنفال يطلق عليها اسم «مسيرة إتنين الورود»، يتابعها أكثر من 100,000 متفرج على جانبي الشارع يطلقون تحية الكرنفاليين «هيلاو». في سنة 2005 جاء ربع العربات الثمانين المشاركة في المسيرة من هولندا مما يوسع منطقة جذب الكرنفال في مونستر. يُضاف إليهم 70 مجموعة راجلة. تبدأ المسيرة من ساحة هيندنبورغ وتعبر ساحتي سرفاتي ولودغر ثم تعرج على سوق البرينسيبال قبل أن تتوجه في رحلة العودة إلى ساحة هيندنبورغ.
وبالإضافة إلى ذلك ينظم في ربيع كل سنة منذ سنة 2000 مهرجان أوروبا (بالألمانية: EuroCity) المركزي في الوسط التجاري للمدينة. أقيم مهرجان اليوروسيتي في سنة 2006 بين 26 و28 أيار. حيث عزفت أكثر من 70 فرقة موسيقية على ثماني منصات. ترسخ مهرجان لأغاني الأكابيلا يوروفوكال الذي دشنته مجموعة 6 سيليندر لغناء الأكابيلا كجزء من مهرجان المدينة هذا منذ عام 2002. ويحيي المهرجان إلى جانب فرقة 6 سيليندر، فرق أوروبية شهيرة أخرى لأغاني الأكابيلا.
تنظم جمعية الأدب في مونستر منذ سنة 1979 وبالتعاون مع مديرية الثقافة في المدينة بإيقاع عامين اللقاء الأممي للشعراء في مونستر، حيث تمنح جائزة مدينة مونستر للشعر الأوروبي.
تجري كل سنة في أوائل آب بطولة مونستر للفائزين، وهي بطولة مرموقة للخيالة ينظمها النادي الوستفالي للخيالة الذي تأسس سنة 1835. يتنافس في هذه البطولة، التي شكلت مؤقتا جزءا من بطولة الخيالة العالمية فائزو البطولات القومية للقفز وركوب الخيل.
في الفترة من 4 إلى 6 تشرين الثاني 2005 نُظمت حملة إنذار الأهل لأول مرة في مونستر، ففتحت في يوم واحد أبواب مؤسسات التعليم العالي أمام جميع آباء وأمهات الثمانية وأربعون ألف طالب. ونظرا لتجاوب طلاب الجامعات وأهلهم، تنفذ هذه الحملة سنويا في تشرين الثاني. ومع أن بعض الجامعات في ألمانيا تعطي فرصة للوالدين لإلقاء نظرة على الحياة اليومية للطلاب، إلا أن مفهوم إنذار الأهل يبقى فريدا، لأنه يشكل تعاونا بين جميع الجامعات والمدارس العليا داخل مونستر.

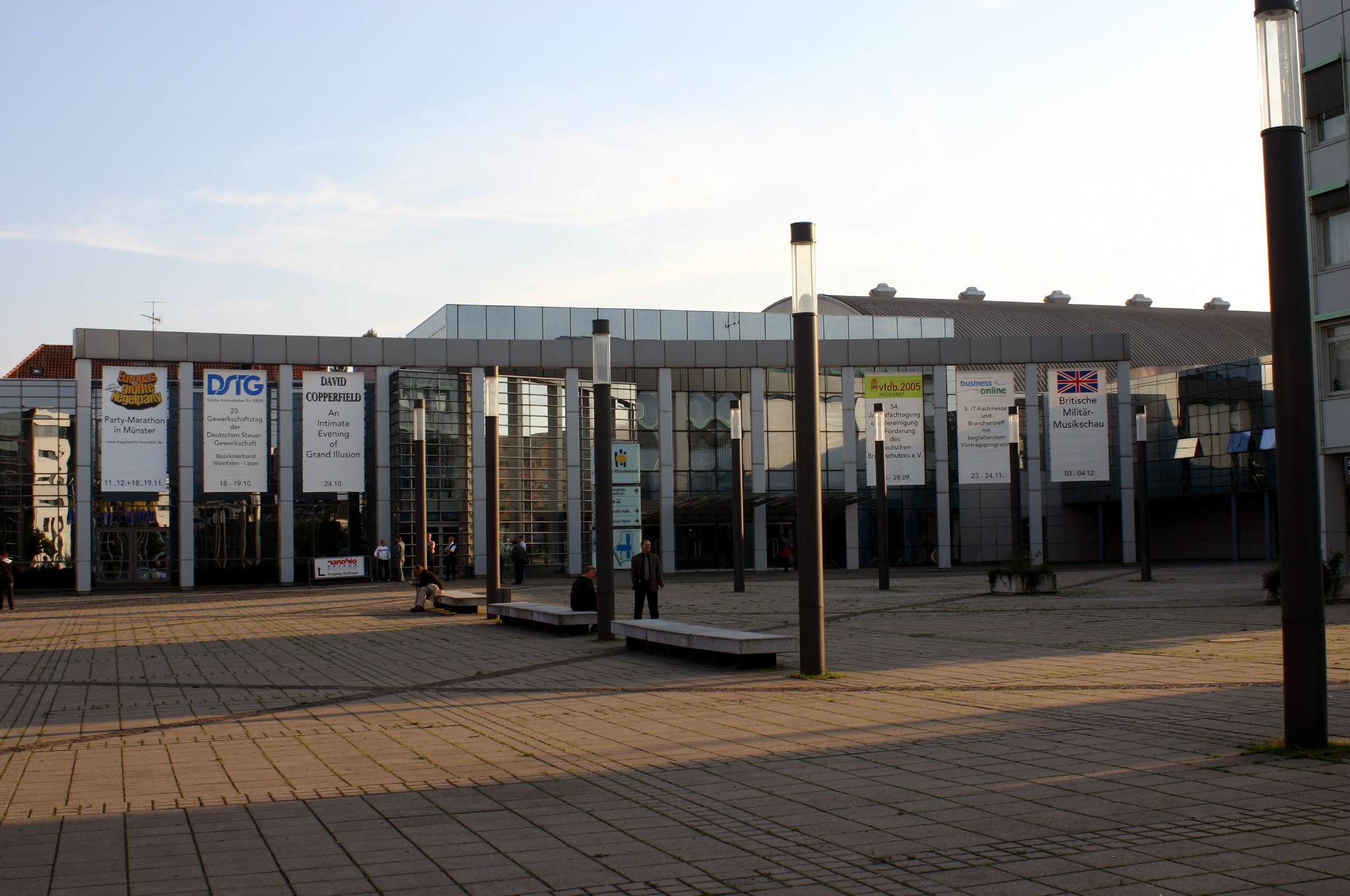
ساحة قاعة بلاد مونستر الأمامية.

يتحول وسط مونستر أثناء عيد الميلاد إلى سوق للعيد يجذب الزوار من كل المنطقة المحيطة بها حتى هولندا. لهذا تفرز قوات من الشرطة الهولندية بصورة روتينية إلى مونستر لمساندة زملائهم الألمان في أعمال الدورية على الأماكن العامة. تنتشر 250 إلى 300 من الأكشاك في ستة أماكن. يتواجد أكبر سوق في ساحة الصلح الوستفالي مع 120 كشكا تقريبا. تقام أسواق عيد الميلاد «التقليدية» الثلاثة الأخرى على بعد بضع دقائق سيرا على الاقدام في سوق أغيدي وفي جوار كنيسة لامبرت وتحت تمثال الكيبنكرل. ترسخت في السنوات الأخيرة أسواق أصغر حجما على محطة القطارات المركزية، وبين متحف الرابطة للفنون والتاريخ الثقافي وسوق إغيدي.
كما تعقد في مونستر اجتماعات منتظمة ومؤتمرات بمشاركات دولية في مركز المؤتمرات في قاعة بلاد مونستر بصورة رئيسة.
في ايقاع سنوي غير منتظم تمنح مدينة السلام الوستفالي الغنية بالتقاليد بالتعاون مع جامعتها جائزة مدينة مونستر للمؤرخين لعلماء تاريخ برزوا بأعمالهم.

#### موسيقيون معروفون

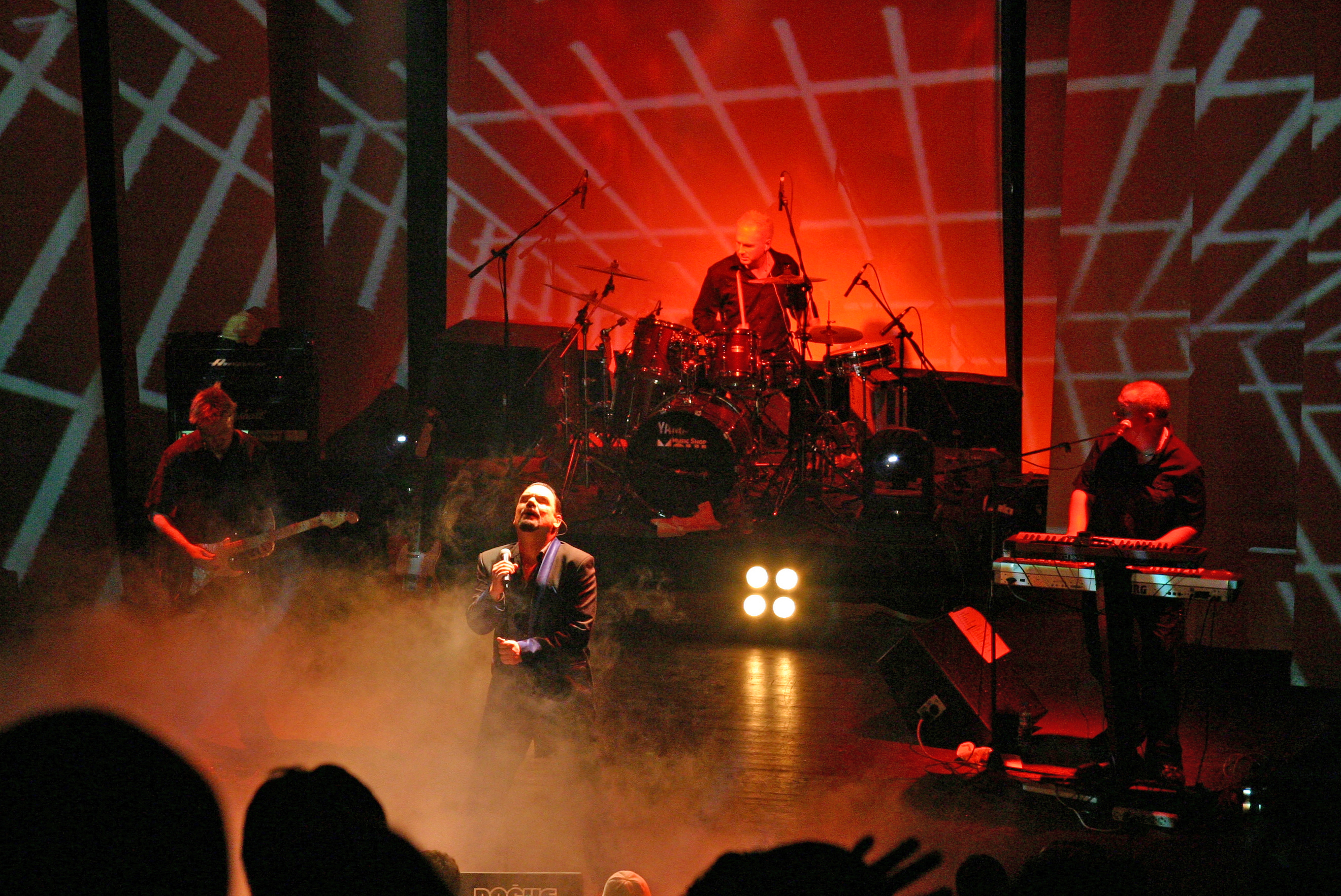
فرقة ألفا فيل من مونستر عام 2005.

أنجح فرقة من مونستر هي «اتش بلوكس» من ضاحية فلبك، وقد نالت الفرقة الشهرة بفضل الموسيقى المتقاطعة (بالإنجليزية: Crossover-Musik)‏ التي تقدمها منذ سنة 1994. نالت فرقة ألفا فيل شهرة واسعة في ثمانينات وتسعينات القرن العشرين، وأثرت بوضوح في الموجة الموسيقية الجديدة عبر ألبومها الأولى «كبير في اليابان» (بالإنجليزية: Big in Japan)‏ وبالأخص أغنية «شاب إلى الأبد» (بالإنجليزية: Forever Young)‏.
من مونستر أيضا الفرقة الألمانية الأولى لإسلوب السكات "El Bosso & die Ping-Pongs". من هذه الفرقة خرج أيضا المغني «دكتور رينغ-دينغ» الذي ألف في سنة 2000 مع «اتش بلوكس» أغنية «حلقة النار» (بالإنجليزية: Ring of Fire)‏. فرقة «6 سيليندر» من مونستر هي واحدة من الفرق الرائدة في أسلوب أ كابيلا الموسيقي في ألمانيا. تأسست سنة 1983 وانتجت سنة 1989 الألبوم التسجيلي الأول لإسلوب أكابيلا في ألمانيا باسم "Vokal Total". ومن الفرق الأخرى المعروفة: "Neaera"، "Helrunar"، "Misery Speaks"، "Muff Potter".
من مونستر أيضا المغنية «أوته لمبر» في مجال المغناة، ومغني الأغنية الدارجة «ورونالد كايزر»، والفنان «غوتس ألسمان»، والمغنية «تانيتا تيكرم». أما «دي جي وستبام» فقد ولد في مونستر باسم «ماكسيميليان لنس». وكذلك «شتيفي شتيفان» باص الغيتار في فرقة أودو ليندنبرغ «أوركسترا الذعر»، ومنظم مهرجان المدينة الأوروبي السنوي، والمالك السابق لليوفل، أحد الملاهي الليلية، معروف جيدا في مونستر.

### الحدائق والمساحات الخضراء

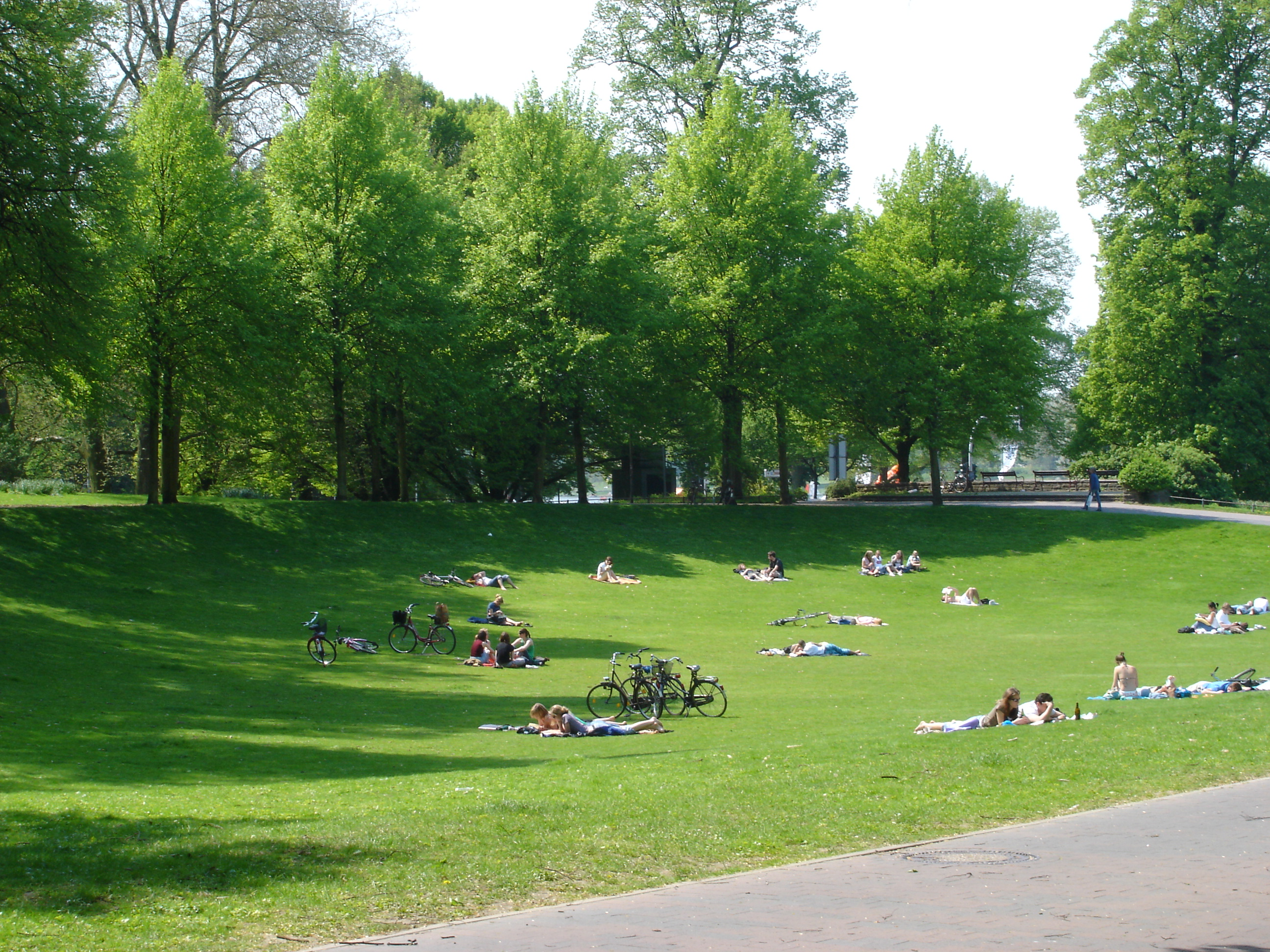
نظرة من الكورنيش نحو تلة إغيدي باتجاه بحيرة الآ.

هناك العديد من الحدائق والمساحات الخضراء داخل المنطقة الحضرية لمونستر وفي المحيط. ويحتل الكورنيش المقام في مكان تواجد السور والتحصينات القديمة والتي حُول البعض منها إلى مساحات خضراء أهمية خاصة بالنسبة لوسط المدينة. وينطبق ذلك بصورة خاصة على تلة إغيدي، وتلة إنغلين، وتلة الصليب، وساحة كورده فضلا عن ساحة هورست. وهناك أيضا عدد من الحدائق الكبيرة والصغيرة في منطقة الكورنيش، تستعمل أيضا من قبل السكان لأغراض الترفيه والاستجمام.
هناك متنزه كبير (مقارنة مع متنزهات مركز المدينة) يقع على بعد حوالي 2 كلم إلى الشمال من وسط المدينة، في منتصف الطريق إلى منطقة كندرهاوس، وهو متنزه فينبورغ بمساحة تبلغ 26 هكتار. يجمع المتنزة الذي أقيم في السنتين 1986/1987 بين وظيفة حديقة بلدية عامة ومحمية طبيعية، من دون أن يكون فعلا محمية ومن دون ما يرتبط بها من القيود. ومع ذلك، فإنه يقدم ملجأ لأنواع عديدة من الحيوانات النباتات ويُشكل في الوقت نفسه مكان استجمام للسكان.

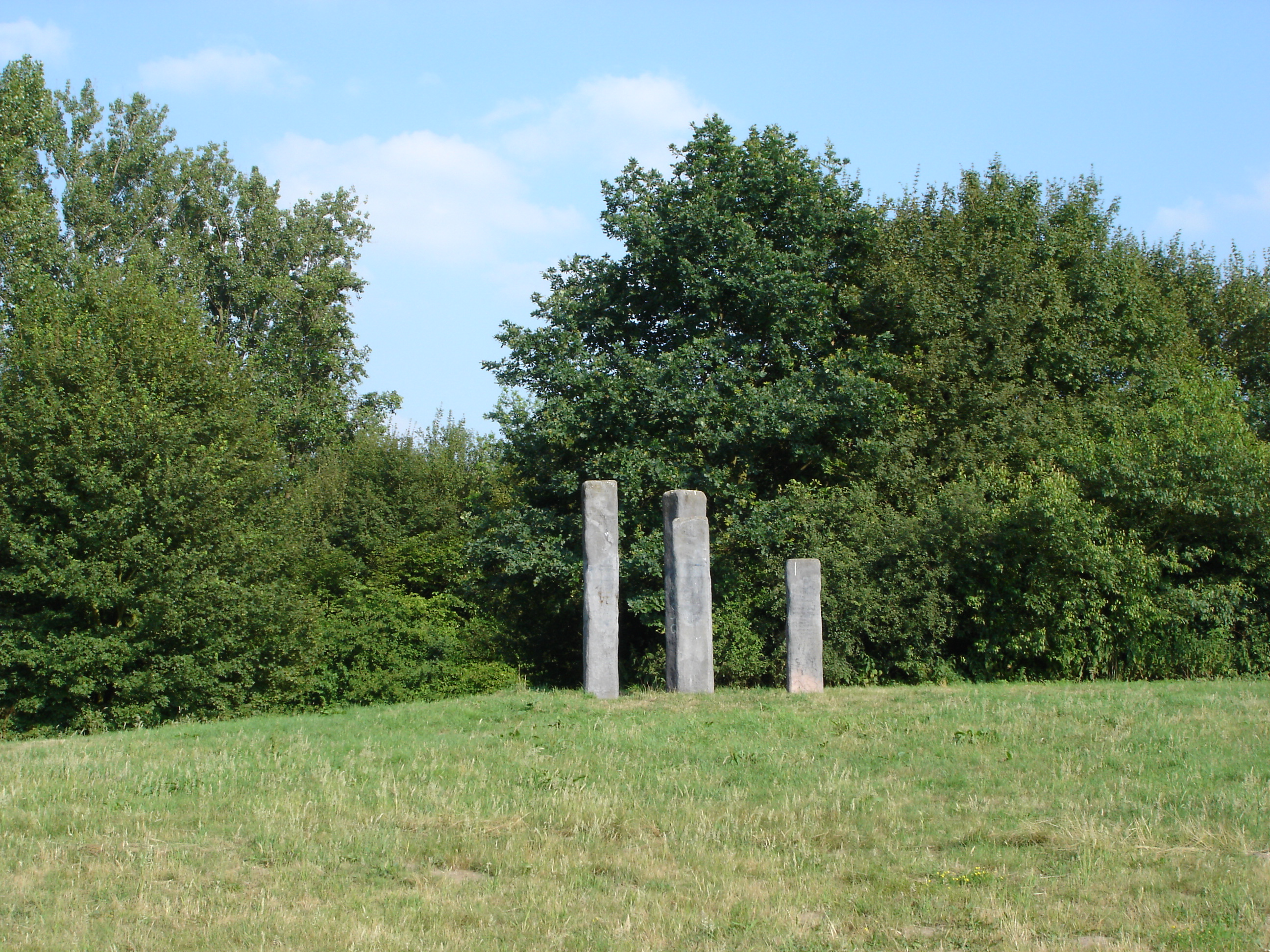
تمثال حجري من أعمال "إرنست هرمانس" من سنة 1960 في متنزه فينبورغ.

على الجانب الآخر من وسط المدينة يقع المتنزة الجنوبي بالقرب من كنيسة القديس يوسف على شارع هام. يوجد في وسط المتنزة الذي أنشئ من عام 1975 إلى سنة 1979 بركة كبيرة ضحلة للمياه تستعمل خلال فصل الصيف للتبريد، ويمكن للأطفال استخدامها بشكل آمن أيضا. من المعالم الجديرة بالزيارة في المتنزة، الحديقة المخبأة وتمثال مكون من أجزاء من الدراجات عند مدخل الحديقة. كذلك يوجد ملعب لكرة القدم إضافة إلى العديد من الملاعب على حافة الحديقة، فضلا عن العديد من ملاعب الأطفال.
توجد العديد من الحدائق العامة في غرب المدينة في جوار حديقة النبات العلمية في حديقة القصر مع أكثر من 8,000 من مختلف أنواع النباتات. إلى الشمال هناك على الجانب الآخر من خندق القصر مقبرة قديمة لرعية ليبفراون - عبر الماء. حولت مديرية المساحات الخضراء المقبرة سنة 1926 إلى حديقة بلدية عامة بعد أن انتقل دفن الموتى إلى المقبرة المركزية ابتداء من سنة 1887، وبعد أن بقيت مهملة في الفترة بين 1887 و1926. ولا تزال هناك العديد من المعالم والآثار لشخصيات هامة وجدت في المكان مثواها الأخير. منهم، على سبيل المثال، الجنرالات «هاينريش فيلهلم فون هورن» و«لودفيغ روث فون شركنشتاين»، وجرة رماد بسيطة للفيلسوف البروتستانتي «يوهان جورج هامان» أو النصب التذكاري لضحايا الحرب الألمانية-الفرنسية.

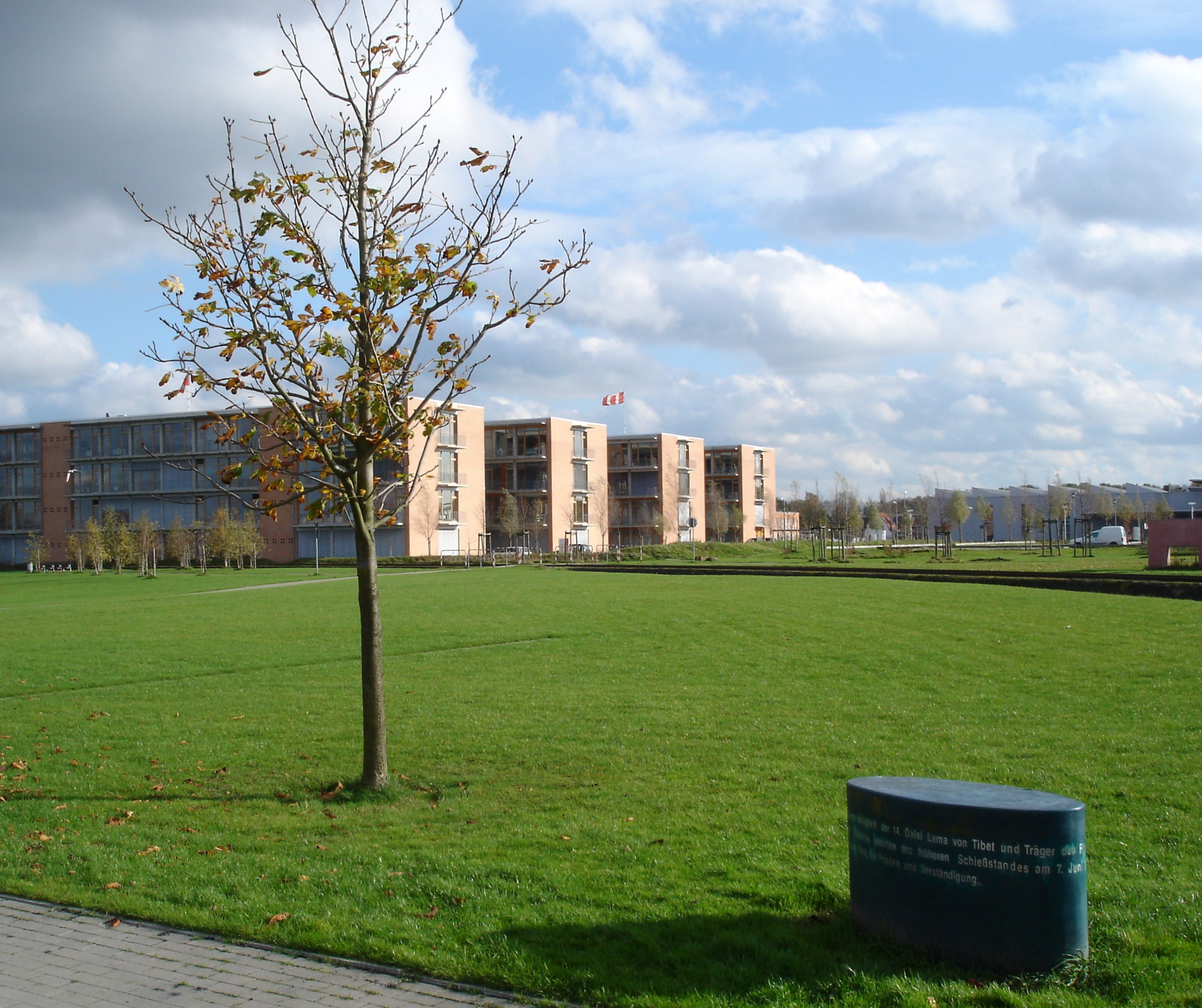
شجرة الكستناء التي غرسها الدلاي لاما في متنزه السلام.

إلى الجنوب مباشرة من حديقة النباتات توجد حديقة الحيوان السابقة. وإلى جانب بعض البرك وبقايا بيوت الحيوانات توجد هنا أيضا «قلعة توك» المنزل السابق «لهيرمان لاندوا»، مؤسس حديقة الحيوان، والمبنى السابق للمتحف الطبيعي، الذي يضم مدرسة الموسيقى البلدية. كما يقع بالقرب من المتنزة، العمل الفني «نحت الماء» «لهاينز ماك»، والمنحوتة البرونزية «دوامة» لهنري مور وغيرها من التماثيل. تحد المتنزة مباشرة بحيرة الآ بمتنزهاتها الكثيرة وكذلك المقبرة المركزية، التي تدعو للاسترخاء والتنزة، ولكن أيضا للعبادة والذكر. تماما على الجانب المقابل في مونستر، وعلى أراضي مدينة تلشته تقع مقبرة غابة لاوهايده الواسعة التي تعود ملكيتها لمدينة مونستر، وتشكل في نفس الوقت متنزها للسكان وملاذا للحيوانات والنباتات المهددة بالانقراض.
توجد حدائق أخرى منها في شرق وسط المدينة في حي إرفو مقبرة هورستر السابقة، التي حُول استعمالها مثل مقبرة ليبفراون-عبر الماء في سنة 1926 إلى متنزه، ومتنزه دير العناية بين أحياء كورده وهندورف. وتتواجد غابة حكومية في أقصي أراضي مدينة مونستر، هي غابة «حديقة الحيوانات» في ضاحية فلبك، وقد استخدمت من قبل الأمير الأسقف للصيد سابقا وأصبحت منذ سنة 2005 محمية طبيعية. أنشئت في في منتصف تسعينات القرن العشرين في منطقة لودنهايده وهي منطقة مطار ومنشآت عسكرية سابقة، منطقة صناعية من ضمنها «حديقة السلام» وهي متنزه فسيح مع بحيرة وملعب للأطفال، فضلا عن «كنيسة السلام». توجد في وسط الحديقة بجوار تمثال «جدار النار القديم» شجرة كستناء زرعها الدالاي لاما الرابع عشر في 7 حزيران 1998.

### ترفيه

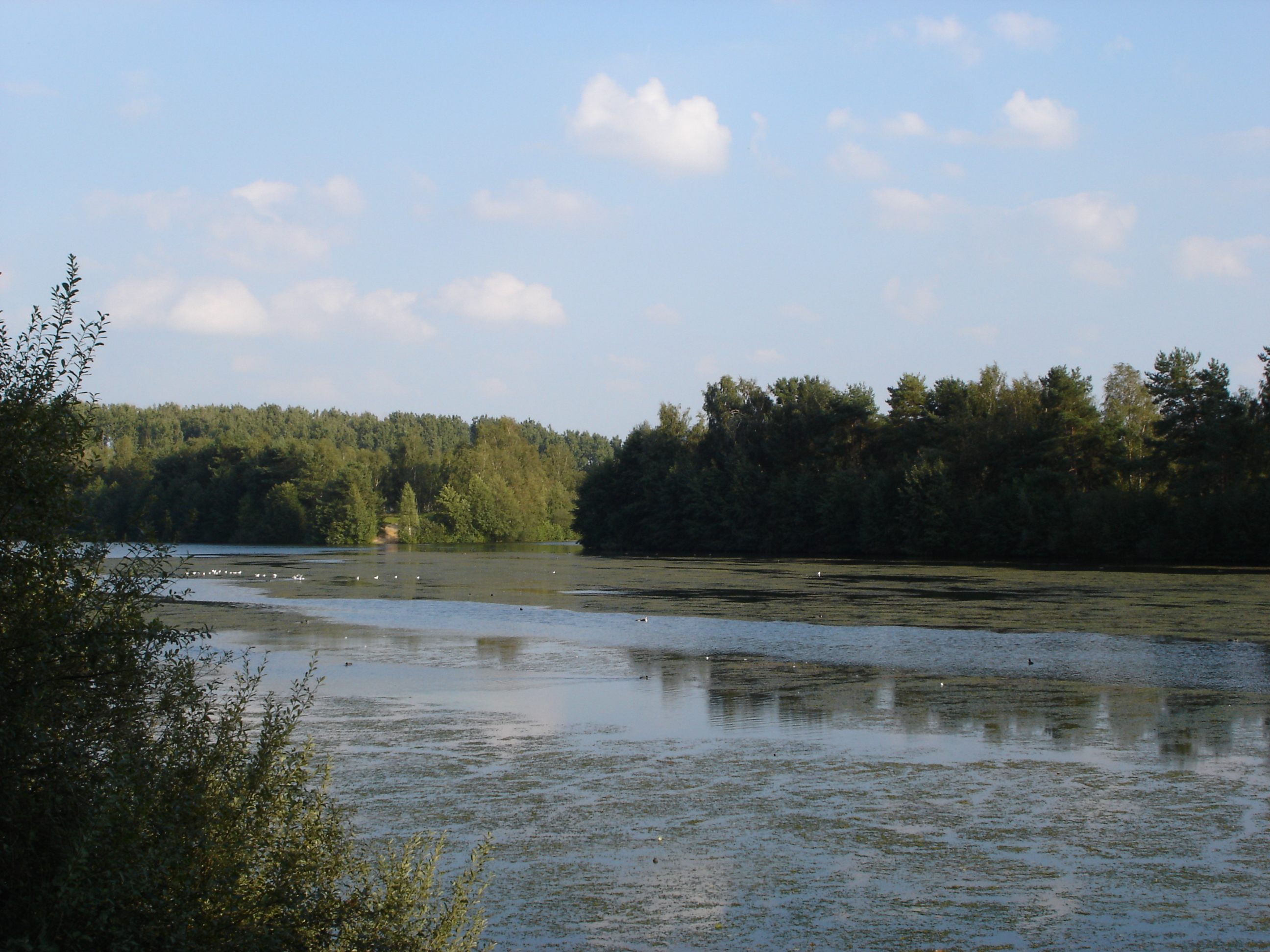
بحيرة هيلتروب.

توجد في مونستر مساحات خضراء واسعة ومرافق مائية ذات أهداف ترفيهية. إحداها هي بحيرة الآ بالقرب من مركز المدينة، حيث تجذب السكان سواء للاسترخاء على الشاطئ أو المروج المحيطة أو لممارسة رياضة العدو أو للتنزه. ويمكن أيضا ركوب المراكب الشراعية أو مراكب الدراجات. كما توجد إلى الشمال من المدينة منطقة ترفيهية أخرى هي حقول التقطر. تضم هذه المنطقة التي تبعد عن وسط مونستر حوالي 6 كيلومترات، وكانت في الماضي حقولا للتخلص من مياه الصرف الصحي، محمية أوروبية للطبيعة وأخرى للطيور. وبالإضافة إلى هاتين المنطقتين الترفيهيتين الرئيسيتين توجد بحيرة هيلتروب الكبيرة نسبيا في أقصى جنوب المدينة إلى الجنوب من قناة دورتموند - إمس وضاحية هيلتروب.
تُشكل حديقة الحيوانات، التي تتميز بممراتها المسقوفة، مما يجعلها صالحة للزيارة في جميع الأحوال الجوية، هدفا محبوبا للأسر مع الأطفال في مونستر. وكذلك كانت حمامات السباحة التسعة والمسابح الستة في الهواء الطلق إلى أن تقرر إغلاق خمسة منها بحلول عام 2008. كما تُستخدم قناة دورتمند - إمس كمسبح في فصل الصيف، خاصة من قبل الشباب. من أواخر آب إلى أواخر أيار تنتح قاعة التزلج على الجليد أبوابها للزوار.

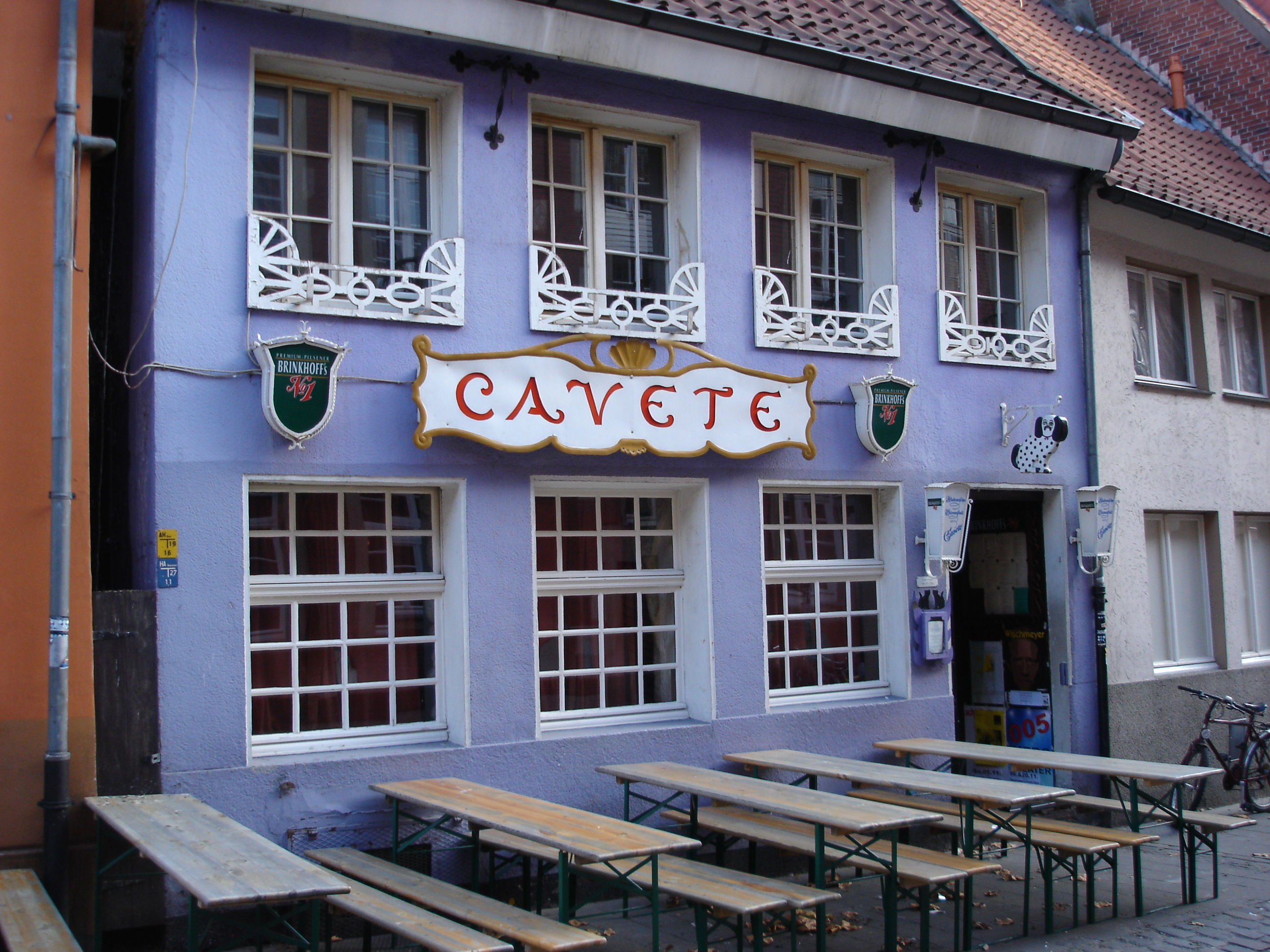
حانة "كافيته" الطالبية.

يوجد في مونستر حوالي ألف من الحانات، والمطاعم، النزل والمقاهي. أقدم حانة طالبية في مونستر هي كافيته في حي البقر، افتتحت في 28 آذار 1959. وتدين بوجودها لمقال في مرآة نصف العام الدراسي 1956، اشتكي فيه من البلادة والملل الذي يخيم على المدينة. تتمتع مونستر وبلاد مونستر ببنية تحتية ممتازة لراكبي الدراجات وطرق بإشارات إرشادية. وتستحق طريق القصور المئة زيارة خاصة، حيث تقود إلى العديد من القلاع والقصور التاريخية.
وهناك منطقة مميزة للترفيه في مونستر هي «هافركامب» في حي الهانزا. تقع المنطقة قرب المرفأ، وتتيح مجالات الثقافة للشباب من مختلف الألوان. ترسخ في «هافركامب» مشهد فني وموسيقي استثنائي بالنسبة لمدينة بحجم مونستر، ويستقطب سنويا أكثر من 120,000 زائر. بالإضافة إلى العديد من الحفلات الموسيقية في مختلف الأندية ويعزى هذا العدد إلى مهرجان هافركامب السنوي والاستوديوهات المفتوجه لأكثر من 50 فنانا. كان «هافركامب» واحدا من الأولويات الثقافية عند تقديم طلب مونستر كعاصمة ثقافية لأوروبا 2010، جنبا إلى جنب مع سوق البرنسيبال ومتحف بيكاسو. تدار المنطقة التي تحتوي حياة ثقافية بديلة، منذ 1 كانون الثاني 2006 بشكل مستقل في إطار مشروع وطني فريد من نوعه تقوم به جمعية «الحفاظ على هافركامب». هناك أيضا في منطقة الميناء حانات ونوادي متخصصة بأنواع الموسيقى مثل نادي الجاز «هوت جاز كلوب».

### رياضة

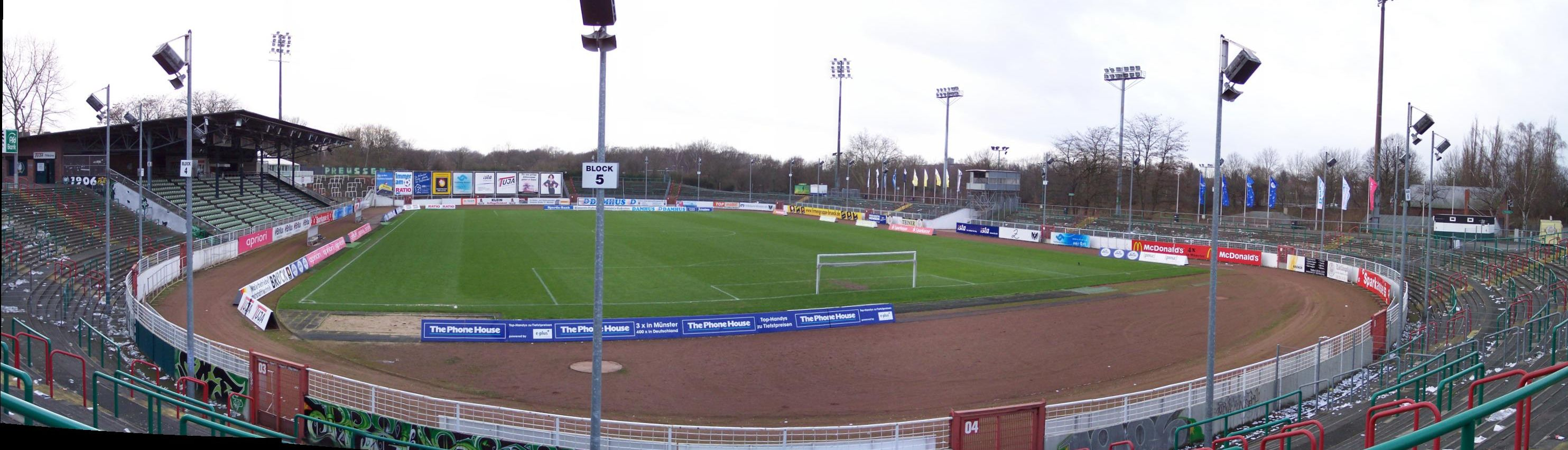
نظرة على ملعب بروسيا.

يُعتبر «نادي USC» للكرة الطائرة من أشهر نوادي مونستر الرياضية. ويحتفظ الفريق النسائي بسمعة جيدة في جميع أنحاء أوروبا، ويلعب في الدوري الألماني الاتحادي محتفظا بأكبر عدد البطولات مقارنة مع النوادي الباقية في الدوري. يلعب الفريق مبارياته في قاعة الرياضة على جبل فيدل في مونستر. أنجح أندية كرة القدم المحلية هو نادي بروسيا الرياضي الذي تأسس سنة 1906. وكان أكبر نجاح له المركز الثاني في البطولة الألمانية لسنة 1951، كما أنه عضو مؤسس للدوري الألماني الاتحادي لكرة القدم - البوندسليغا - سنة 1963. يلعب البروسييون مبارياتهم على أرضهم في ملعب بروسيا على جبل فيدل في إطار الدوري الاتحادي الثالث وذلك منذ صعودهم إلى الدوري سنة 2011. وأفضل فريق كرة قدم نسائي هو فريق من «بي اس فاو فورتونا مونستر» الذي يلعب في دوري وستفاليا.

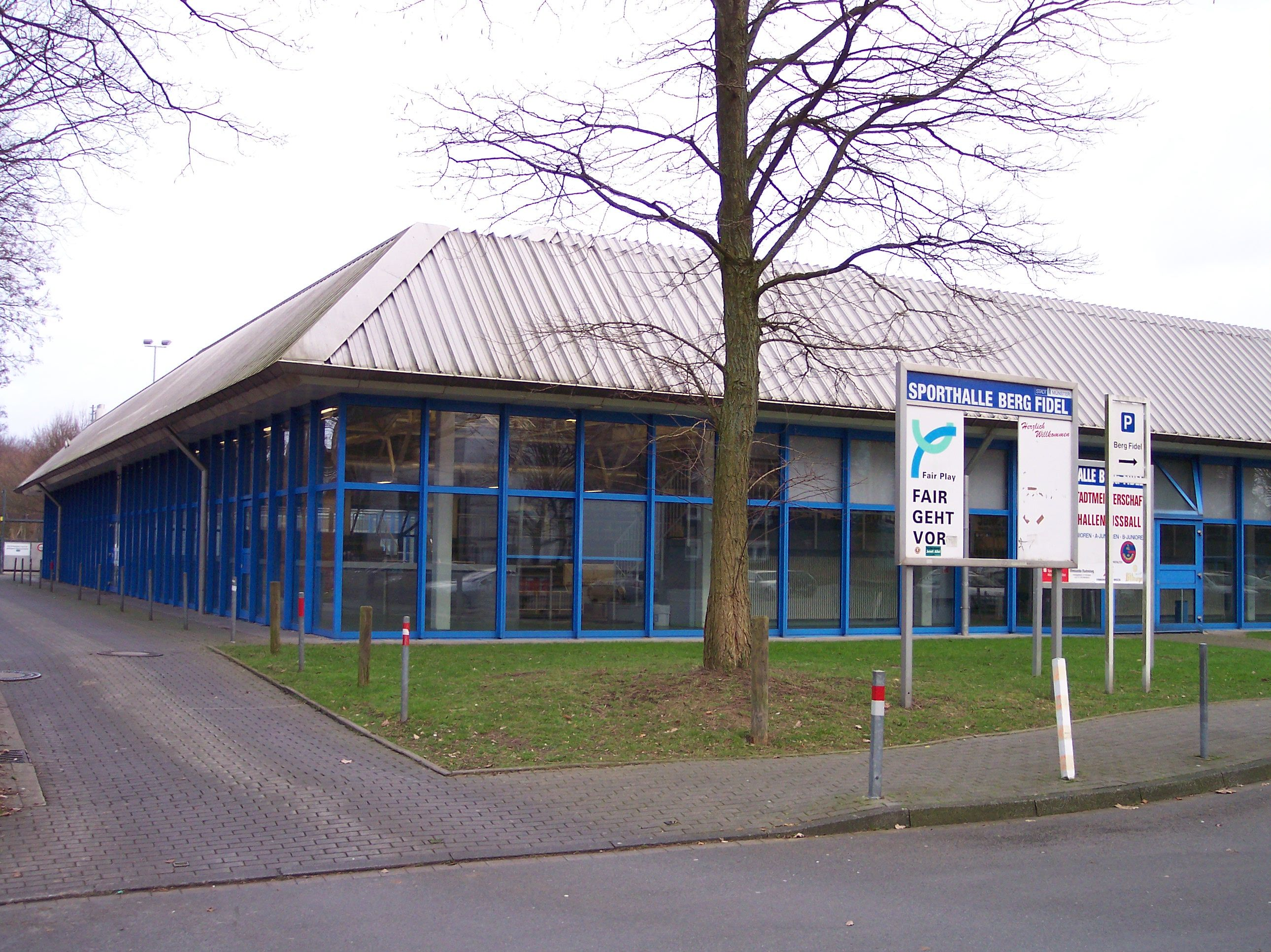
قاعة جبل فيدل الرياضية.

وهناك أيضا ناد محلي لكرة القدم الأمريكية باسم «ماموث مونستر» تأسس في سنة 1983 ويلعب في دوري شمال الراين - وستفاليا. انجح فريق لكرة السلة هو نادي «أو بي تسي مونستر»، الذي يلعب فريقه الرجالي منذ موسم 2007/2008 في الدوري الإقليمي الغربي الثاني. يهيمن في كرة اليد الناديين الرياضيين «دي يوت كا سبارتا مونستر» و«نادي وستفاليا كندرهاوس 1920». ويلعب فريق ذكور نادي سبارتا وفريق إناث وستفاليا كندرهاوس 1920 في دوري وستفاليا. أكبر نادي لرياضة الجري هو نادي «جمعية أصدقاء الجري في مونستر» التي تأسست في سنة 1988، وتنظم «سباق الشوارع الإس أف»، في آذار، و«سباق ليلة رأس السنة الدولي». أما «الفيلق العام للرماية لمدينة مونستر من سنة 1842» (آ بي تسي مونستر) فهو يخوض مبارياته بفريقه الأول في الدوري الألماني الاتحادي للرماية.
ينظم فريق كرة الطاولة «دي يوت كا بروسيا مونستر 07» بطولة «إنتسبورن المفتوحة» وهي واحدة من أكبر بطولات ألمانيا بعدد مشاركين يفوق الألف. ويخوض نادي مونستر للسباحة المنافسات في الدوري الاتحادي بنجاح. يمكن تأدية رياضة الهوكي للقاعات منذ تشرين الثاني 2004 في نادي اوني هوكي مونستر.

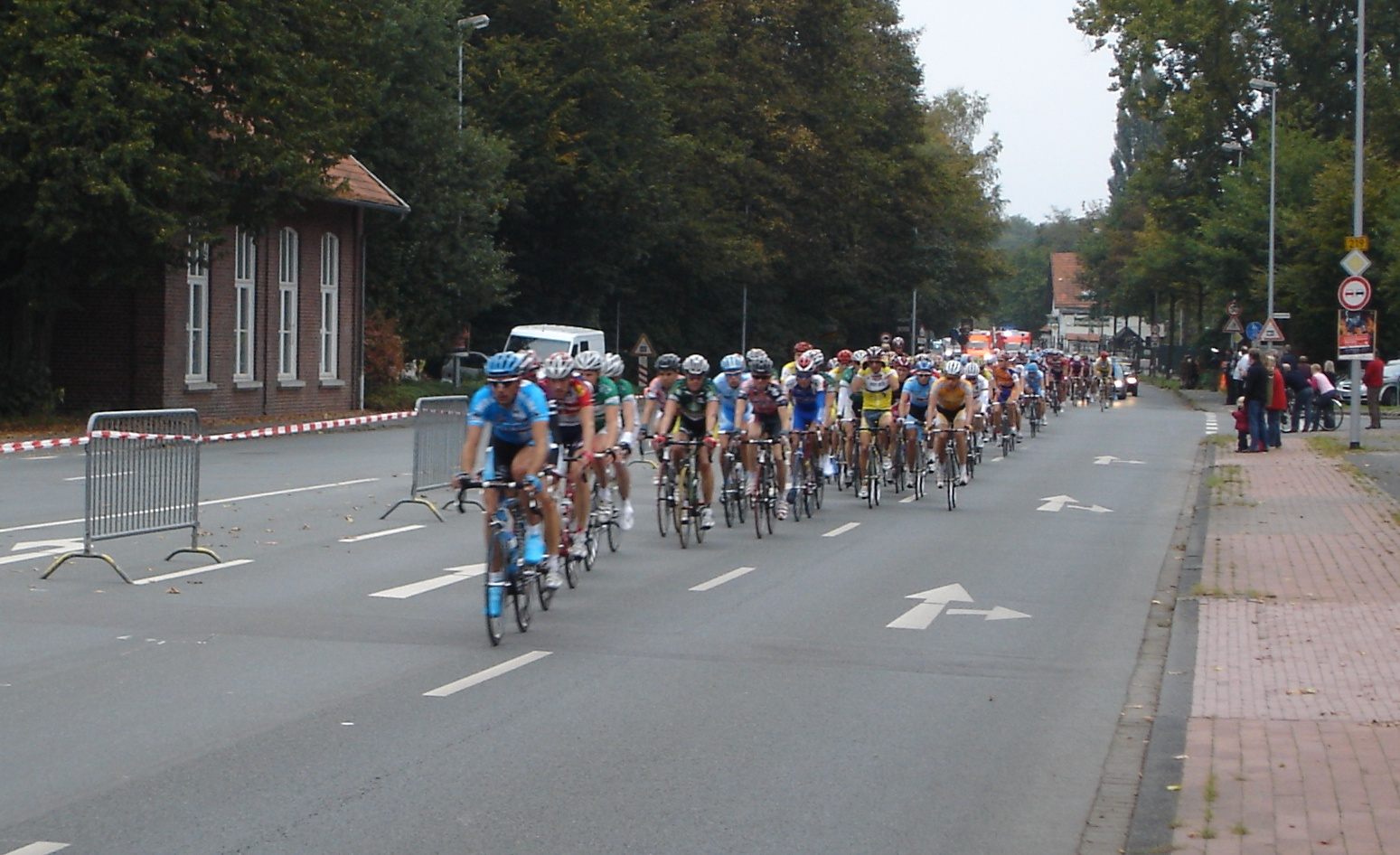
سباق الجيرو للدراجات، 2007.

من الأحداث الرياضية الكبرى في المدينة، ماراثون مونستر الذي يعد بأكثر من 3000 مشترك أحد أكبر عشرة ماراثونات في ألمانيا. وينظم سنويا منذ سنة 2002 في نهاية أيلول. مونستر هي كذلك الهدف النهائي «لسباق مصارف التوفير في بلاد مونستر - جيرو» التابع لسباق الاتحاد الدولي للدراجات في أوروبا منذ سنة 2006. نظمت في الفترة الممتدة من سنة 1981 إلى 1998، ومن جديد منذ عام 2005 في قاعة بلاد مونستر بطولة العالم لالعاب التزحلق على اللوح (بالإنجليزية: Skateboarding)‏، المسماة "Münster Monster Mastership". أسس «تيتوس ديتمان» للصلة الوثيقة بين هذه الرياضة ومدينة مونستر عبر شركة تيتوس ديتمان المحدودة لتصنيع أدوات رياضة التزلج هذه التي أنشأها في مونستر.
تُنظم لسكان المدينة الوستفالية في الصيف كل أسبوعين جولة «ليلة التزلج» حيث تصل المشاركة إلى 7,000 مشترك يتزلجون على طرق مغلقة خصيصا لهم. تجذب بحيرة الآ في مونستر هواة المراكب الشراعية إليها حيث تبحر العديد من المراكب الشراعية ومراكب الدواسات حين يتحسن الطقس. وتحوي البحيرة نادي مونستر الشراعي ونادي هانزا مونستر الشراعي. كما تعتبر مونستر مركزا للعبة الشبكبرت المحلية والقريبة من لعبة كرة المضرب ولكن مع بعض الاختلافات مثل المضرب الخشبي.

## جوائز

### LivCom

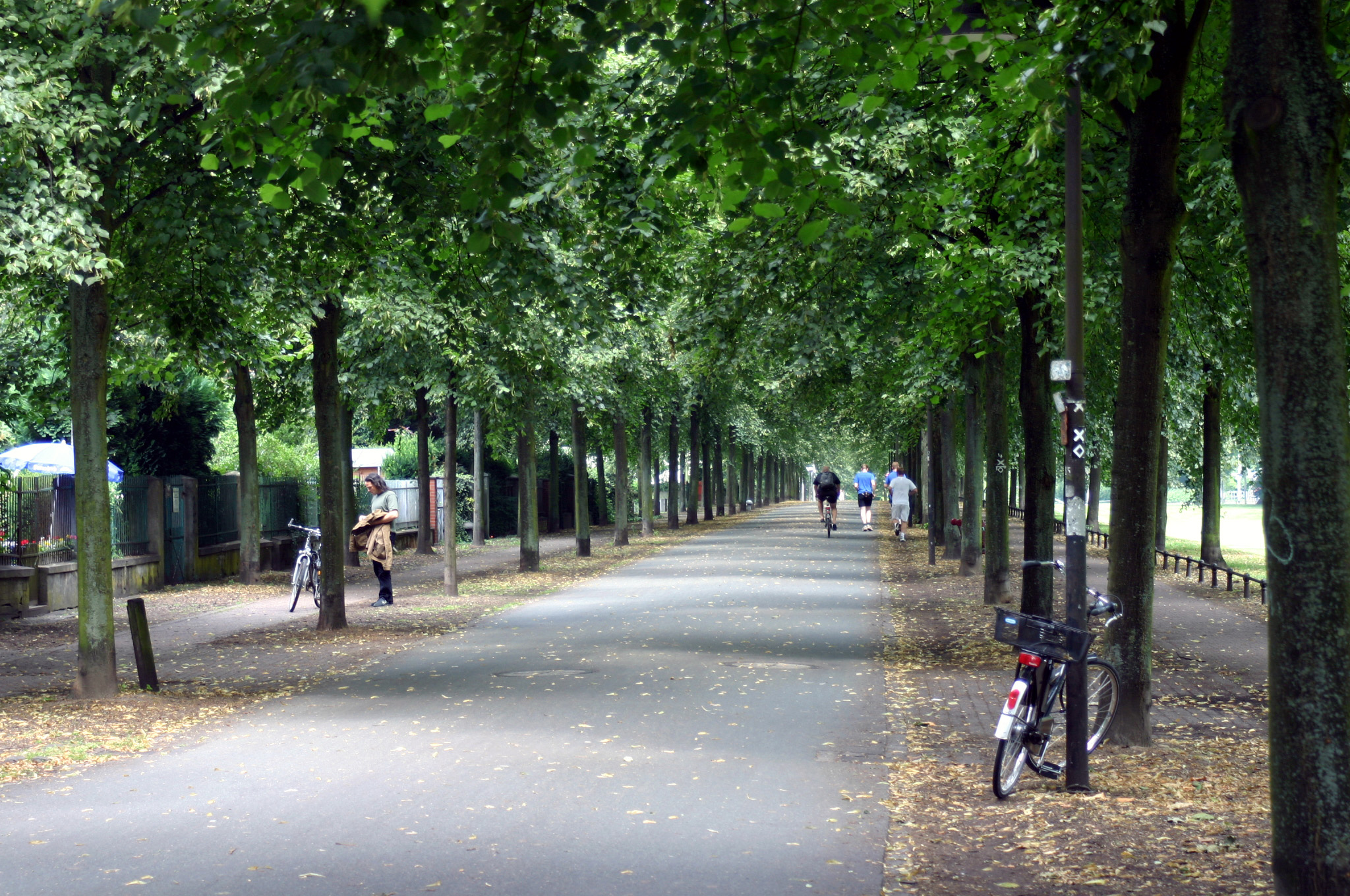
كورنيش السور: طوق مونستر الأخضر وأوتوستراد الدراجات.

حصلت مدينة مونستر عام 2004 على لقب مميز. فقد فازت مونستر - كمدينة ألمانية وحيدة حاضرة في النهائيات - بجائزة "LivCom" عام 2004 في نياغرا بكندا في فئة المدن من 200,000 إلى 750,000 نسمة. تمنح جائزة "LivCom" من قبل برنامج الأمم المتحدة للبيئة (يونيب) والرابطة الدولية للبستانية (IFPRA). وأصبح بإمكان مونستر بعد حصولها على الميدالية الذهبية تزين اسمها بعنوان «أفضل مدينة من حيث المعيشة في العالم». وبالإمكان تنزيل الملف المرئي ذا الدقائق عشر الذي قدمه عمدة المدينة تيلمان في نياغرا، من موقع المدينة على الشبكة العالمية.

### مدينة ملائمة للدراجات
يقوم اتحاد حماية البيئة والطبيعة والنادي الألماني العام للدراجات (ADFC) سنويا بما يسمى اختبار المناخ الدراجات، وهي دراسة استقصائية عن أكثر مدينة توفر مناخا ملائما للدارجات في ألمانيا. وقد نالت مونستر بعد سنة 1991 اللقب في سنتيّ 2004 و2005 كذلك (1991 و2004 لم تُنظم عمليات إحصاء). كما تنال مونستر على الدوام مراكز ريادية في اختبارات مؤسسة فحص السلع.

### الجائزة الأوروبية الذهبية للطاقة
تضاف «جائزة الطاقة الأوروبي على الذهب» التي منحت لأول مدينة ألمانية في 3 تشرين الثاني 2005 إلى تعداد الجوائز التي حصلت عليها مونستر. تُمنح هذه الجائزة من المنتدى الأوروبي للطاقة للمدن والبلديات الأوروبية التي تتبع بنجاح الإجراءات اللازمة لإصدار شهادات الجودة لاستخدام الطاقة الرفيقة بالبيئة. فازت مونستر بهذه الجائزة لا سيما للأسلوب المتبع فيها لتجديد المباني، حيث رممت ما يُقارب من 1050 وحدة سكنية بحوالي 35.1 مليون يورو من سنة 1997 حتى سنة 2005 بما يضمن الاقتصاد في مجال الطاقة. وثمة جانب آخر تمثل بالتوربينات الغازية والبخارية الجديدة التابعة لورشات البلدية لتوليد الطاقة مع قدرة 570,000 ميغاواط / ساعة، الذي يغطي ما يقرب من نصف الطاقة المستهلكة في المدينة.

### منافسة «مدينتنا تزدهر» الاتحادية
مُنحت مونستر القلادة الذهبية في مسابقة «مدينتنا تزدهر» لسنة 2006 في 8 آب من ذلك العام في ماينز متفوقة على 14 مدينة أخرى على المستوى الاتحادي لتمثيل ألمانيا في منافسة «تحالف الزهور» الأوروبية سنة 2007. النقاط الحاسمة في الانتخاب كان كورنيش السور الذي يطوق وسط المدينة منذ عام 1770 والتصميم المستدام للمساحات الخضراء بمشاركة المواطنين في مونستر. فازت المدينة الألمانية الوحيدة في عام 2007 بوجه إحدى عشر من المدن الأخرى، وحصلت يوم 21 أيلول 2007 في هاروغات على الذهبية.

### الجوائز الأخرى
نالت مونستر في عام 2004 جائزة أفضل مدينة للأطفال في ألمانيا الممنوحة من مبادرة «قلب للأطفال». أما «مبادرة اقتصاد السوق الاجتماعي الجديد ومجلة الاسبوع الاقتصادي» فقد منحت مونستر مربة بين العشرة الأوائل في ألمانيا ضمن «أكثر المدن الاصلاحية في ألمانيا». وفي نفس العام حصلت مونستر على جائزة «نجمة المناخ» لتشغيلها النظم الشمسية في المدارس، وهي جائزة أوروبية للنشاطات المحلية لحماية المناخ.
احتلت مونستر المركز الأول في منافسة النادي الألماني العام للسيارات حول «توافر الوصول إلى المراكز وداخل المدن» في ميدان العمل «النهج الجديدة، والرؤى والمفاهيم» سنة 2001 على صعيد الاتحاد. وكانت مونستر قد توجت عاصمة المناخ الألمانية من قبل مؤسسة معونة البيئة الألمانية في سنة 1997. ثم تمكنت المدينة من الحصول على هذه الجائزة مرة أخرى في عام 2006.
حصلت مونستر في تموز 2009 على المرتبة الثالثة في ترتيب المدن الألمانية ذات مستقبل اقتصادي جيد بعد هامبورغ وميونيخ. وتوقع خبراء مؤسسة فيري نموا اقتصاديا للمدينة بمقدار 15.7% ما يجعلها أكثر المدن الألمانية نموا. وقد ساهم النشاط العلمي في مونستر بحسب الخبراء في هذا التقدم بعد أن كانت المدينة قد حصلت عام 2007 على المركز الرابع عشر فقط.
تحصل مونستر بانتظام على المرتبة الأولى في استطلاعات الرأي التي تجريها هيئة الإذاعة الألمانية الغربية حول أحب المواقع إلى قلوب مواطني ولاية شمال الراين - وستفاليا.

## شخصيات

### مواطنو شرف
منحت مدينة مونستر المواطنة الشرفية (الفخرية) للأفراد التالية. القائمة مرتبة زمنيا:

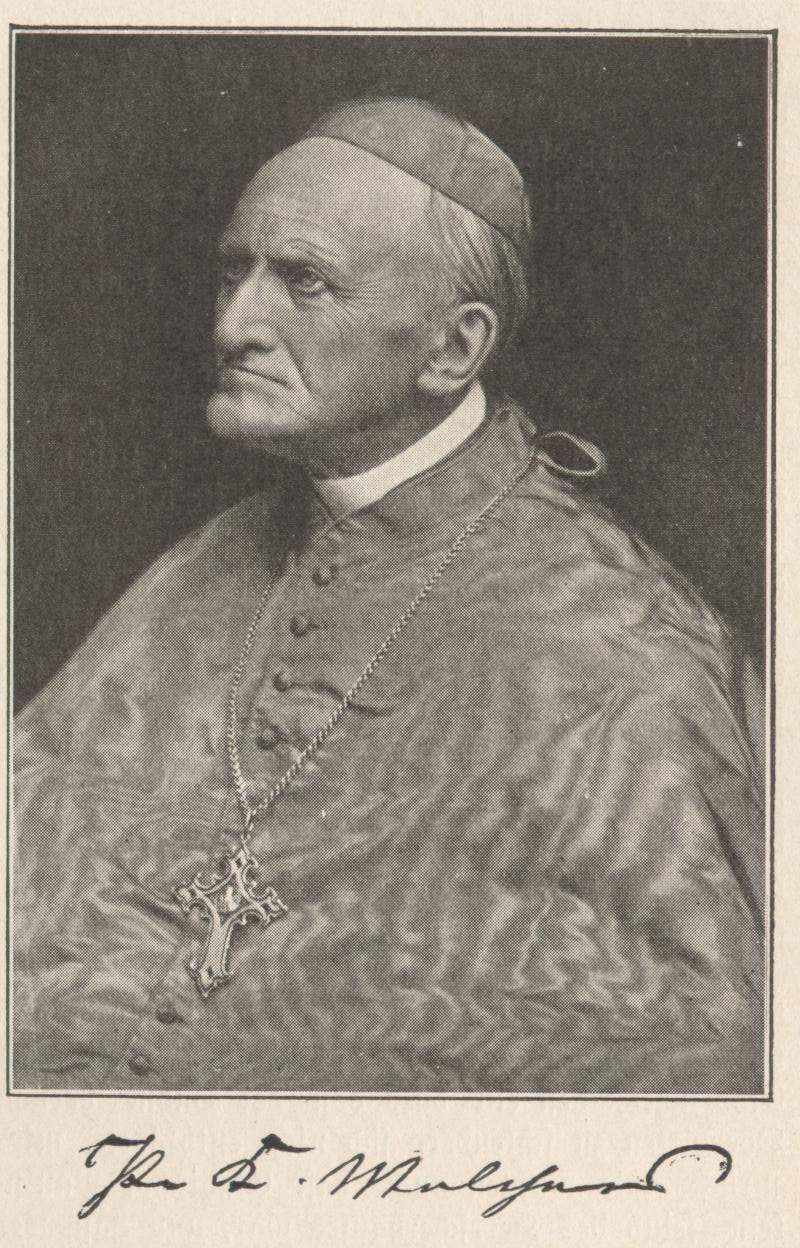
الكاردينال ملخرس.

- 1836 : فرانس كسافر ألبرت فالكامبف، نائب رئيس الحكومة في مونستر
- 1845: أندرياس كاسبر غيزه، قنصل عام
- 1850: فيلهلم اخترمان، نحات
- 1857: د. باولوس ملخرس، أسقف وكاردينال
- 1863: فيلهلم زالتسبرغ، مهندس
- 1864: د. هـ. س. فيلهلم فون أند تسور مولن، قاضي
- 1871: د. كارل أنطون فلتر، قاض ونائب رئيس محكمة بادربورن
- 1891: هرمان يوزف كبن، قس المدينة
- 1897: د. كليمنس فرايهر فون هيرمان-تسويدتفيك، نائب في الرايخستاغ وفي البرلمان الإقليمي
- 1905: أدولف كلايمان، بستاني
- 1906: د. فريدريش ألتهف، مدير وزاري
- 1906: د. كنراد فون شتودت، وزير دولة
- 1914: د. يوهان فيلهلم هيتورف، بروفيسور جامعي ومدير حكومي
- 1915: ألكسندر فون كلوك، عقيد عام
- 1924: لودفيغ روبرت، تاجر وعضو مجلس المدينة
- 1932: د. هاينريش برونينغ، مستشار الرايخ 1930–32
- 1933: باول فون هيندنبورغ، مارشال عام ورئيس الرايخ
- 1933: أدولف هتلر، رئيس حكومة، رئيس دولة، وديكتاتور في الحقبة النازية (سُحبت عام 1945)
- 1938: ألفرد روزنبرغ، منظر عقائدي وسياسي نازي (سُحبت عام 1945)
- 1946: كليمنس غراف فون غالن، أسقف وكاردينال
- 1973: هاينريش أوسترمان، مدير مدينة سامي
- 1986: د. راينر كليمكة، محامي وكاتب عدل، فائز أولمبي وبطل العالم في الفروسية

### مواليد مونستر
لمحة مختصرة:
- 1498/99، يوهان برابندر، † 1561/62 في مونستر، نحات
- 1784. 11. أيار،جورج برنارد دبنج، كاتب ومؤرخ فرنسي من أصل ألماني.
- 1811، 25. كانون الأول، فيلهلم إمانويل فون كتلر، † 13. تموز 1877 في بورغهاوزن، أسقف ماينز، عضو مؤسس لحزب المركز ونائب في الرايخستاغ
- 1885، 26. تشرين الثاني، هاينريش برونينغ، † 30. آذار 1970 في نورويتش، فرمونت (الولايات المتحدة)، مستشار الرايخ 1930–32
- 1920، 10. كانون الأول، د. ألفرد درغر، † 29. حزيران،2002 في فولدا، سياسي، رئيس كتلة الاتحاد المسيحي الديمقراطي/الحزب المسيحي الاجتماعي في البوندستاغ 1982–1991
- 1956، 13. تموز، غونتر ياوخ، مقدم وصحفي تلفزيوني
- 1957، 12. تموز، غوتس ألسمان، موسيقي ومقدم
- 1963، 4. تموز، أوته لمبر، ممثلة ومغنية
- 1969، 12. آب، تانيتا تيكرم، موسيقية بريطانية
- 1974، 22. تموز، فرانكا بوتنته، ممثلة

### مرتبطون بمونستر
من الأشخاص الذين تربطهم بمونستر علاقة مميزة:
- يوهان كنراد شلاون، * 5 حزيران 1695 في نورده قرب فاربورغ، † 21 تشرين الأول 1773 في مونستر، معماري وجنرال
- فرانس فرايهر فون فورستنبرغ، * 7 آب 1729 في قصر هردرينغن، أرنسبرغ، † 16 أيلول 1810 في مونستر، رجل دولة في إمارة مونستر الأسقفية
- أنيته فون دروسته-هولزهوف، * 10 كانون الثاني 1797 في قلعة هولزهوف قرب مونستر، † 24 أيار 1848 في ميرزبورغ على بحيرة الأرض، شاعرة
- يوهان فيلهلم هيتورف، * 27 آذار 1824 في بون، † 28. تشرين الثاني 1914 في مونستر، فيزيائي
- كليمنس أوغست غراف فون غالن، * 16 آذار 1878 في دينكلاغه، † 22 آذار 1946 في مونستر، كاردينال ومعارض للسلطة النازية، طوب بروما بتاريخ 9 تشرين الثاني 2005
- إديت شتاين، * 12 تشرين الأول 1891 في برسلاو، † 9 آب 1942 في معتقل أوشفتس -بيركناو، فيلسوفة ألمانية ذات أصول يهودية، ملحدة، لاحقا كرملية، شهيدة، قديسة، درّست في مونستر
- أويتيميا، الاسم الحقيقي: إما أوفينغ، * 8 نيسان 1914 في هوبستن -هالفردة، † 9 أيلول 1955 في مونستر، راهبة كلمنسية، طوبت بتاريخ 7 تشرين الأول 2001 في روما
- يورغين موليمان، * 15 تموز 1945 في أوغسبورغ، † 5. حزيران 2003 في مارل -لوموله، سياسي (الحزب الديمقراطي الحر)

## متفرقات

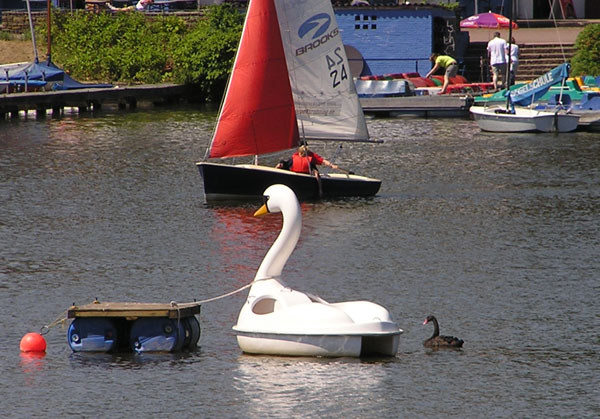
بيترا وقاربها في عام 2006.

سُمي نوع جديد من القبيعات اكتشف في سنة 2004 في جامعة فيلهلم الوستفالية على اسم المدينة، ويطلق عليها الآن اسم (باللاتينية: Galea monasteriensis). كما تُسمى مدينة مونستر في تكساس على اسمها.
تناقلت وكالات الأخبار في أنحاء العالم في سنة 2006 خبر طائر التم «بترا» التي وقعت بغرام أحد قوارب الدوس على شكل تم ضخم. ولم تتزحزح انثى التم من جوار «أبن جلدتها» على بحيرة الآ طوال فصل الصيف، وفي تشرين الثاني نُقل كلاهما إلى حديقة الحيوانات القريبة. حيث اتضح أنها أنثى بعد كان الاعتقاد السائد أنه ذكر فغيّر الاسم السابق «بيتر» إلى «بترا». تناقلت فرق تلفزيونية من الولايات المتحدة واليابان والهند والعالم العربي وبلدان أخرى الخبر بالإضافة إلى وسائل الإعلام الألمانية مثل در شبيغل وشتيرن. بعد سنتين من الحب للمركب اختارت بترا تمّا جديدا حقيقيا في كانون الأول من عام 2007 كشريك، وفي آذار 2008 غادرته من جديد.

## اقتباسات
- «مدينة جميلة، بل تلامس الأناقة. هنا يتقابل الماضي العظيم مع الحاضر الديناميكي. مثيرة للإعجاب.» البابا بنديكتوس السادس عشر خلال وقت وجوده محاضرا في جامعة مونستر.
- «كنت أصاب في كثير من الأحيان بالإحباط إن كانت جهودي من أجل السلام ستثمر في الوقت المناسب. ولكني حصلت في مونستر على ثقة بالناس من جديد بأنهم يعملون ويؤمنون ويريدون، كما ينبغي.» ألبرت شوايتزر الحائز على جائزة نوبل للسلام
- «عدت من زيارتي، وانا راض تماما. كانت مضنية، لكنها قدمت الكثير من الأمور المحفزة والمفيدة. [...] ولكن ما يستحق التسمية هي مونستر في وستفاليا، مدينة مدهشة، كاثوليكية في العمق، وشمالية للغاية وألمانية سفلى بمواطنيها، وملأى بالجمال العتيق. تقتصر الحداثة فيها على رسمات على نافذة كبيرة من أعمال ملكيور ليختر (وهو من مونستر) في المتحف، وتضاهي بألوانها مثيلاتها، بما في Sté. Chapelle في باريس. رائع جدا.»توماس مان في 26 كانون الثاني 1911 إلى شقيقه هاينريش مان.
- «كل السلطات في مونستر، منها ما يمكن تخيله ومنها ما لا يخطر على بال». فلكمار هبف، الرئيس السابق لهيئة المراقبة المالية الاتحادية
- «عندما أكون في مدينة جميلة، أقول دائما إن هذه هي ثاني أجمل مدينة في ألمانيا، أكان ذلك في بريمن أو بامبرغ. بذلك استفز السؤال عن ما هي الأجمل. لأقول بعد ذلك: مونستر». تيودور هويس، أول رئيس لجمهورية ألمانيا الاتحادية.
- «مونستر - هناك الشوارع ذات الإتجاه الواحد، التي ترمي اليأس فيي، ولكن أيضا المباني المرممة بروعة من القرون الماضية. أود البقاء لكني لا أجد موقفا للسيارات. وداعا مونستر،» إيريك فون دانيكن، مؤلف
- «في مونستر، نلت فرصة استثنائية لمقابلة قطعة رائعة من التاريخ وللمشاركة فيه». هنري كيسنجر وزير الخارجية الأمريكي الأسبق
- "مونستر والمونستريين لا يعجبوني! غبهارد ليبيرخت فون بلوخر، جنرال ومارشال بروسي
- «كل هذا كان مدمرا؟ لا يمكنك أن نلاحظ ذلك.» وزير الخارجية السوفياتي إدوارد شيفردنادزه عن وسط المدينة
- «من أجمل المدن في ألمانيا.» هانس غونتر وينكلر، رياضي ألماني في الفروسية.
- «من بين جميع مدن وستفاليا، مونستر هي الأنبل، وحتى في كل ألمانيا لا يوجد ما يوازيها». ريكاردا هوخ، في المملكة القديمة. صور حية من مدن ألمانية، طبعة جديدة، كولونيا : كيبنهوير وفيتش 1967 (= الكاتبة ريكاردا هوخ. الأعمال المجمعة، الناشر فيلهلم إمريخ، المجلد 8)، والأصل من سنة 1927.)

## أدب عن مونستر
- Christa Farwick, Adam Riese: Das Münsterbuch. Der Stadtführer. Daedalus, Münster 2006, ISBN 978-3-89126-202-3. كتاب مونستر. دليل المدينة.
- Sylvaine Hänsel, Stefan Rethfeld: Architekturführer Münster. Dietrich-Reimer-Verlag, Berlin 2008, ISBN 978-3-496-01276-4. دليل مونستر المعماري.
- Werner Hager: Münster in Westfalen (Westfälische Kunst). 3. Auflage, München/Berlin 1979 مونستر في وستفاليا.
- Bernd Haunfelder: Münster. Wiederaufbau und Wandel. Aschendorff, Münster 2000, ISBN 3-402-05171-0. مونستر. إعادة إعمار وتحول.
- Bernd Haunfelder, Ute Olliges-Wieczorek: Münster. Stadt des westfälischen Friedens. Aschendorff, Münster 2000, ISBN 3-402-05364-0. مدينة السلام الوستفالي. مونستر.
- Walther Hubatsch (Hrsg.): Grundriss zur deutschen Verwaltungsgeschichte 1815–1945. Bd 8. Westfalen, Marburg an der Lahn 1980, ISBN 3-87969-123-1. لمحات من التاريخ الإداري الألماني 1815-1945.
- Franz-Josef Jakobi (Hrsg.): Geschichte der Stadt Münster. 3 Bde. Aschendorff, Münster 1994 (3. Aufl.). ISBN 3-402-05370-5. تاريخ مدينة مونستر.
- Erich Keyser (Hrsg.): Westfälisches Städtebuch. Bd III. Deutsches Städtebuch. Handbuch städtischer Geschichte. 2. Teilband. Im Auftrage der Arbeitsgemeinschaft der historischen Kommissionen und mit Unterstützung des Deutschen Städtetages, des Deutschen Städtebundes und des Deutschen Gemeindetages. Kohlhammer, Stuttgart 1954. كتاب المدن الوستفالية.
- Karl-Heinz Kirchhoff, Mechtild Siekmann: Stadtmappe Münster. Dortmund-Altenbeken 1994. ISBN 3-89115-134-9. ملف مدينة مونستر.
- Bettina Meyer, Roman Skarabis: Münster Architektur 1997–2007. zeichen+raum, Münster 2007, ISBN 978-3-00-021904-7. عمارة مونستر 1997-2007.
- Christoph Nübel: Die Mobilisierung der Kriegsgesellschaft. Propaganda und Alltag im Ersten Weltkrieg in Münster. Münster u. a. 2008. ISBN 978-3-8309-2030-4. النفير. الدعاية والحياة في الحرب العالمية الأولى في مونستر.
- Michael Römling: Münster – Geschichte einer Stadt. Tertulla, Soest 2006, ISBN 3-9810710-1-8. مونستر - حكاية مدينة.
- Heinz Stoob, Wilfried Ehbrecht (Hrsg.): Westfälischer Städteatlas. Bd 4. 3 Teilband. Im Auftrage der Historischen Kommission für Westfalen und mit Unterstützung des Landschaftsverbandes Westfalen-Lippe. GSV Städtealtas, Altenbeken 1993. ISBN 3-89115-134-9. أطلس المدن الوستفالية.

## أفلام
- ألبوم صور ألمانيا: مونستر وثائقي، 45 دقيقة. فيلم لمارتينا مولر، إنتاج: هيئة الإذاعة الألمانية الغربية، البث الأول: 12. تشرين الثاني 2006
- مونستر بين الحروب – تسجيلات من عشرينات القرن العشرين لغاية تدمير المدينة. وثائقي من مركز وستفاليا الإعلامي لرابطة وستفاليا - ليبه، ألمانيا 2006، 45 دقيقة تقريبا.

## اقرأ أيضا
- حصن بورتانغي

## وصلات خارجية
- معلومات عن مونستر، وستفاليا، من بام، البوابة المشتركة للمكتبات ودور الأرشيف والمتاحف
- موقع مدينة مونستر الرسمي
- الثقافة على شبكة مدينة مونستر
- ملف مرئي لترشيح مونستر لجائزة أفضل مدينة للعيش
- وستفاليا: هل مونستر أفضل مكان للعيش؟
- روابط عن مونستر في الملف المفتوح